# Списак епизода серије Oд јутра до сутра

Од јутра до сутра је српска теленовела која се приказује од 12. септембра 2022. до 10. септембар 2023. године на телевизији Прва.

## Преглед
| Сезона | Сезона | Епизоде | Епизоде | Оригинално емитовање | Оригинално емитовање |
| Сезона | Сезона | Епизоде | Епизоде | Премијера            | Финале               |
| ------ | ------ | ------- | ------- | -------------------- | -------------------- |
|        | 1.     | 293     | 293     | 12. септембар 2022.  | 10. септембар 2023.  |

## Епизоде

### 1. сезона (2022-23)
| Бр. у серији | Бр. у сезони | Назив                                                                                     | Редитељ                                                             | Сценариста     | Премијерно емитовање |
| --- | ------------ | ----------------------------------------------------------------------------------------- | ------------------------------------------------------------------- | -------------- | -------------------- |
| 1 | 1            | Организује се забава на којој нико не жели да буде                                        | Михаило Вукобратовић, Станко Милошевић и Александра Елчић Челановић | Даница Николић | 12. септембар 2022.  |
| Марко и Срна Тодоровић су све само не срећан водитељски пар. Ако у причу додамо још и крволочног директора телевизије којег са разлогом зову Воја Ајкула и све запослене на телевизији и њихове приватне замршене животе, журка може само да буде пуна изненађења. А забава поводом петогодишњице Маркове и Срнине емисије Јутровање је управо место на коме сви желе да буду, или ипак можда не? |              |                                                                                           |                                                                     |                |                      |
| 2 | 2            | Дамјан добија понуду која ће свима променити живот                                        | Михаило Вукобратовић, Станко Милошевић и Александра Елчић Челановић | Даница Николић | 13. септембар 2022.  |
| Док се Барбара, Чеда и сви запослени ВеТв-а питају зашто Марка нема на сопственој журци, Воју мучи питање ко је Дамјан и да ли је ово нека болесна шала коју му је универзум упутио. Војина десна рука Анђелка је навикла да може да реши сваки проблем кад је телевизија у питању, али не и ово. Једина особа која није несрећна Марковим одсуством је Срна, којој је ово идеална шанса да види како изгледа живот једне слободне жене, и да ли се Дејан уклапа у све што то са собом носи. Пред екипом ВеТв-а су велике промене, док Дамјан добија понуду која ће му живот окренути за 180 степени, али не само њему, већ свима... |              |                                                                                           |                                                                     |                |                      |
| 3 | 3            | Вест о Марковом изненадном потезу је шокирала све                                         | Михаило Вукобратовић, Станко Милошевић и Александра Елчић Челановић | Даница Николић | 14. септембар 2022.  |
| Вест о Марковом изненадном одмору је шокирала нацију, али и све остале људе из његовог живота. Анђелкин брат, др Ђорђе ће дати све од себе да његов тајни пацијент остане тајна. Војина конкурентска тв Топ ТВ на челу са његовом бившом женом Нином ће урадити све да се докопа Марка, ма где да се он крије. После речи убеђења свог најбољег пријатеља Срђана, Дамјан ће прихватити Војину, Радетову и Анђелкину понуду, а уједно и сазнати праву дефиницију израза који глумац као што је он треба да зна – getting in character. |              |                                                                                           |                                                                     |                |                      |
| 4 | 4            | Куцнуо је час да се Марко врати кући, али постоји један проблем                           | Михаило Вукобратовић, Станко Милошевић и Александра Елчић Челановић | Даница Николић | 15. септембар 2022.  |
| После месец дана мистериозног одсуства куцнуо је час да се Марко Тодоровић врати кући. Једини проблем је то што особа која се враћа свима у загрљај није Марко, већ Дамјан. Извршна продуценткиња ВеТВ-а, Лили је можда прва која примети да је Марко другачији, али сигурно не и једина. И док је Дамјанов први дан на малим екранима прошао изузетно добро, иза кулиса је сасвим друга прича. Срна га игнорише, Анђелка му дише за вратом, а Барбара и њени пријатељи су једностано превише напорни. Дејанови родитељи расправљају да ли је Дејану каријера и даље светла сад кад се Марко вратио, али боље питање је колико је Дејанова и Срнина будућност светла? |              |                                                                                           |                                                                     |                |                      |
| 5 | 5            | Доктор Ђорђе увлачи у свој проблем и медицинску сестру Жану                               | Михаило Вукобратовић, Станко Милошевић и Александра Елчић Челановић | Даница Николић | 16. септембар 2022.  |
| Дамјан и даље не може да се привикне на живот који Марко води, поготово на чињеницу да га води са Барбаром. Дејанове речи су натерале Срну да се запита како се уопште заљубила и удала за Марка. Мада не делује да је њихова прошлост била комплетна лаж, бар не што се њених осећања тиче. Доктор Ђорђе увлачи у свој проблем и едицинску сестру Жану, да би Марку пружио сталну негу у нади да се што пре опорави. Дејан се поверава млађој сестри Петри, која се са друге стране окомила на Марка зато што не жели да види Барбару повређену. И док се сви баве својим приватним животима, Дамјан ће бити приморан да званично преузме Марков... |              |                                                                                           |                                                                     |                |                      |
| 6 | 6            | Боби и Барбара су смислили опасан план                                                    | Михаило Вукобратовић, Станко Милошевић и Александра Елчић Челановић | Даница Николић | 19. септембар 2022.  |
| Дамјан је сигуран у своју одлуку да ипак не жели да игра улогу Марка, али када то саопшти Воји...сазнаће да га одустајање може коштати и живота. Постаје свестан да је ипак требало да прочита уговор који је потписао. Боби и Барбара смислили су план како да се заувек отарасе Срне и Барбара не жели да чека ни секунду, одмах креће у спровођење веома опасног плана. Дамјан ће се наћи усред овог плана и опет показати бригу према Срни, због чега ће сви бити још више збуњени, јер до скоро, за њих, он је особа која би била најсрећнија на свету кад би се Срни нешто десило. Нина је сваким даном све беснија због Маркове издаје и сада је спремна на све, како би се осветила, па чак и да га киднапује... |              |                                                                                           |                                                                     |                |                      |
| 7 | 7            | Дамјан жели да изађе из пакла на који га је присилио Воја Ајкула                          | Михаило Вукобратовић, Станко Милошевић и Александра Елчић Челановић | Даница Николић | 20. септембар 2022.  |
| Данијела не воли Марка, скоро исто толико и Срна. Пакост коју је смислила кренуће озбиљно по злу. Дамјан се буди у болници, а затим креће истрага ко је опет покушао да му науди? Док се опоравља, једино о чему размишља је како да раскине уговор и изађе из пакла у којем се налази.... Нина и Воја се срећу у ресторану, а она у дубини душе ипак није сигурна у своје емоције према њему. Анђелка не одустаје од потраге за одговором, ко је покушао да науди Марку, а од Воје је добила дозволу да буде немилосрдна... |              |                                                                                           |                                                                     |                |                      |
| 8 | 8            | Данијела се уплела у озбиљне проблеме                                                     | Михаило Вукобратовић, Станко Милошевић и Александра Елчић Челановић | Даница Николић | 21. септембар 2022.  |
| Док се Дамјан својим изласком из болнице враћа у улогу Марка пред репортерима, Данијела чини све да она и Срна не уду откривене и доведене у везу са инцидентом који је довео до његових повреда. Да ли ће Мома прихватити Данијелину понуду или ће све испричати Анђелки? Данијела се уплела у озбиљне проблеме... . Дамјан је одлучио да настави игру коју је започео са Војом, али правила игре ће морати да се промене. Списак Дамјанових услова није нимало наиван... За то време, највећа Војина брига је како да удаљи Барбару од Марка, али не одустаје... |              |                                                                                           |                                                                     |                |                      |
| 9 | 9            | Ова паклена завера ће Воји пореметити све                                                 | Михаило Вукобратовић, Станко Милошевић и Александра Елчић Челановић | Даница Николић | 22. септембар 2022.  |
| Појављивање новог Марковог саветника отвара више питања него што Срђан и Дамјан могу да поднесу. Барбара и Чеда им дишу за вратом док Срна не може да прихвати да ће опет живети са Марком. Ходницима ВеТв-а круже нове љубави, а Немања је главни актер. За то време, на Топ тв-у се кује сасвим нови план и паклена завера, која ће Воји пореметити све... |              |                                                                                           |                                                                     |                |                      |
| 10 | 10           | Дамјан ће маскиран посетити баку у дому, али да ли ће све проћи како треба?               | Михаило Вукобратовић, Станко Милошевић и Александра Елчић Челановић | Даница Николић | 23. септембар 2022.  |
| Топ Тв је коначно гледанији од Ве-Тв-а. Воја је бесан, али помало и поносан на Нину. Свакако да нови план мора да се направи, у супротном, свестан је какве губитке може да има. Анђелка је смислила да нова емисија буде квиз о паровима. Данијели се Немања све више свиђа, али само зато јер не зна да Немања игра дуплу игру... и не слути у чијем кревету је преспавао претходну ноћ, док се она надала позиву. Дамјан ће маскиран посетити баку у дому, али да ли ће све проћи како треба? Ризик је велики. Нина не преза ни од чега, како би схватила какве планове има Воја. Ни мање ни више, шаље свог асистента да нађе доказе против Воје. Дамјан не одустаје од Срне, а однос између Срне и Дејана није сјајан... |              |                                                                                           |                                                                     |                |                      |
| 11 | 11           | Раде обавља телефонски позив који може да промени све                                     | Михаило Вукобратовић, Станко Милошевић и Александра Елчић Челановић | Даница Николић | 26. септембар 2022.  |
| Немања се удвара Данијели. Воја саопштава Барбари да ће Марко да се врати да живи код Срне, али да је то само због посла. Она га преклиње да то не дозволи. Анђелка прети Алекси отказом ако не заврши спот за пола сата. Војин адвокат Раде обавља телефонски позив који може све да промени. Воја говори Срни да је одлучио да се Марко врати код ње кући како би престали трачеви, као и да обоје морају да сарађују, али она не жели да чује... |              |                                                                                           |                                                                     |                |                      |
| 12 | 12           | Барбара схвата да полако али сигурно губи Марка                                           | Михаило Вукобратовић, Станко Милошевић и Александра Елчић Челановић | Даница Николић | 27. септембар 2022.  |
| У кући Милића је срећан дан. Раде са породицом слави нова пословна достигнућа, али ће се ствари брзо преокренути пошто Мира и Петра уђу у расправу. Немања не одустаје од идеје да успешно излази са две колегинице са посла, док Барбара схвата да полако али сигурно губи Марка. Све ближи је и Дамјан који и даље копа по Срниној и Марковој прошлости. Односи на телевизији су напети међу свима, али Данијела ће Воји открити нешто што нико није могао ни да замисли. |              |                                                                                           |                                                                     |                |                      |
| 13 | 13           | Анђелка не бира средства да представа коју су поставили она, Воја и Раде буде савршена    | Михаило Вукобратовић, Станко Милошевић и Александра Елчић Челановић | Даница Николић | 28. септембар 2022.  |
| Данијела је признала Воји највећу животну тајну коју је извукла као кец из рукава, у моменту када је најпотребније, њој и њеном детету. У најтежим моментима, почиње да сумња у своје пријатељство са Срном, што ће јој и лично рећи... Барбара неће одустати од Марка и спремна је на све како би он остао са њом. Оно чиме уцењује Воју довешће га на саму ивицу, а он ће употребити најјаче оружје за срећу своје ћерке. Анђелка је једина неуморна и чини све да представа коју су поставили она, Воја и Раде буде савршена и не бира средства да тако и буде. |              |                                                                                           |                                                                     |                |                      |
| 14 | 14           | Једно обично јутро на послу ће свима показати да Марко ипак није једина звезда            | Михаило Вукобратовић, Станко Милошевић и Александра Елчић Челановић | Даница Николић | 29. септембар 2022.  |
| Ходници ВеТв-а крију многе тајне. Али не само они. Срђан прискаче Дамјану у помоћ јер бити Марко Тодоровић није баш тако лако. Пред Срном се налази много питања, а чини се да она више нагиње да реши она у вези Марка. Ипак ни Дејан не размишља много о њему и Срни, јер је преоптерећен својим тајнама, мада није једини у кући Милића који их има. Једно обично јутро на послу ће свима показати да Марко ипак није једина звезда њихове телевизије. |              |                                                                                           |                                                                     |                |                      |
| 15 | 15           | Појављује се мистериозна жена из Дамјанове прошлости која ће преокренути све              | Михаило Вукобратовић, Станко Милошевић и Александра Елчић Челановић | Даница Николић | 30. септембар 2022.  |
| Дамјан полако почиње да ужива у улози Марка, поготово што ствари са Срном иду ка бољем после његовог инцидента у студију. Ипак све ће се то брзо преокренути када у његов нови живот ушета мистериозна жена из Дамјанове а не Маркове прошлости. Топ тв очекује велике промене зато што Нина даје све од себе да победи у свом рату против Воје. Питање је само да ли је Дејан спреман да буде између две ватре кад паљба почне И док сви брину о љубавним и пословним односима, Анђелка је себи задала најновији задатак, који са собом носи одговоре на питања која сви чекамо. |              |                                                                                           |                                                                     |                |                      |
| 16 | 16           | Нина полако али сигурно спроводи свој паклен план освете                                  | Михаило Вукобратовић, Станко Милошевић и Александра Елчић Челановић | Даница Николић | 3. октобар 2022.     |
| Срна се бори против пробуђених емоција према Марку, али не уме да сакрије осмех. Дамјан не престаје да изненађује све око себе новом верзијом Марка Тодоровића, па чак повлачи веома ризичне потезе, који могу имати озбиљне последице, али одлучио је да ако ће већ да глуми Марка, онда ће барем то да искористи за нешто добро. Нина и даље Дејана снабдева поверљивим информацијама, и полако али сигурно спроводи свој паклени план освете Барбара је очајна, ближи јој се рођендан, који је увек највећи догађај у години, али онај ко јој је најважнији, не јавља се. |              |                                                                                           |                                                                     |                |                      |
| 17 | 17           | Анђелка долази до нових сазнања везаних за Дамјана и његову прошлост                      | Михаило Вукобратовић, Станко Милошевић и Александра Елчић Челановић | Даница Николић | 4. октобар 2022.     |
| Ствари на Ве-ТВ телевизији мењају се из минута у минут. Срна и Марко (Дамјан) не престају да продубљују свој однос. Дамјан и даље покушава да исправи грешке које је Марко направио и да излечи Срнино сломљено срце. Али, има обавезе и према Барбари, којој је рођендан и за коју је схватио да је исто жртва свог оца и Марка. Потрудиће се да јој овај рођендан буде незабораван и спрема јој изненађење које није могла ни да сања... Анђелка долази до нових сазнања везаних за Дамјана и његову прошлост и неће се смирити док не открије све. Одлази у посету Дамјановој баки. Особа која ће се појавити на Срниним вратима направиће потпуни преокрет у њеном животу... |              |                                                                                           |                                                                     |                |                      |
| 18 | 18           | Срна се бори са духом из прошлости, који ју је довео у уцењивачку ситуацију са Војом      | Михаило Вукобратовић, Станко Милошевић и Александра Елчић Челановић | Даница Николић | 5. октобар 2022.     |
| Барбара је најсрећнија особа на свету, кад се Дамјан појавио на вратима са изненађењем које није могла ни да сања. Дамјан схвата да те вечери неће моћи да се одбрани од ње. Једино што му је важно је да се не деси физички контакт. Анђелка одлази код Воје са изговором да је дошла пословно, по савет како да Дамјана спаси Барбариних насртаја, али Воја зна да то није истина и да је Анђелка и даље заљубљена у њега. За то време, Војин највећи непријатељ, његова бивша жена, са којом води непрекидни рат, ту је, у његовој спаваћој соби. Барбара се буди мамурна и схвата да је провела ноћ с другим мушкарцем. Срна се бори са духом из прошлости, истим духом који ју је довео у уцењивачку ситуацију са Војом. Али, не може да не помогне свом оцу, који је опет упао у дугове и проблеме. Њен спокој је кратко трајао. Жанин план не иде у добром смеру и сваког часа Ђорђе може да открије шта се ноћима дешава у болничкој соби у којој лежи Марко. |              |                                                                                           |                                                                     |                |                      |
| 19 | 19           | Дамјан жели да побегне из свега                                                           | Михаило Вукобратовић, Станко Милошевић и Александра Елчић Челановић | Даница Николић | 6. октобар 2022.     |
| Нинина освета полако поприма велике размере. Тајни материјал који је спремила Дејану, за његову емисију, озбиљна је претња. Емитовање овог прилога имало би озбиљне последице да Дејан није грешком заменио картице и да у програм није пуштен погрешан прилог. Настаје општи хаос на Ве-ТВ-У. Дамјан жели да побегне из свега, не жели више да глуми Марка. Међутим, кад схвати да одлазак може да плати животом, није више тако сигуран у своју одлуку. |              |                                                                                           |                                                                     |                |                      |
| 20 | 20           | Дејан је добио отказ, а отишао је и разочаран због неправде                               | Михаило Вукобратовић, Станко Милошевић и Александра Елчић Челановић | Даница Николић | 7. октобар 2022.     |
| Напета атмосфера на Војиној телевизији и даље траје и сви се питају - како је погрешан прилог отишао у програм? Како се се Ве-Тв извући из свега овога? Дејан је добио отказ, а отишао је и разочаран због неправде која му се десила. Сигуран је да је Марко одговоран за оно што се десило . Сви су сигурни. Дамјан не зна како да докаже да није имао везе с тим, а највише га боли што Срна мисли да је он крив. Међутим, ускоро ће се истина сазнати... а оно што следи, изазваће још већи потрес између свих запослених... |              |                                                                                           |                                                                     |                |                      |
| 21 | 21           | Воја не може ни да замисли шта је Нина смислила                                           | Михаило Вукобратовић, Станко Милошевић и Александра Елчић Челановић | Даница Николић | 10. октобар 2022.    |
| Телевизија се бори са новим проблемима који се гомилају из дана у дан. Срна ће опет бити та која спашава ситуацију, што је само још више диже у Дамјановим очима. Дејан и Воја коначно налазе заједнички језик, али кад једна ствар иде добро, следећи проблем је иза ћошка, а Воја не може ни да замисли шта је Нина смислила |              |                                                                                           |                                                                     |                |                      |
| 22 | 22           | Срна и Дамјан све више уживају у свом обновљеном пријатељском односу                      | Михаило Вукобратовић, Станко Милошевић и Александра Елчић Челановић | Даница Николић | 11. октобар 2022.    |
| Барбара губи стрпљење и више не зна како да поврати Марка. Изгубила је сваку наду да ће њен рођендан проћи како је замислила. Срна и Дамјан све више уживају у свом обновљеном пријатељском односу а Дамјан гледа како да поправи све лоше што је Марко урадио Срни. Чини се да је то немогућа мисија. Војина људскост види се само кад је његова ћерка у питању и потрудиће се да буде насмејана, а за то му је потребна и Анђелкина помоћ. Испоставља се да сви на Ве-Тв-у имају понеку тајну... |              |                                                                                           |                                                                     |                |                      |
| 23 | 23           | Љубавни троугао између Лили, Немање и Даце управо постаје четвероугао                     | Михаило Вукобратовић, Станко Милошевић и Александра Елчић Челановић | Даница Николић | 12. октобар 2022.    |
| Како изгледа када Дамјан у улози Марка саветује Срну како да се постави према Дејану и зашто њу то нервира? Духови из Срнине прошлости се враћају, а она их није сачекала неприпремљено. Љубавни троугао између Лили, Немање и Даце управо постаје четвероугао, највеће је питање ко ће изаћи као победник. Дамјан се озбиљно припрема на лудо и незаборавно вече са Барбаром, али на једно није спреман... |              |                                                                                           |                                                                     |                |                      |
| 24 | 24           | Дамјан је растрзан између свих људи које је Марко повредио                                | Михаило Вукобратовић, Станко Милошевић и Александра Елчић Челановић | Даница Николић | 13. октобар 2022.    |
| Оно што ће Барбара доживети није могла да сања ни у најлуђим сновима, али да ли ће ујутру схватити да је од свих људи на свету, баш она та која је издала свог Маркића. Дамјан је растрзан између свих људи које је Марко повредио, а себи је као задатак задао да све поправи. С тим што није схватао које су размере боли који је Марко наносио људима у својој околини. Љубавне романсе на Ве-Тв-у престају да буду безопасне... |              |                                                                                           |                                                                     |                |                      |
| 25 | 25           | Жана почиње да схвата да је на корак до тога да се њена тајна открије                     | Михаило Вукобратовић, Станко Милошевић и Александра Елчић Челановић | Даница Николић | 14. октобар 2022.    |
| Срнина прошлост ни овог пута неће само утицати на њу, али Дамјан је спреман да јој помогне. Жана почиње да схвата да је на корак до тога да се њена тајна открије и плаши се Ђорђеве реакције. Нови запослени на ВеТв-у донеће и нове сукобе, а Лили је у центру дешавања. |              |                                                                                           |                                                                     |                |                      |
| 26 | 26           | Дамјан повлачи ризичне потезе који могу имати озбиљне последице                           | Михаило Вукобратовић, Станко Милошевић и Александра Елчић Челановић | Даница Николић | 17. октобар 2022.    |
| Дамјану је мало свега преко главе. Једино што жели је да побегне од свега и свих. Због тога повлачи ризичне потезе, који могу имати озбиљне последице. Барбара преиспитује своје понашање и не зна шта је урадила претходне ноћи. Лили постаје непрофесионална због љубоморе, што Немања почиње да схвата. На Ве-Тв-у следи низ догађаја који ће заувек све променити и многе маске ће пасти. |              |                                                                                           |                                                                     |                |                      |
| 27 | 27           | Највеће последице скандала на Ве-Тв-у сносиће Дејан, и емотивно и пословно                | Михаило Вукобратовић, Станко Милошевић и Александра Елчић Челановић | Даница Николић | 18. октобар 2022.    |
| Како је дошло до овако великог и озбиљног скандала на Ве-Тв-у, који прети да укаља углед телевизије? Свако ће покушати да спроведе сопствену истрагу и сви сумњају у исту особу, али ипак највеће последице сносиће Дејан, и емотивно и пословно. Једина особа која верује Марку (Дамјану) је Срна али још један неспоразум довешће до тога да и она посумња... |              |                                                                                           |                                                                     |                |                      |
| 28 | 28           | Срна и Марко се полако удружују против свега, што Воји никако не одговара                 | Михаило Вукобратовић, Станко Милошевић и Александра Елчић Челановић | Даница Николић | 19. октобар 2022.    |
| Лили је та која је сазнала истину, како је дошло до тога да погрешан и срамотан прилог оде у програм. Пошто није крива особа са телевизије, намеће се нови проблем и питање - ко то може да неопажено да уђе у телевизију и уради нешто овако озбиљно? Срна је тренутно насрећнија на свету што није погрешила када је тврдила да није Марко направио ову заврзламу. Али, неправда опет налази пут до Срне и Марка, али оно што је ново је то да се њих двоје полако удружују против свега, што Воји никако не одговара. |              |                                                                                           |                                                                     |                |                      |
| 29 | 29           | Дамјан није знао да може толико да буде љубоморан                                         | Михаило Вукобратовић, Станко Милошевић и Александра Елчић Челановић | Даница Николић | 21. октобар 2022.    |
| Воја нуди Дејану повратак на телевизију, али не без последица. А да ли је Дејан у стању да прихвати те последице? Признањем о детету, Даца је отворила Пандорину кутију. Воја је одлучан у томе да сазна како и шта је Нина смислила и на који начин планира да га уништи. Дамјан није знао да може толико да буде љубоморан и полако схвата да су његове емоције према Срни прерасле у више од допадања... |              |                                                                                           |                                                                     |                |                      |
| 30 | 30           | Барбарина нетрпељивост према Срни измиче контроли                                         | Михаило Вукобратовић, Станко Милошевић и Александра Елчић Челановић | Даница Николић | 24. октобар 2022.    |
| Ескалација Војиног беса према Нини десиће се на јавном месту, а веће последице спречиће Војин стари дужник. Дејан наставља своју каријеру тамо где је стао пре инцидента са заменом прилога. Али нико не слути да ту није крај проблема на Ве-Тв-у. Барбарина нетрпељивост према Срни измиче контроли, а највећи проблем је што чак ни Воја не може све да контролише. |              |                                                                                           |                                                                     |                |                      |
| 31 | 31           | Анђелка и Раде таман среде један хаос, ствара им се нови                                  | Михаило Вукобратовић, Станко Милошевић и Александра Елчић Челановић | Даница Николић | 25. октобар 2022.    |
| Патолошки однос између Воје и Нине није добар ни по кога. А најмање по њих двоје Марково здравствено стање се мења из дана у дан, а Жана је све забринутија. Оно што се такође мења је њен однос са Ђорђем, који постаје све дубљи. Дамјан више не може да сакрије своју љубомору према Дејану. Анђелка и Раде таман среде један хаос, а ствара им се нови, што доводи до смишљања нове стратегије. |              |                                                                                           |                                                                     |                |                      |
| 32 | 32           | Срна полако схвата да су емоције према Марку јаче сваког дана                             | Михаило Вукобратовић, Станко Милошевић и Александра Елчић Челановић | Даница Николић | 26. октобар 2022.    |
| У Дамјанов живот се враћа стара љубав. Али, једина особа о којој Дамјан размишља је Срна. На Ве-Тв-у ствари измичу контроли и Војин план са Американцима је на стакленим ногама. Анђелка има паклен план за овако кризну ситуацију. И Срна полако схвата да су емоције према Марку јаче сваког дана, али са тим није спремна да се суочи. Љубавне заврзламе на телевизији захуктавају се, а Немања мисли да може да жонглира између Лили и Данијеле... |              |                                                                                           |                                                                     |                |                      |
| 33 | 33           | Барбара не одустаје од смишњања како да напакости Срни                                    | Михаило Вукобратовић, Станко Милошевић и Александра Елчић Челановић | Даница Николић | 27. октобар 2022.    |
| Да ли је била исправна одлука пустити Дамјана да се на једно вече врати у свој стари стан или ће се испоставити да су последице веће од користи? Барбара не одустаје од смишњања како да напакости Срни, а овога пута најбољу идеју даће јој Чеда. Веснина ноћна искрадања из куће ипак нису прошла неопажено, а њени поступци плету озбиљна дешавања... |              |                                                                                           |                                                                     |                |                      |
| 34 | 34           | Дамјан не престаје да се пита како је могуће да толико личи на Марка                      | Михаило Вукобратовић, Станко Милошевић и Александра Елчић Челановић | Даница Николић | 28. октобар 2022.    |
| Барбарин план је делимично успео, али то не одговара Воји, јер му заиста прети урушавање пословних планова. Трачеви не посустају, сви медији пишу о разводу Марка и Срне, али Анђелка је смислила најбољи начин да томе стане на пут. Дамјан не престаје да се пита како је могуће да толико личи на Марка и одлучан је да сазна истину. |              |                                                                                           |                                                                     |                |                      |
| 35 | 35           | Анђелка, као и сви, има веома мрачне тајне                                                | Михаило Вукобратовић, Станко Милошевић и Александра Елчић Челановић | Даница Николић | 31. октобар 2022.    |
| Анђелка, као и сви, има веома мрачне тајне, за које се нада да нико неће сазнати. Мистерија око Дамјанове и Маркове повезаности све је већа. Дамјан је решен да мистерију расплете и сваким даном разоткрива све више. |              |                                                                                           |                                                                     |                |                      |
| 36 | 36           | Дејан је изгледа једини који је одмах прозрео Барбарину нову пакост према Срни            | Михаило Вукобратовић, Станко Милошевић и Александра Елчић Челановић | Даница Николић | 1. новембар 2022.    |
| Дамјан је одлучан да сазна истину о његовој и Марковој повезаности и зато је кренуо од самог почетка, посетом Дом за незбринуту децу, где је Марко одрастао. А одлучиће се и на ризичан потез. Срна жели да се дистанцира од свих, а у тој одлуци помоћи ће јој нова особа у ВеТв-у, што Данијели неће пријати. Дејан је изгледа једини који је одмах прозрео Барбарину нову пакост према Срни. |              |                                                                                           |                                                                     |                |                      |
| 37 | 37           | Серђо ради озбиљне ствари иза Дамјанових леђа, које ће имати озбиљне последице            | Михаило Вукобратовић, Станко Милошевић и Александра Елчић Челановић | Даница Николић | 2. новембар 2022.    |
| Срнин и Дацин однос је све гори. Даца зна да је погрешила, али није заслужила овакво Срнино понашање. Након што га је опет напала пред само укључење у програм, Срна сазнаје да је Марко (Дамјан) заправо чинио добро дело и то великих размера, али то ће ствари на телевизији померити у другом правцу. Серђо ради озбиљне ствари иза Дамјанових леђа, које ће имати озбиљне последице. |              |                                                                                           |                                                                     |                |                      |
| 38 | 38           | Воја је одлучио да стане на пут Дамјановим новим идејама                                  | Михаило Вукобратовић, Станко Милошевић и Александра Елчић Челановић | Даница Николић | 3. новембар 2022.    |
| Анђелка неуморно смишља нове начине да рејтинг телевизије порасте, али и да поправи нарушену слику јавности о Срни и Марку. Воја је одлучио да стане на пут Дамјановим новим идејама и поставиће нове услове, који се неће свидети ни Дамјану ни Срни. Међутим, нису у позицији да одбију и нови проблеми су на помолу... |              |                                                                                           |                                                                     |                |                      |
| 39 | 39           | Дамјанова бака је једина која зна истину                                                  | Михаило Вукобратовић, Станко Милошевић и Александра Елчић Челановић | Даница Николић | 4. новембар 2022.    |
| Дејанова емисија постаће скандал деценије, јер ће уживо у програму гостовати жена која ће се представити као Маркова биолошка мајка. Ова емисија покренуће низ догађаја који ће утицати на све на телевизији, али и ван ње. Дамјанова бака је једина која зна истину али, нажалост, нико јој не верује... |              |                                                                                           |                                                                     |                |                      |
| 40 | 40           | Срна полако спознаје Дејаново право лице                                                  | Михаило Вукобратовић, Станко Милошевић и Александра Елчић Челановић | Даница Николић | 7. новембар 2022.    |
| Наводна мајка Марка Тодоровића не одустаје од својих тврдњи. Најављен је ДНК тест. Али, сви на Ве-Тв-у су свесни какве последице могу да донесу резултати тог теста. Одједном, сви су удружени, али само на кратко... Срна полако спознаје Дејаново право лице, које јој се не свиђа. Дамјанова борба не престаје, а ни он сам не зна шта доноси дан, а шта ноћ... |              |                                                                                           |                                                                     |                |                      |
| 41 | 41           | Анђелкини планови су опаснији него икад                                                   | Михаило Вукобратовић, Станко Милошевић и Александра Елчић Челановић | Даница Николић | 8. новембар 2022.    |
| Срна открива Војине тајне, ни мање ни више него преко свог оца. Нина је све више бесна што своју телевизију не може коначно да постави на ноге, па ће своје циљеве покушати да оствари претњама. Цела прича око ДНК теста уживо, доноси све веће проблеме, а Анђелкини планови су опаснији него икад. |              |                                                                                           |                                                                     |                |                      |
| 42 | 42           | Нина уз помоћ нових информација о Воји наставља своју освету                              | Михаило Вукобратовић, Станко Милошевић и Александра Елчић Челановић | Даница Николић | 9. новембар 2022.    |
| Ко уцењује Немању фотографијама са Лили и Дацом и шта хоће од њега? Дамјан храбро улази у емисију са наводном Марковом мајком, али Анђелка је унапред спремила исход ДНК теста, уз Ђорђеву помоћ. Нина уз помоћ нових информација о Воји наставља своју освету, коју годинама стрпљиво припрема. |              |                                                                                           |                                                                     |                |                      |
| 43 | 43           | Да ли ће Воја пристати на услове који су му постављени                                    | Михаило Вукобратовић, Станко Милошевић и Александра Елчић Челановић | Даница Николић | 10. новембар 2022.   |
| Дамјанове емоције према Срни су све јаче, али и њене према њему. Нежне погледе и изјаве више не могу да сакрију од осталих. Алексино незадовољство ће ескалирати и одлучан је неке ствари да промени на Ве-Тв-у. Да ли ће Воја пристати на услове који су му постављени? И породица Милић крије велику тајну, за коју само Петра не зна, а тајна је управо о њој... |              |                                                                                           |                                                                     |                |                      |
| 44 | 44           | Дамјан ће урадити све да сазна истину од своје баке                                       | Михаило Вукобратовић, Станко Милошевић и Александра Елчић Челановић | Даница Николић | 11. новембар 2022.   |
| Дејанова породица колико до јуче била је сасвим обична, нормална породица. Међутим, испоставља се да крију онолико тајни као и сви остали око њих. Дуле је на трагу Мириним лажима... На Ве-Тв-у не постоји ништа што Стевка и Слађа не знају, али нова сазнања о Барбариним плановима ће и њих шокирати.... Дамјан ће урадити све да сазна истину од своје баке, о Марку, о мистериозном златнику... Дамјан дубоко у себи претпоставља шта је истина о Марку и њему... |              |                                                                                           |                                                                     |                |                      |
| 45 | 45           | Дамјанови романтични гестови према Срни                                                   | Михаило Вукобратовић, Станко Милошевић и Александра Елчић Челановић | Даница Николић | 14. новембар 2022.   |
| Дамјанова бака зна истину. Зна тајну. Зна све. Зна да када Дамјана назива Марко, не греши. Зна ко је ко. Али, нико не зна да је она у праву. За цео свет она је старица оболела од Алцхајмера која говори неповезано и без смисла. Када Срнин отац опет закуца на њена врата, претучен, са новим коцкарским дуговима, њен свет ће се срушити изнова... Дамјанови романтични гестови према Срни збуњују све, па и саму Срну. Шта ће им донети обнова завета и да ли је то и за њих двоје само Војина представа за јавност или ипак нешто више... |              |                                                                                           |                                                                     |                |                      |
| 46 | 46           | Ко је Нинин нови савезник у борби против Воје                                             | Михаило Вукобратовић, Станко Милошевић и Александра Елчић Челановић | Даница Николић | 15. новембар 2022.   |
| У режији Ве-Тв-а је све више напетости. До сада није долазило до озбиљних ситуација, али од сада... Барбара је убеђена да су потези које повлачи најбоље оружје у придобијању Марка, али не зна да је изабрала погрешан пут... Тога још увек није свесна. Ко је Нинин нови савезник у борби против Воје? Очајник који може бити опаснији од свих досада. Срнина љутња према оцу коцкару није јој дозвољавала да схвати да је он болестан и да мора да му помогне. Грижа савести је најгори непријатељ. |              |                                                                                           |                                                                     |                |                      |
| 47 | 47           | Лили ће открити Немањину тајну, али шта ће јој то сазнање донети?                         | Михаило Вукобратовић, Станко Милошевић и Александра Елчић Челановић | Даница Николић | 16. новембар 2022.   |
| Информације са Ве-Тв-а и даље цуре. Анђелка има нове осумњичене. Али, Воја изричито одбија да поверује да је издајник особа за коју никад то не би помислио. Евоцирање успомена са венчања Срне и Марка, неће добро проћи са Дамјаном. Разнеженој Срни потонуће све лађе, а Дамјан гори од жеље да јој каже истину... Лили ће открити Немањину тајну, али шта ће јој то сазнање донети? |              |                                                                                           |                                                                     |                |                      |
| 48 | 48           | Испод Анђелкиног каменог оклопа изгледа да се крије нежна душа, жељне љубави              | Михаило Вукобратовић, Станко Милошевић и Александра Елчић Челановић | Даница Николић | 17. новембар 2022.   |
| Обнова завета Марка и Срне уживо пред камерама довешће до разних личних преиспитивања, како Дамјана и Срну, тако и остале на телевизији. Испод Анђелкиног каменог оклопа изгледа да се крије нежна душа, жељна љубави. На Ве-Тв-у се све сазна, али нису сва дешавања препричана истинито... |              |                                                                                           |                                                                     |                |                      |
| 49 | 49           | Марково стање се нагло мења                                                               | Михаило Вукобратовић, Станко Милошевић и Александра Елчић Челановић | Даница Николић | 18. новембар 2022.   |
| Емисију уживо која је требало да буде пуна љубави, топлине и нежности и да покаже сву јачину брака између Марка и Срне, уништиће Дејан. Све што ће им приреди, нико му неће опростити. Баш за време обнове завета, Марково стање се нагло мења... |              |                                                                                           |                                                                     |                |                      |
| 50/51 | 50/51        | У тренутку скандала пред милионским аудиторијумом појављују се преговарачи из Америке     | Михаило Вукобратовић, Станко Милошевић и Александра Елчић Челановић | Даница Николић | 21. новембар 2022.   |
| Таман кад почне да делује да су се ствари на ВеТв-у мало примириле, десиће се скандал у емисији уживо. И то у емисији коју су смислили Анђелка и Воја, како би поправили ствари и смирили страсти. У емисији у којој Срна и Марко обнављају брачне завете, Дејан одлучује да разоткрије све. У истом тренутку, тренутку очаја и беса, скандала пред милионским аудиторијумом, појављују се преговарачи из Америке, који су Воји једина шанса за спас... Најгоре од свега, испоставља се да Воја јако добро познаје једног од преговарача. Поред пословних,то ће му унети и емотивни немир. |              |                                                                                           |                                                                     |                |                      |
| 52/53 | 52/53        | Још једна туча у студију ВеТв-а неће донети ништа добра                                   | Михаило Вукобратовић, Станко Милошевић и Александра Елчић Челановић | Даница Николић | 22. новембар 2022.   |
| Нина не одустаје од прављења проблема. Никоме није јасно како зна када и где да се појави, а понајмање на вечери са Американцима. Али, Нина је управо ту схватила ко је жена коју Воја никада није преболео. Додатно, за себе је обезбедила ексклузиву, претњама и уценом. Срна и Дамјан не могу да сакрију бес према новонасталој ситуацији, о којој их је обавестила лично Анђелка. Њихов медени месец ипак неће бити оно чему су се надали... Још једна туча у студију ВеТв-а неће донети ништа добро. |              |                                                                                           |                                                                     |                |                      |
| 54/55 | 54/55        | Нина је још једном доказала колико далеко је спремна да иде са својим планом освете       | Михаило Вукобратовић, Станко Милошевић и Александра Елчић Челановић | Даница Николић | 23. новембар 2022.   |
| Интервју који ће Нина урадити са Срном и Марком (Дамјан), који јој гарантује гледаност, направиће од Срне монструма, јер ће се у емисији појавити особа због које је Срна највише патила у животу. Нина је још једном доказала колико далеко је спремна да иде са својим планом освете. Док гледају интервју, Барбара, Боби и Петра, неће баш сви осуђивати Срни. Петра сумња да њени родитељи крију нешто од ње и то је тишти и копка. На ВеТв-у, док Срне и Марка нису ту, главно дешавање је заврзлама коју је Немања направио, како би се спасао из двоструке везе са Дацом и Лили... |              |                                                                                           |                                                                     |                |                      |
| 56/57 | 56/57        | Какве последице доноси објављивање резултата ДНК анализе                                  | Михаило Вукобратовић, Станко Милошевић и Александра Елчић Челановић | Даница Николић | 24. новембар 2022.   |
| Даца је коначно сазнала ко је измислио причу о њеној наводној депресији и лечењу код психијатра и неће дозволити да ствари остану онакве какве су сада. Дејан је приморан да уживо у програму призна своју грешку, извини се гледаоцима. А какве последице доноси објављивање резултата ДНК анализе? Дамјан не престаје да анализира Срнине емоције и понашање, нарочито после ноћи која им се десила и за коју је сигуран да је и њој много значила... Како да поништи све лоше што је Марко учинио. |              |                                                                                           |                                                                     |                |                      |
| 58/59 | 58/59        | Анђелка је коначно добила информацију и пореклу два златника                              | Михаило Вукобратовић, Станко Милошевић и Александра Елчић Челановић | Даница Николић | 25. новембар 2022.   |
| Срна је од Даце сазнала ко јој је радио иза леђа док није била на телевизији и решена је да се обрачуна. Али, поред тога, повериће тајну Даци, која ће направити пометњу односа на ВеТв-у, а нарочито између Даце и Немање. Воја не зна како да се избори са свим што му се дешава и покушаће да потражи помоћ од особе код које је Нина већ утабала пут којим ће добити информације. Анђелка је коначно добила информацију и пореклу два златника, која су код себе увек имали Дамјан и Марко и управо је она та која је најближа истини. |              |                                                                                           |                                                                     |                |                      |
| 60 | 60           | Велика је прашина подигнута око теста на трудноћу и многи су у страху                     | Михаило Вукобратовић, Станко Милошевић и Александра Елчић Челановић | Даница Николић | 26. новембар 2022.   |
| Да ли Анђелка може да спречи цурење информација о томе ко је у Ђорђевом стану? Велика је прашина подигнута око теста на трудноћу и многи су у страху, чији је заправо тест, да ли је позитиван или негативан. Даца ће све преузети на себе, али да ли ће све проћи како треба? |              |                                                                                           |                                                                     |                |                      |
| 61 | 61           | Жана и Ђорђе схватају да је тајна коју чувају још опаснија него што су мислили            | Михаило Вукобратовић, Станко Милошевић и Александра Елчић Челановић | Даница Николић | 27. новембар 2022.   |
| Анђелка одлази у посету Дамјановој баки, у потрази за истином. Дамјан не зна резултате теста и то је оно што га тренутно преокупира, док Воја планира да заради милионе на свему што се дешава. Барбара је све очајнија, а њени пријатељи више не знају како да је смире и уплашени су и за њу и за њено здравље. Жана и Ђорђе схватају да је тајна коју чувају још опаснија него што су мислили...а додатно Жана која је тајну поделила са Миром. |              |                                                                                           |                                                                     |                |                      |
| 62/63 | 62/63        | Петра је дефинитивно схватила коју тајну њени родитељи крију од ње                        | Михаило Вукобратовић, Станко Милошевић и Александра Елчић Челановић | Даница Николић | 28. новембар 2022.   |
| Још увек колају гласине о трудноћи, али и заблуда о томе ко је у другом стању. Воју ће ова заблуда довести до нових главобоља. Нинини тренуци слабости показаће њену потпуно другу страну, коју нико не очекује, као ни емоције према које гаји према Воји. Услед целе приче о трудноћи, Дамјан је изјавио љубав Срни, на шта она није остала имуна. Петра је дефинитивно схватила какву тајну њени родитељи крију од ње... |              |                                                                                           |                                                                     |                |                      |
| 64/65 | 64/65        | Нина полако открива све Војине тајне                                                      | Михаило Вукобратовић, Станко Милошевић и Александра Елчић Челановић | Даница Николић | 29. новембар 2022.   |
| Воја сумња да је жена која се Радету свиђа заправо Даца и упозорава га да то неће одобрити. Раде пориче да је у питању Даца, али колико дуго ће моћи да крије истину? Због свих игрица, Немања је остао без и једне девојке, а Лили не планира да попусти. Нина полако открива све Војине тајне и на сигурном је путу да их искористи на најбољи начин. |              |                                                                                           |                                                                     |                |                      |
| 66/67 | 66/67        | Духови из Дамјанове прошлости и даље настављају да се враћају                             | Михаило Вукобратовић, Станко Милошевић и Александра Елчић Челановић | Даница Николић | 30. новембар 2022.   |
| Анђелка ће Александру држати на оку. Али... не због посла. Радетове емоције према Даци су све дубље и он не зна како да их контролише. Нина више не бира средства за своју освету. Таман кад помисли да је све кренуло на боље са Срном, Дамјан схвата да Дејан још увек није изашао из њеног живота, али се пита...да ли је изашао из њеног срца? За то време, духови из Дамјанове прошлости и даље настављају да се враћају... Али, није само Дамјан тај који има прошлост која га прогања... Анђелкина патња за остављеним дететом и изгубљеним годинама, све је већа... |              |                                                                                           |                                                                     |                |                      |
| 68/69 | 68/69        | Нинин најновији план за уништавање ВеТв-а опаснији је од свих претходних                  | Михаило Вукобратовић, Станко Милошевић и Александра Елчић Челановић | Даница Николић | 1. децембар 2022.    |
| Екипа из кафетерије откриће Александри много тога о дешавањима на ВеТв-у. Више него што би смели. Емоције између Срђана и Петра све су јаче. Између Дамјана и Срне долази до великог сукоба, који ће повредити обоје... Нинин најновији план за уништавање ВеТв-а опаснији је од свих претходних. |              |                                                                                           |                                                                     |                |                      |
| 70/71 | 70/71        | Када Срна уђе у кућу видеће оно чему се најмање надала                                    | Михаило Вукобратовић, Станко Милошевић и Александра Елчић Челановић | Даница Николић | 2. децембар 2022.    |
| Сукоб између Срне и Дејана је кулминирао, а најгоре од свега је што Срна сумња да су се Дејан и Марко удружили против ње. Чистачица Стевка је кренула у озбиљну анализу папира који је нашла код Анђелке. Дамјанов позив Александри да дође код њега изгледа му неће донети очекиван резултат, а када Срна уђе у кућу, видеће оно чему се најмање надала... |              |                                                                                           |                                                                     |                |                      |
| 72 | 72           | Да ли је истина о Дамјану и Марку коначно близу                                           | Михаило Вукобратовић, Станко Милошевић и Александра Елчић Челановић | Даница Николић | 3. децембар 2022.    |
| Срнин разговор са оцем донеће јој отрежњење и истину коју је крила и сама од себе. Зашто је емотивно уништена, али и зашто више од 20 година мрзи своју мајку... Дуле се спрема за појављивање на телевизији, које му пада тешко, пошто се у тој ситуацији нашао само јер је уцењен, наравно, од стране Анђелке. Дамјанова бака пре много година ангажовала је детектива којег је сада пронашла Анђелка. Да ли је истина о Дамјану и Марку коначно близу? |              |                                                                                           |                                                                     |                |                      |
| 73 | 73           | Марина је схватила да је Дамјан лаже па се враћа на ВеТв по истину                        | Михаило Вукобратовић, Станко Милошевић и Александра Елчић Челановић | Даница Николић | 4. децембар 2022.    |
| Коначно је објављен чланак који је Александра написала о Срни и Марку. Оно што је написала о Срни штети и телевизији и Срни. Али емоције према Марку су више него јасне. Стицајем околности, Немања и Чеда ухваћени су у неславној ситуацији, у тоалету ВеТв-а, али најгоре од свега тога је што су фотографисани и снимљени... Марина се враћа на ВеТв, како би покушала да сазна што више информација, с обзиром на то да је схватила да је Дамјан лаже и да је посреди нешто много озбиљније. |              |                                                                                           |                                                                     |                |                      |
| 74/75 | 74/75        | Нина иде корак даље у својим плановима а овога пута на мети је Барбара                    | Михаило Вукобратовић, Станко Милошевић и Александра Елчић Челановић | Даница Николић | 5. децембар 2022.    |
| Срна је још увек утучена због чланка које је Александра написала о њој. Убеђена је да је Марко учествовао у томе и да је из тог разлога близак са Александром. Након што се сукобе око тога, Срна ће изговорити Марку нешто што ће га потпуно сломити. Нина иде корак даље са својим плановима. Овог пута на мети је Барбара, којој курир доноси мистериозни пакет. У кући Милића доћи ће до велике и озбиљне свађе између Дејана и Дулета. Биће изговорене болне речи. |              |                                                                                           |                                                                     |                |                      |
| 76/77 | 76/77        | Срна је главни актер физичког обрачуна а спасиће је Дамјанова бивша девојка               | Михаило Вукобратовић, Станко Милошевић и Александра Елчић Челановић | Даница Николић | 6. децембар 2022.    |
| Срни је свега преко главе и долази до ивице. А та ивица доноси јој храброст да се супротстави Воји и то на начин за који су сви мислили да је немогуће. Ускоро ћемо схватити зашто Воја носи надимак "ајкула"... Услед физичког обрачуна у којем је Срна главни актер, спасиће је управо Марина, Дамјанова бивша девојка... |              |                                                                                           |                                                                     |                |                      |
| 78/79 | 78/79        | Анђелкина истрага довела ју је до детектива који је пре истраживао случај Марка и Дамјана | Михаило Вукобратовић, Станко Милошевић и Александра Елчић Челановић | Даница Николић | 7. децембар 2022.    |
| Емотивни разговор између Дејана и Дулета, донеће Дејану отрежњење, али и кајање због свега што је свом оцу рекао. Срна се у себи бори са две у себи - Срном која има снажне емоције према новом, промењеном Марку, али и Срном која не може да заборави прошлост. Анђелкина истрага довела ју је до детектива који је пре истраживао случај Марка и Дамјана, али...он не верује Анђелки и одлучује се на драстичан потез. |              |                                                                                           |                                                                     |                |                      |
| 80/81 | 80/81        | Раде је на трагу да се нешто дешава са Барбаром и Нином                                   | Михаило Вукобратовић, Станко Милошевић и Александра Елчић Челановић | Даница Николић | 8. децембар 2022.    |
| Ко је Барбарина мајка и зашто је Воја заташкао све информације о њој? То питање је разлог због којег Петра тражи помоћ од Жане... Срнин отац појављује се на ВеТв-у са лошим вестима. Раде је на трагу да се нешто дешава са Барбаром и Нином. Случајности не постоје, а Воја ће то ускоро схватити. |              |                                                                                           |                                                                     |                |                      |
| 82/83 | 82/83        | Ситуација на Војиној телевизији Анђелку доводи до нервног слома                           | Михаило Вукобратовић, Станко Милошевић и Александра Елчић Челановић | Даница Николић | 9. децембар 2022.    |
| Неочекивано Барбара се појављује на снимању рекламе и прави скандал великих размера. Дамјан завршава озбиљно повређен... Нина из неког разлога одлучује да помогне Николи, Срнином оцу, што он прихвата, јер нема више ни једну особу која је уз њега. Ситуација на Војиној телевизији Анђелку доводи до нервног слома, док су њега сва дешавања очигледно омекшала. |              |                                                                                           |                                                                     |                |                      |
| 84 | 84           | Овај разговор о тајном пацијенту побудиће нове сумње код Жане                             | Михаило Вукобратовић, Станко Милошевић и Александра Елчић Челановић | Даница Николић | 10. децембар 2022.   |
| Након што Лили изговори Воји сву истину о којој је годинама ћутала, Воја ће схватити многе ствари и озбиљан окршај између њега и Барбаре донеће нова отрежњења. Воја је одлучио да неким стварима заувек стане на пут. Мира и Жана морају да смисле како да утоле Петрину глад за истином и колико информација да јој открију. Када Жана и Ђорђе сретну Радета у ресторану, разговор о тајном пацијенту, пробудиће нове сумње код Жане. |              |                                                                                           |                                                                     |                |                      |
| 85 | 85           | Александра одлучује да контактира Нину а почетак комуникације неће никоме донети добро    | Михаило Вукобратовић, Станко Милошевић и Александра Елчић Челановић | Даница Николић | 11. децембар 2022.   |
| Петрину радост због Срђановог доласка и упознавање са њеним родитељима, прекинуће Дејан на најружнији могући начин. Да ли ће му Петра опростити оно што је урадио? Александра одлучује да контактира Нину. Почетак ове комуникације неће никоме донети добро... Жанине сумње изазивају бес код Ђорђа... али, Жана полако склапа све коцкице. |              |                                                                                           |                                                                     |                |                      |
| 86/87 | 86/87        | Барбара није психички добро а Чеда ће бити жртва њеног и Војиног рата                     | Михаило Вукобратовић, Станко Милошевић и Александра Елчић Челановић | Даница Николић | 12. децембар 2022.   |
| Анђелкина изненадна посета Нини не слути на добро. Али, као и увек, Анђелка је прозрела Нинине планове. Међутим, Нина није спремна да призна. Барбара није психички добро, а с обзиром на то да је добила забрану приласка ВеТв-у, ствари ће бити још горе. Чак ће и Чеда бити жртва њеног и Војиног рата. Алексин рођендан леп је повод за окупљање запослених на ВеТв-у, али као и увек, десиће се неочекивани обрти. |              |                                                                                           |                                                                     |                |                      |
| 88/89 | 88/89        | Журка поводом Алексиног рођендана прилично се отргла контроли                             | Михаило Вукобратовић, Станко Милошевић и Александра Елчић Челановић | Даница Николић | 13. децембар 2022.   |
| Док Ђорђе покушава да се опорави од шока након што је открио Жанину и Мирину тајну, Жана у том разговору инсистира само на једном питању – ко је пацијент којег чувају и зашто је то тако велика тајна? Журка поводом Алексиног рођендана прилично се отргла контроли, за сваког запосленог у ВеТв-у, али и за Нининог шпијуна. Ко је и шта радио на журци? Ко је са ким био? Ко је коме шта открио? А између кога је дошло до физичког обрачуна? |              |                                                                                           |                                                                     |                |                      |
| 90/91 | 90/91        | Барбарин бес је све већи Отераће од себе јединог преосталог пријатеља                     | Михаило Вукобратовић, Станко Милошевић и Александра Елчић Челановић | Даница Николић | 14. децембар 2022.   |
| Лили се коначно сетила свог перформанса на журци. И схвата да то није смела себи да дозволи, али и да не зна како ће натерати људе да престану да причају о томе. Али, постоји још неоткривених сећања и догађаја. Барбарин бес је све већи, а он ће је довести до тога да од себе отера јединог преосталог пријатеља. |              |                                                                                           |                                                                     |                |                      |
| 92 | 92           | Дамјанов позив баки отвара нова питања                                                    | Михаило Вукобратовић, Станко Милошевић и Александра Елчић Челановић | Даница Николић | 15. децембар 2022.   |
| Петра не одустаје од своје истраге. Tражи Барбарину мајку, а под тим изговором тражи и доказе о свом пореклу. Да ли Жана и Мира могу још дуго да контролишу информације до којих Петра долази или је питање времена када ће се истина сазнати? Анђелкин фокус је на Марку који је и даље у коми и чије скривање је сваког дана све теже. Дамјанов позив баки, отвара нова питања. |              |                                                                                           |                                                                     |                |                      |
| 93 | 93           | Срна се налази у новом вртлогу емоција и безнађа                                          | Михаило Вукобратовић, Станко Милошевић и Александра Елчић Челановић | Даница Николић | 16. децембар 2022.   |
| Срнин отац Никола и Нина настављају своје виђање и сарађују. Ону која за све око њих може бити кобна. Серђо на све начине покушава да изглади односе са Дејаном, који се у последње време понаша као разјарени бик. Срнин и Дејанов сукоб управо је прешао на озбиљнији ниво. Срна се налази у новом вртлогу емоција и безнађа. Растрзана између свих и свега. |              |                                                                                           |                                                                     |                |                      |
| 94 | 94           | Приватни детектив коначно одлази у посету Јелици Да ли ће Анђелка бити разоткривена       | Михаило Вукобратовић, Станко Милошевић и Александра Елчић Челановић | Даница Николић | 19. децембар 2022.   |
| Непознати човек је на ВеТв-у и пописује запослене. Уноси немир, који само Анђелка може да реши. Николина посета Срни и Дамјану неће се завршити онако како је очекивао. Приватни детектив коначно одлази у посету Јелици, Дамјановој баки. Да ли ће овај пут Анђелка бити разоткривена? |              |                                                                                           |                                                                     |                |                      |
| 95 | 95           | Жана ће искористити свој стари контакт у полицији би се приближила истини о пацијенту     | Михаило Вукобратовић, Станко Милошевић и Александра Елчић Челановић | Даница Николић | 20. децембар 2022.   |
| Барбари није баш било паметно да се посвађа са Бобијем. Нина ће и продобити и њега, а са њим и нове информације. Жана ће искористити свој стари контакт у полицији како би се приближила истини о пацијенту о којег чува. Да ли улази у опасну игру? Дамјан не губи наду да ће успети да се приближи Срни...али, сваки пут кад помисли да је коначно успео, реалност му се обије о главу. |              |                                                                                           |                                                                     |                |                      |
| 96 | 96           | Срна и Дамјан водиће најискренији и најтежи разговор до сада                              | Михаило Вукобратовић, Станко Милошевић и Александра Елчић Челановић | Даница Николић | 21. децембар 2022.   |
| Петра је одлучила да стане у заштиту своје другарице и одлази директно код Воје, због Барбаре. Када чује горку истину, Воја ће се озбиљно преиспитати. Срна и Дамјан водиће најискренији и најтежи разговор до сада, који доноси болна отрежњења, али...не и истину. |              |                                                                                           |                                                                     |                |                      |
| 97 | 97           | Анђелка одлучује да пронађе своје дете                                                    | Михаило Вукобратовић, Станко Милошевић и Александра Елчић Челановић | Даница Николић | 22. децембар 2022.   |
| Приватни детектив открио је Анђелкине лажи и сада је приморана да се са њима суочи. Али, одлучује и да пронађе своје дете... Воја саопштава Данијели да се не одриче својих очинских права над њиховим сином, а то ће Данијелу потпуно сломити. Срђанова и Петрина веза не престаје да буде повод озбиљних свађа између брата и сестре. |              |                                                                                           |                                                                     |                |                      |
| 98 | 98           | Шта се дешава када се Срђан и Дејан напију                                                | Михаило Вукобратовић, Станко Милошевић и Александра Елчић Челановић | Даница Николић | 23. децембар 2022.   |
| Воја и Раде долазе у највећи сукоб до сада. И док Воја преиспитује Радетову лојалност и оданост, Раде покушава да га уразуми. Данијела открива своју тајну Срни, јер више овај терет не може да носи сама, као ни Војине претње. Шта се дешава када се напију Дејан и Срђан? Ко ће у чијој кући преспавати и како ће изгледати јутро после... |              |                                                                                           |                                                                     |                |                      |
| 99 | 99           | Барбара и Воја разговарају после много времена                                            | Михаило Вукобратовић, Станко Милошевић и Александра Елчић Челановић | Даница Николић | 26. децембар 2022.   |
| Марко је задња особа од које би Дејан очекивао помоћ у невољи. Али, полако почиње да схвата неке ствари. Ситуација на ВеТв-у није сјајна, а као и увек, највише изненађења и проблема деси се непосредно пре Јутровања. Овог пута, најгоре је прошла Лили. Барбара и Воја сешће после много времена, а Барбара ће представити Воји на који начин ће доћи до великих промена. |              |                                                                                           |                                                                     |                |                      |
| 100 | 100          | Дамјан коначно сазнаје истину о својим родитељима                                         | Михаило Вукобратовић, Станко Милошевић и Александра Елчић Челановић | Даница Николић | 27. децембар 2022.   |
| Сада када је Дејан суспендован, Нина рачуна на његов бес према Воји и покушаће да из њега извуче информације од пресудног значаја. Жана добија позив који је чекала. Готови су резултати отисака прстију пацијента којег чува... Сваки пут када посети баку, Дамјан чује од ње по део истине о себи, својим родитељима, а овог пута Јелица има потребу да му исприча оно о чему је ћутала све ове године. |              |                                                                                           |                                                                     |                |                      |
| 101 | 101          | Да ли се Немања Барбари удвара само да би остварио свој циљ                               | Михаило Вукобратовић, Станко Милошевић и Александра Елчић Челановић | Даница Николић | 28. децембар 2022.   |
| Мало је рећи да је Жана шокирана сазнањем о томе ко је заправо пацијент ког негује. Али, важније је, шта ће Жана прво урадити након овог сазнања? Нина је послала Ивана да опет њушка по ВеТв-у, а овог пута он ће заиста донети вредне информације. Кастинг за нова лица прошао је одлично, али шта ће десити када се испостави да је најбољи од њих заправо особа која се претходно тешко замерила Анђелки? Да ли је Немањино удварање Барбари искрено или само начин да оствари свој циљ? |              |                                                                                           |                                                                     |                |                      |
| 102 | 102          | Ако је Марко Тодоровић у коми ко је особа на екрану                                       | Михаило Вукобратовић, Станко Милошевић и Александра Елчић Челановић | Даница Николић | 29. децембар 2022.   |
| Мира и Жана полако склапају коцкице о свему. Али остаје још једна неуклопљена коцкица - ако је Марко Тодоровић у коми, ко је особа на екрану? Мири навиру сећања... Данијела не може да нађе начин да испуни Војин захтев да упозна сина... а свесна је да мора. И више јој је него јасно с ким има посла... И овога пута, Раде ће одиграти велику улогу. Али, у чијем интересу? Не престају да се нижу скандали у јутарњем програму уживо. Само је питање ко ће одговорати за све што се дешава... |              |                                                                                           |                                                                     |                |                      |
| 103 | 103          | На ВеТв долази добро познато лице које није баш свима омиљено                             | Михаило Вукобратовић, Станко Милошевић и Александра Елчић Челановић | Даница Николић | 2. јануар 2023.      |
| ВеТв и Топ ТВ улазе у борбу за Стефана, за којег обе телевизије мисле да је будуће одлично ТВ лице. Али, чију понуду ће Стефан прихватити? Нина је спремна на све да Стефан ради за њу... Мира примећује да са Дејаном нешто није у реду, онако како само мајка то може да осети. Инсистира на истини. Жана ће са Ђорђем започети озбиљан разговор, који одлази у неочекиваном смеру за обоје. А на ВеТв долази опет добро познато лице, које није омиљено баш свима. |              |                                                                                           |                                                                     |                |                      |
| 104 | 104          | Александра је свима помутила воду чак и Воји који је од ње много очекивао                 | Михаило Вукобратовић, Станко Милошевић и Александра Елчић Челановић | Даница Николић | 3. јануар 2023.      |
| Александрин долазак на телевизију неће донети оно чему се Воја надао. Срнин и Дамјанов однос постаје све гори, а томе додатно доприноси Александра и њено отворено интересовање за Дамјана. Дејан је коначно скинуо велики терет, признао је мајци све... Скоро све... Нина и Срнин отац настављају да се виђају, али ни једно ни друго не слуте куда води тај однос. |              |                                                                                           |                                                                     |                |                      |
| 105 | 105          | Да ли ће Воја открити Анђелку у лажи                                                      | Михаило Вукобратовић, Станко Милошевић и Александра Елчић Челановић | Даница Николић | 4. јануар 2023.      |
| Барбара је одлучила да окрене нови лист и нада се новој љубави... Побуна запослених на ВеТв-у довешће Воју и Анђелку на ивице лудила. Али, шта ће им донети одбијање захтева? Петра наставља своју истрагу о себи и свом пореклу. Овог пута одлази корак даље. Да ли ће Воја прозрети Анђелкину лаж и сазнати како је Стефан ипак завршио као водитељ Топ тв-а? |              |                                                                                           |                                                                     |                |                      |
| 106 | 106          | Дамјан одбија Александру                                                                  | Михаило Вукобратовић, Станко Милошевић и Александра Елчић Челановић | Даница Николић | 5. јануар 2023.      |
| Шта је Уна сазнала када је кришом ушла у Војину канцеларију и какве користи ће од тога имати Нина? Жанине емоције су помешане због њене старе љубави... Александрино присуство на телевизији и даље уноси само немир. Пружа руку пријатељства Дамјану, али он је одбија и то пред свима. Срна остаје затечена његовим поступком и тиме што ју је заштитио пред свима... |              |                                                                                           |                                                                     |                |                      |
| 107 | 107          | Да ли је Марина та која ће разоткрити превару ВеТв-а                                      | Михаило Вукобратовић, Станко Милошевић и Александра Елчић Челановић | Даница Николић | 6. јануар 2023.      |
| Анђелка се коначно ослобађа Нининог уљеза на ВеТв-у, као и увек остварује свој циљ. Марина се суочава са Срђаном и он тада схвата да она уопште није противник ког треба потценити. Да ли је Марина та која ће разоткрити превару ВеТв-а? Нина слави свој мали тријумф над Војом, али колико дуго ће њена срећа трајати? |              |                                                                                           |                                                                     |                |                      |
| 108 | 108          | Срна физички напада Александру                                                            | Михаило Вукобратовић, Станко Милошевић и Александра Елчић Челановић | Даница Николић | 9. јануар 2023.      |
| Воја саопштава Срни да неће променити одлуку и да је то ипак његова телевизија и у његове послове не може нико да се меша . Након што је Александра од Даце захтевала да прековремено ради, Даца јој јасно ставља до знања да то мора да јој се најави, јер она има дете. Александра је провоцира питањем "Да ли то дете има и оца?“. Александра прети Срни, говорећи јој да лако може живот да јој претворити у пакао. Њихова свађа ескалира ди физичког окршаја... |              |                                                                                           |                                                                     |                |                      |
| 109 | 109          | Видела сам те како се љубиш са Александром                                                | Михаило Вукобратовић, Станко Милошевић и Александра Елчић Челановић | Даница Николић | 10. јануар 2023.     |
| Инспектор Филип се код Мие Карамарковић распитује о Марку и његовом приватном животу. Алекса покушава да смири Александру, али она не одустаје од тога да тужи Срну за физички напад. Алекса је уверава да је њихова женска туча изгледала секси, што њу додатно избацује из такта. Сви покушавају да од Воје и Анђелке сакрију да је на телевизији дошло до туче, а Срна се уопште не каје за оно што је учинила. Александра се правда Дамјану, говорећи му да она није насилна жена, али да је у овој фирми то једини начин да опстане. Дамјан, не претерано заинтересован, говори јој да је разуме, Александра користи ситуацију и љуби га. И све то пред Лилиним очима. Барбара је спремна за нове љубави, али једну прилику за шанком није очекивала. |              |                                                                                           |                                                                     |                |                      |
| 110 | 110          | Срна и Дамјан сe зближавају                                                               | Михаило Вукобратовић, Станко Милошевић и Александра Елчић Челановић | Даница Николић | 11. јануар 2023.     |
| Инспектор среће Дамјана и прети му да се клони Жане. Дамјан нема појма ко је она. Барбара се фантастично провела на првом састанку и наивно се нада да су емоције обостране. Слађа напада Анђелку да не ради толико и да мало одмори. Сви мисле да је Анђелка толико амбициозна, као да је у браку са телевизијом. Слађине речи на Анђелку остављају велики утисак. Воја проводи бурну романтичну ноћ. Анђелка се састаје са Ђорђем у вези са Марковим здравственим стањем, и он је саветује да заједно са Војом коначно открију истину о Дамјану и Марку Тодоровићу. Дамјан и Срна имају романтично вече које се завршава пољупцем... |              |                                                                                           |                                                                     |                |                      |
| 111 | 111          | Ситуација са Александром на телевизији почиње да се компликује                            | Михаило Вукобратовић, Станко Милошевић и Александра Елчић Челановић | Даница Николић | 12. јануар 2023.     |
| Свака Николина посета Срни њој доноси нова сазнања, али и подсећа је на старе проблеме. Николин однос са Нином само је још једна главобоља. Међутим, Никола код Срне примећује нешто чега ни сама није свесна... Ствари на ВеТв-у увек су хаотичне, али сада са Александром, додатно се компликују... Петра познаје Барбару више него што Барбара мисли и схвата да се дешава нешто што јој прићуткује... |              |                                                                                           |                                                                     |                |                      |
| 112 | 112          | Нина из сенке кује планове за освету                                                      | Михаило Вукобратовић, Станко Милошевић и Александра Елчић Челановић | Даница Николић | 13. јануар 2023.     |
| Александра не престаје да смишља сплетке на телевизији. Покушај да Лили преведе на своју страну, неће се завршити онако како се надала. Иако делује да се примирила, Нина не одмара ни секунде и не постоји сегмент дешавања на ВеТв-у који не пропушта. Планови за освету само добијају на снази, сваком новом информацијом... |              |                                                                                           |                                                                     |                |                      |
| 113 | 113          | Да ли је Марко схватио да треба да одустане од Срне                                       | Михаило Вукобратовић, Станко Милошевић и Александра Елчић Челановић | Даница Николић | 16. јануар 2023.     |
| Дејанова изненадна посета Срни, након свађе, донеће озбиљан разговор, који се неће завршити онако како се Дејан надао... А после отрежњења истином и Срнином одлуком, барем тренутно решење Дејан ће видети где друго него у пићу... А изгледа да и Лили треба исто. Шта доноси овај чудан сусрет? Срна примећује промену код Марка и остаје збуњена његовим понашањем. Да ли је и он схватио да треба да одустане од ње? |              |                                                                                           |                                                                     |                |                      |
| 114 | 114          | Нина сазнаје да има шпијуна у свом тиму                                                   | Михаило Вукобратовић, Станко Милошевић и Александра Елчић Челановић | Даница Николић | 17. јануар 2023.     |
| После прилично бурне ноћи, Лили не може да се опорави. Програм уживо у којем су заједно Срна, Марко и Александра још је бурнији. Али, Воја не намерава да дозволи да се наставе скандалозне сцене пред милионским аудиторијумом. Хитан састанак након емисије ставиће до знања свакоме где му је место. Нина затиче своју особу од поверења како јој претура по канцеларији... Да ли је њен шпијун заправо постао Војин? |              |                                                                                           |                                                                     |                |                      |
| 115 | 115          | Петри стижу ДНК резултати                                                                 | Михаило Вукобратовић, Станко Милошевић и Александра Елчић Челановић | Даница Николић | 18. јануар 2023.     |
| Петра коначно сазнаје истину о себи. Стигли су резултати ДНК анализе, коју је урадила тајно. Резултате ће прво откривени Дејану... Жана је на прагу да се врати својој прошлости, иако дубоко у срцу сумња у ту одлуку. Са друге стране, Барбара само гледа у будућност и нова љубав је ту. Да ли је Марко дефинитивно њена прошлост? Даца је донела важну одлуку у вези свог сина и прва особа која сазнаје за њу је Раде... |              |                                                                                           |                                                                     |                |                      |
| 116 | 116          | Видим неког ко се зубима држи за живот                                                    | Михаило Вукобратовић, Станко Милошевић и Александра Елчић Челановић | Даница Николић | 19. јануар 2023.     |
| Дамјан озбиљно сумња у Жану. Одлучан је да разговара са њом. Схвата да она заправо заиста не познаје Марка, али се уверио да нешто крије. Остаје питање – шта то Жана крије? Жана се плаши да не буде откривена и да се сазна да она зна целу истину о Марковој несрећи. Воја одлази код гатаре, која му саопштава да у картама види неког ко се "зубима једва држи за живот". Срна ће се на леп начин одужити Дамјану за то што стао у њену заштиту у односу на Александру... Дамјан је збуњен, али се нада да је то почетак... Нови љубавни пар ВеТв-а наставља своју романсу. Да ли и Лили и Дејан имају исте намере? |              |                                                                                           |                                                                     |                |                      |
| 117 | 117          | Александра мења тактику и нова мета јој је...                                             | Михаило Вукобратовић, Станко Милошевић и Александра Елчић Челановић | Даница Николић | 20. јануар 2023.     |
| Нина отвара карте пред Војом, али никако да се навикне на његову равнодушност. Рат који траје годинама почиње да букти све више. Мира осећа да нешто са Петром није у реду, а докле ће Петра успети да крије да зна истину, ни сама не зна... Љубавне везе на ВеТв-у цветају, али нису све за јавност... Да ли ће Лили и Дејан бити откривени? Александра мења тактику и нова мета јој је, ни мање ни више, него Срђан... |              |                                                                                           |                                                                     |                |                      |
| 118 | 118          | Намештаљка                                                                                | Михаило Вукобратовић, Станко Милошевић и Александра Елчић Челановић | Даница Николић | 24. јануар 2023.     |
| Никола открива своје емоције пред Нином и предлаже јој да буду у љубавној вези. Она остаје затечена. Дамјан и Срна проводе дан у природи. Он има потребу да јој призна да му је лепо у њеном друштву и чини му се да је осећај обостран. Жана упозорава Филипа да не направи неку глупост, а он је уверава да није планирао ни са ким да се бије. Лили прислушкује разговор у тоалету и не свиђа јој се то што чује... Босиљка и Нина се састају и схватају да је ситуација са Стефаном заправо намештаљка. Неко смешта Нини, а Босиљка није имала појма да Стефан код ње ипак није дошао преко препоруке. |              |                                                                                           |                                                                     |                |                      |
| 119 | 119          | Ђорђе је све ближи ивици нерава                                                           | Михаило Вукобратовић, Станко Милошевић и Александра Елчић Челановић | Даница Николић | 27. јануар 2023.     |
| Тихи рат у кући Милића и даље је у пуној снази. Само је питање ко ће први започети разговор о истини, Петра или Мира. Односи између Анђелке и Ђорђа све су гори. Притисак је превелик, терет који носе је претежак и Ђорђе је све ближе ивици нерава. Свестан је да оно што раде са Марком доноси озбиљне последице, уколико се сазна, а истину је све теже крити. Још му теже пада цела ситуација јер схвата да се са Жаном нешто чудно дешава. |              |                                                                                           |                                                                     |                |                      |
| 120 | 120          | Александра не одустаје од Дамјана                                                         | Михаило Вукобратовић, Станко Милошевић и Александра Елчић Челановић | Даница Николић | 30. јануар 2023.     |
| Дејанов повратак на посао доноси промене, а и додатни притисак од Воје, јер Нинина телевизија полако али сигурно расте. Мира јесте схватила да се нешто дешава са Петром, али њен закључак одвео је разговор у потпуно погрешном смеру. Од новог пројекта на ВеТв-у сви много очекују, али пре реализације, потребно је све страсти смирити, али то на овој телевизији није тако лако... Нарочито што Лили своју пажњу усмерава на Дејана. Пажњу коју више није могуће крити. Александра не одустаје од Дамјана, а то може да донесе само проблеме у његовом и Срнином односу. |              |                                                                                           |                                                                     |                |                      |
| 121 | 121          | Анђелка је на путу да пронађе своје дете                                                  | Михаило Вукобратовић, Станко Милошевић и Александра Елчић Челановић | Даница Николић | 31. јануар 2023.     |
| Приватни детектив свим снагама тражи Анђелкино дете. Одлази код особе која је повезана са Жаном...полако али сигурно, мрежа лажи се одмотава. А Жана не зна како да исплива из сопствених лажи, а да не остане без посла. Нинина и Николина веза заиста прелази на виши ниво, али да ли ће духови из прошлости покварити све? Воја толико добро познаје Анђелку, да ни она сама у то не верује. На добром је трагу да открије њене лажи... Срна коначно пушта кочнице са Дамјаном и после дуго времена препушта се осећањима... |              |                                                                                           |                                                                     |                |                      |
| 122 | 122          | Љубав не може да се сакрије                                                               | Михаило Вукобратовић, Станко Милошевић и Александра Елчић Челановић | Даница Николић | 1. фебруар 2023.     |
| Нико не би поверовао у то да ће управо Чеда схватити ко је главни Нинин шпијун, али Иван ће се снаћи одлично у тренутку разоткривања. С тим да то може скупо да га кошта... Љубавна прича између Даце и Радета иде у правом смеру. Све делује као да су створени једно за друго, али... Сви на ВеТв-у примећују промену у Дамјановом и Срнином односу. Љубав не може да се сакрије... |              |                                                                                           |                                                                     |                |                      |
| 123 | 123          | Александра je откривена                                                                   | Михаило Вукобратовић, Станко Милошевић и Александра Елчић Челановић | Даница Николић | 2. фебруар 2023.     |
| Барбара и Петра обе крију веома важне ствари једна од друге, и иако су свесне да једна крије од друге, не желе да признају своје тајне. Страст између Дамјана и Срне све је већа и све теже може да се контролише и крије, а Данијела је почела да сумња... Серђо је једини на ВеТв-у који је прозрео Александрине намере према њему и одлази да упозори Анђелку. |              |                                                                                           |                                                                     |                |                      |
| 124 | 124          | Воја затиче Барбару и Немању на делу                                                      | Михаило Вукобратовић, Станко Милошевић и Александра Елчић Челановић | Даница Николић | 3. фебруар 2023.     |
| Нинин асистент Иван полако успева да придобије Чедино поверење, а то све на ВеТв-у може скупо да кошта, јер Чеда зна све тајне... Александра не губи време, на сваком кораку проналази потенцијалне савезнике у својој борби. Немања и Барбара не могу да се одвоје једно од другог, и у Барбариној канцеларији у клубу препуштају се страстима, али оно што нису очекивали је Воја на вратима канцеларије... |              |                                                                                           |                                                                     |                |                      |
| 125 | 125          | Ајде изађи                                                                                | Михаило Вукобратовић, Станко Милошевић и Александра Елчић Челановић | Даница Николић | 6. фебруар 2023.     |
| Жана се поверава инспектор где ради, а он јој саопштава да се полиција распитује баш за ту клинику и да је реч о случају од пре 25 година. Серђо се жали Дамјану да се распитују о њему, што га много фрустрира, али га Дамјан смирује. Нина такође истражује све о Војиславу, о свим његовим плановима са Американцима. Анђелка има велики проблем са Стефаном и уопште јој се не допада што "њушка" по фирми. Даца среће Игора, старог шмекера из прошлости, који ју је и овога пута обасипао комплиментима. Војислав затиче Ксенију на делу. Дамјан крије од Серђа да су он и Срна у љубавној вези. Међутим, то више није тајна, јер их је Серђо затекао како се љубе поред базена. |              |                                                                                           |                                                                     |                |                      |
| 126 | 126          | Онда ће свему доћи крај                                                                   | Михаило Вукобратовић, Станко Милошевић и Александра Елчић Челановић | Даница Николић | 7. фебруар 2023.     |
| Инспектор Филип ангажује колегу да детаљније испита случај из 1999. Серђо је увређен што му Дамјан није рекао своју романсу са Срном. Дамјан га моли да не говори ништа пред њом, јер јој је обећао да ће то остати само између њих двоје. Барбара се поверава Чеди да има новог дечка, али да физички није њен тип, али јој прија јер је третира као принцезу. Анђелка саопштава Александри да Ве-ТВ није фирма која међу радницима брани љубавне везе и наводи је да јој открије на кога је она "бацила око". Срна се плаши да их Дамјан није разоткрио. Он је уверава да Серђи није дао ни инсинуацију, али се она свакако плаши јер је Серђо Петрин дечко, а Петра Барбарина најбоља другарица... |              |                                                                                           |                                                                     |                |                      |
| 127 | 127          | Воја ни не слути да најгоре за телевизију тек следи                                       | Михаило Вукобратовић, Станко Милошевић и Александра Елчић Челановић | Даница Николић | 8. фебруар 2023.     |
| Нинина и Николина веза деловала је као права љубав... Али, да ли се назиру праве Нинине намере? Да ли је заправо Никола још један Нинин алат који ће користити за освету? Немања прави све више грешака и ризикује да угрози посао. Александра га је заштитила једном, али више није тако благонаклона...Воја назире светло на крају тунела и нада се да је спасио телевизију од сигурне пропасти, али ни најмање не очекује оно што следи... |              |                                                                                           |                                                                     |                |                      |
| 128 | 128          | Данијела сумња да је њен син заиста Војин                                                 | Михаило Вукобратовић, Станко Милошевић и Александра Елчић Челановић | Даница Николић | 9. фебруар 2023.     |
| Данијели се буди озбиљно сумња, након што је срела своју бившу љубав. Сада више и није тако сигурна да ли је њен син стварно Војин или постоји могућност да можда и није. Жана доноси важну одлуку везано за Ђорђев и њен однос. Али, његова реакција није очекивана. Ни он сам није очекивао такву своју реакцију. Нини су мало попустиле кочнице, а проблем је одмах ту, чим спусти гард... |              |                                                                                           |                                                                     |                |                      |
| 129 | 129          | Дамјану мало фали да Срни каже истину                                                     | Михаило Вукобратовић, Станко Милошевић и Александра Елчић Челановић | Даница Николић | 13. фебруар 2023.    |
| Чеда је прави пријатељ. И спреман је да заштити Барбару од Немање. Али... није ни Немања без аргумената. А тајне су ту да се разоткрију... Дебљи крај ће се извући Немања. Дамјан пати сваким даном све више, јер не може да посети баку, а схвата да она повремено има враћање сећања... Рекла му је да што пре дође, да морају озбиљно да разговарају. Али, додатно га и брине и мучи што крије истину од Срне и на ивици је да јој све призна... Нинин асистент Иван потценио је Чедину оданост, а мислио је сасвим другачије... |              |                                                                                           |                                                                     |                |                      |
| 130 | 130          | Оно што Чеда сазнаје о Ивану му се уопште не допада                                       | Михаило Вукобратовић, Станко Милошевић и Александра Елчић Челановић | Даница Николић | 14. фебруар 2023.    |
| Чедина сумња у Ивана не престају и он коначно добија прилику да сазна шта то Иван крије. Оно што ће открити најмање је очекивао. Мира се бори са осећањима јер се Дејан сели из куће... Покушава да прихвати неизбежно и срећу свог сина. Петра још увек нема у плану да родитељима каже да зна истину, али је та истина изједа... Срна и Дамјан уживају у својој љубави, али не знају да њихов мир неће трајати још дуго. Наставља се истрага несталог детета, а посета инспектора Ђорђу неће донети помак, што не значи да истина ускоро неће наћи свој пут... |              |                                                                                           |                                                                     |                |                      |
| 131 | 131          | Зашто Воја тешко прихвата резултате ДНК анализе Дациног сина                              | Михаило Вукобратовић, Станко Милошевић и Александра Елчић Челановић | Даница Николић | 15. фебруар 2023.    |
| Чедино откриће прети да направи скандал невиђених размера, нарочито јер ће се Чеда потрудити да много људи добије фотографију коју је нашао. Иако ће суочити Дамјана са својим открићем, неће добити признање. Прве које су добиле фотографију су Срна и Барбара, али то није крај. Чији је Данијелин син? Стигли су резултати ДНК анализе... Очај и неверица завладаће и код Данијеле и Воје. Зашто је ову вест Воја тако тешко прихватио? |              |                                                                                           |                                                                     |                |                      |
| 132 | 132          | Готово је                                                                                 | Михаило Вукобратовић, Станко Милошевић и Александра Елчић Челановић | Даница Николић | 16. фебруар 2023.    |
| Готово је. Срна никада више неће поверовати Марку. Никад није била тужнија, поставља себи безброј питања, а главно је – како је могла себи да дозволи да му опет поверује. Дамјан је на рубу очаја и не зна како да после овога поправи однос са Срном. У овим ситуацијама најближи је одлуци да Срни исприча истину. Анђелка и Воја покушаваће да санирају насталу штету, али, да ли ће им успети овога пута, нису баш сигурни. Александра не губи време и већ се зближава са Ђорђем. Нова звезда Нинине телевизије, њена звезда узданица, изгледа ипак није онај за кога се представља. |              |                                                                                           |                                                                     |                |                      |
| 133 | 133          | Истрага о клиници и нестанку бебе води траг до Петре                                      | Михаило Вукобратовић, Станко Милошевић и Александра Елчић Челановић | Даница Николић | 17. фебруар 2023.    |
| Штета коју је фотографија направила, немерљива је. Барбара признаје Петри шта је урадила, али и зашто. Дамјан очајнички покушава да допре до Срне, али изгледа да је то немогуће. Осим тога, схватио је и ко је заслужан за све што се дешава! Снимање квиза ВеТв-а не пролази очекивано, а планови су били да управо то буде пројекат који ће помоћи телевизији. Жана јавља Мири страшну вест. На клиници је покренута истрага о нестанку бебе године када је рођена Петра! То значи само једно и Мира то добро схвата... |              |                                                                                           |                                                                     |                |                      |
| 134 | 134          | Дамјан прети Воји                                                                         | Михаило Вукобратовић, Станко Милошевић и Александра Елчић Челановић | Даница Николић | 20. фебруар 2023.    |
| Нина се радује што је Војина телевизија забележила велики пад. Воја луди зато што су Срна и Марко изгубили на квизу упознавања. Бесан позива Анђелку и наређује јој да одмах ујутро позове Марка у његову канцеларију на разговор. Међутим, нико није свестан да је Александра заменила Маркова питања из квиза које је нашлла у свлачионици. Марко се жали Серђи да је неко умешао прсте у целу ситуацију, али још није сигуран ко би то могао да буде. Жаклина се састаје са инспектором и испитује га о случају несталог детета из 1999. године. Пошто се припрема журка изненађења поводом Мириног рођендана, Деки позива Лили да буде његова пратња и користи прилику да упозна његове родитеље. Лили је прилично у шоку када чује тај предлог. Долази до разговора између Дамјана и Воје, који се завршава физичким окршајем. |              |                                                                                           |                                                                     |                |                      |
| 135 | 135          | Не могу више очима да те гледам                                                           | Михаило Вукобратовић, Станко Милошевић и Александра Елчић Челановић | Даница Николић | 21. фебруар 2023.    |
| Дамјан жели да напусти телевизију и то саопштава Воји, посебно после инцидента у његовој канцеларији, али Серђо га наговара да још мало размисли. Дамјан је свестан да ако настави да ради за Воју, завршиће у коми као Марко Тодоровић. Воја одлучује да Срна и Александра воде Јутровање. Анђелка је у шоку, јер је свесна да, када су водитељке ривалке, тај програм неће личити ни на шта. Дамјан је свестан да Воја припада мафији и због тога је свој живот осигурао информацијама, које само чека да пусти у етар. Барбара Немању ставља на тест. Поставља му питања у нади да сазна колико је он добро познаје. Немања негодује. Срна не може да смисли Дамјана и избацује га из куће. Даца и Игор се састају у кафићу, када му она саопштава да има дете, али не и мужа. Дететов отац не живи са њима, јер ни не зна да има дете. Даца на овај начин инсинуира Игору да је можда он отац. |              |                                                                                           |                                                                     |                |                      |
| 136 | 136          | Жана је разоткривена                                                                      | Михаило Вукобратовић, Станко Милошевић и Александра Елчић Челановић | Даница Николић | 22. фебруар 2023.    |
| Жана је на пићу са Петром и у кафићу среће инспектора Филипа. Покушава на све могуће начине да се сакрије, како је не би видео. Међутим, то јој не полази за руком и Филип уочава да нешто ту није у реду. Након лошег искуства у ТВ квизу, медији не престају да пишу о љубавном односу Срне и Марка Тодоровића. Припадници медија непрестано опседају њихов дом, због чега Марко одлучује да се преруши и узађе из куће на споредна врата. Раде упозорава Воју да је Дамјан опасан и да треба да га се пазе. Воја у први мах не верује у то, али полако уочава да Дамјан није наиван и да би све учинио како би спасио себе. Игор је ван себе када сазнаје да има дете. Дамјан је очајан што Срна и даље одбија да разговара са њим. Он се жали Серђу и свестан је да је Марко Тодоровић био лош човек, поготово према Срни, због чега она сада не жели никакав контакт са њим. |              |                                                                                           |                                                                     |                |                      |
| 137 | 137          | Да ли ће Дамјан изаћи у јавност са свим компромитујућим информацијама о Воји              | Михаило Вукобратовић, Станко Милошевић и Александра Елчић Челановић | Даница Николић | 23. фебруар 2023.    |
| Воја и Анђелка саопштавају Срни да ће "Јутровање" од сада водити са Александром. Александра се налази на ручку са Ђорђем и испитује га у вези са Марком и да ли ће се вратити на телевизију. Ђорђе је у први мах помислио да Александра зна целу истину и да је лажни Марко уствари Дамјан, а да је прави у коми. Међутим, Ђорђе се лако извлачи из лажи. Данијела се жали Радету да јој је било тешко када је Игору рекла истину. Међутим, сада следи најтежи део. Филип не верује Жани и осећа да она нешто крије. Зато је опет испитује, а она се све мање сналази у лажима. Анђелка посећује Дамјана. Покушава да сазна да ли је он спреман да у јавност изађе са свим компромитујућим информацијама... |              |                                                                                           |                                                                     |                |                      |
| 138 | 138          | Јеси ли спреман да Срну тек тако заборавиш                                                | Михаило Вукобратовић, Станко Милошевић и Александра Елчић Челановић | Даница Николић | 24. фебруар 2023.    |
| Срна једва издржава да ради на ВеТВ-у и једва чека да јој истекне уговор, како би напустила фирму. Иако јој Даца саветује да заборави Марка, није баш сасвим сигурна да то може. Дамјан на растанку Анђелку саветује да целу причу забораве, али она га испитује у вези са Срном, занимајући је да ли може и Срну да заборави. Романтично дружење Нине и Николе квари Војин позив у касне сате. Никола јасно ставља до знања да му смета што Нину зове бивши супруг. Златија и Воја се опет срећу и то сасвим случајно у ресторану. Он нерасположен, а она је срећна што се поново виде. Анђелка позива Воју и преноси му шта се десило код Дамјана у стану. Воја зна да више нема новца и да не може Дамјану да понуди посао, али Анђелка има нешто друго у плану, нешто што ће Дамјана натерати да се врати на ВеТВ. Сви се окупљају за Мирин рођендан. Ситуација постаје напета онда када Петра проговара истину да није њихова биолошка ћерка... |              |                                                                                           |                                                                     |                |                      |
| 139 | 139          | Да ли Дамјанова бака халуцинира или говори истину                                         | Михаило Вукобратовић, Станко Милошевић и Александра Елчић Челановић | Даница Николић | 27. фебруар 2023.    |
| Дамјан долази у посету својој баки и сазнаје да јој није добро и да почиње да прича приче које нису реалне. Након што је Петра рекла да зна истину, Мира је љута на Дејана што јој није рекао шта Петра смера. На романтичном дружењу Нине и Николе отварају се нове теме. Након што их је Воја прекинуо позивом, Нина Николи "отвара душу" и он јој је на томе захвалан. Али, Нина очигледно има још нешто да му саопшти. Александра је Данијели "набацила" још посла тако што је довела новог госта, због чега Данијела мора да остане дуже на послу. Срна јој предлаже да тај посао преузме она. Дамјан покушава да разговара са баком, али после неуспелог покушаја одустаје. Међутим, на поласку му саопштава нешто што њега оставља у чуду... |              |                                                                                           |                                                                     |                |                      |
| 140 | 140          | Анђелка врбује Срђана да заједно изненаде Дамјана                                         | Михаило Вукобратовић, Станко Милошевић и Александра Елчић Челановић | Даница Николић | 28. фебруар 2023.    |
| Анђелка се састаје са Серђом јер има план да изненади Дамјана. Он сумња да Анђелка и Воја нешто кују Дамјану иза леђа, али она га врло брзо разуверава. Чеда се плаши да Лили жели да га унапреди у Александриног асистента, што он одмах напомиње да на то никада неће пристати. Уцењује их да би радије дао отказ, што га Лили и саветује. По фирми се шуња Дацин син и случајно лопту шутира ка Воји. Дечаку није свеједно јер мисли да се понаша непримерено, док га Воја са осмехом уверава да је све у реду. Дејан покушава Срни да саопшти да је у љубавној вези са Лили, али опет безуспешно. Петра се распитује о својиим биолошким родитељима код Мире. Сазнаје да се за њу нико никада није распитивао, што је додатно растужује... |              |                                                                                           |                                                                     |                |                      |
| 141 | 141          | Љубавна веза Жане и Филипа прети да угрози многе                                          | Михаило Вукобратовић, Станко Милошевић и Александра Елчић Челановић | Даница Николић | 1. март 2023.        |
| Анђелка среће Жану са дечком у ресторану. Остаје у чуду када сазнаје да је Жана у љубавној вези са инспектором Филипом. Петра позива Срђана на ручак. Он пристаје, али позива и Дамјана. Вест да је Стефан вечерао са Анђелком долази до Мие Карамарковић, која остаје у шоку након што јој то саопштава Жана која их је и видела. Међутим, и Анђелки је тај сусрет био непријатан, поготово што је сазнала да је Жана у контакту са полицијским инспектором. Долази на клинику и то дели са Ђорђем, који се због тога такође осећа угрожено... |              |                                                                                           |                                                                     |                |                      |
| 142 | 142          | Дамјан више не може да ћути                                                               | Михаило Вукобратовић, Станко Милошевић и Александра Елчић Челановић | Даница Николић | 2. март 2023.        |
| Анђелка позива Братислава на разговор и упозорава га да ће добити отказ, уколико не буде испуњавао дужности које су му додељене приликом запошљења. Он је доведен да бу Анђелки био и очи и уши, али он до сада није испунио никаква очекивања. Након што је сазнала за Стефанов сусрет са Анђелком, Нина га позива на разговор јер захтева одговоре – зашто је отишао на разговор за посао у конкурентску телевизијску кућу. С друге стране, Анђелка је убеђена да ће Стефан пристати на понуду ВеТВ-а. Дамјан завршава на ручку код Милића. Дошао је као Срђанова пратња, али врло брзо све полази по злу, када одаје информације из свог детињства, која се никако не поклапа са животом Марка Тодоровића, свог двојника. Воја позива Данијелу на разговор где причају о њеном сину. Воја је сада сигуран да он није његов отац. Срна на делу затиче Дејана и Лили, који су од ње дуго крили своју љубавну везу. Срна остаје затечена... |              |                                                                                           |                                                                     |                |                      |
| 143 | 143          | Срна се плаши да ће до Нине доћи информације које дуго жели да сакрије                    | Михаило Вукобратовић, Станко Милошевић и Александра Елчић Челановић | Даница Николић | 3. март 2023.        |
| Нина упада у ВеТВ и захтева да разговара са Војом. Не пуштају је тако лако да улази у фирму, али њу баш брига, јер је она бесна и спремна на све! Мира наставља да спопада Дамјана, говорећи му да је приметила његову промену. Када се први пут појавио на вратима њиховог дома, Мира је увидела да се Марко променио. Када је то чуо, Дамјан је помислио да га је можда Мира разоткрила. Срна признаје Николи да се плаши да ће информације о њеном фиктивном браку са Марком доћи до Нине, поготово откад је Никола близак са Нином. Миа и Жана се састају у кафићу. Миа открива потпуно нове податке о свом брату Филипу, што Жани никако не прија да чује. |              |                                                                                           |                                                                     |                |                      |
| 144 | 144          | Стефан постаје део ВеТВ-а                                                                 | Михаило Вукобратовић, Станко Милошевић и Александра Елчић Челановић | Даница Николић | 6. март 2023.        |
| Чеда је у проблему. Воја га среће у кафићу и од њега захтева одређене одговоре. Жана и Миа настављају разговор о Филипу. Жана јој јасно даје до знања да не жели да јој се ико меша у љубавну везу, али Миа се правда да брине за свог брата. Срђан је свестан да је изгубио посао због Дамјана и то му ставља до знања. Дамјан сумња да Срђан хоће да га наговори да се врати у фирму, али Дамјан је решио да се тамо више не враћа. Стефан прихвата пословну понуду ВеТВ-а и иако Анђелки због тога "пада камен са срца", он ипак има неки услов. Воја сазнаје идентитет човека који га уцењује годинама... |              |                                                                                           |                                                                     |                |                      |
| 145 | 145          | Да ли то Лили осећа љубомору                                                              | Михаило Вукобратовић, Станко Милошевић и Александра Елчић Челановић | Даница Николић | 7. март 2023.        |
| Анђелка односи Стефанову понуду код Воје, након чега он побесни јер сматра да је то много новца у ситуацији у којој се ВеТВ тренутно налази. Дамјана зову из Дома за стара лица и саопштавају му да постоји бојазан да се здравствено стање његове баке погоршава. Дејан запошљава нову колегиницу, младу и лепу, а када то сазнаје Лили, постаје јој нелагодно и осећа малу дозу љубоморе. Стефан у ресторану среће Данијелу и Срну на вечери. Све време гледа у њих, али ни оне нису остале имуне на његову појаву... |              |                                                                                           |                                                                     |                |                      |
| 146 | 146          | Воја долази Ивану у посету                                                                | Михаило Вукобратовић, Станко Милошевић и Александра Елчић Челановић | Даница Николић | 8. март 2023.        |
| Петра разговара са Серђом и поверава му се, јер жели да пронађе своје биолошке родитеље. Он јe саветује да то можда није паметна идеја - можда ће се разочарати. Након Мииних речи, Жана се преиспитује. Састаје се са Филипом и пита га да ли зна зашто је Жана са њим у љубавној вези. Срна прети Барбари! Боље би јој било да је заобилази, иначе ће упознати Срну у правом светлу. Воја долази Ивану у посету... |              |                                                                                           |                                                                     |                |                      |
| 147 | 147          | Да ли ће скандал између Воје и Ивана вратити Дамјана на ВеТВ                              | Михаило Вукобратовић, Станко Милошевић и Александра Елчић Челановић | Даница Николић | 9. март 2023.        |
| После толико времена, Воја се коначно суочава са својим уцењивачем. Са особом која је фотографисала Марка са другим мушкарцем. Тај сусрет имаће само један резултат - живот или смрт. Војине планови за Ивана ланчано ће донети много проблема, јер постоји фотографија која није пуштена у јавности. Да ли ће овај скандал вратити Дамјана на ВеТВ? |              |                                                                                           |                                                                     |                |                      |
| 148 | 148          | Пољубац Срне и Дејана срушио је све                                                       | Михаило Вукобратовић, Станко Милошевић и Александра Елчић Челановић | Даница Николић | 10. март 2023.       |
| Делује као да сви причају само о насловној страни на којој се љубе Дејан и Срна. Контрола штете скоро да је немогућа! Лили је одлучила да остави Дејана, а Срна доживљава линч гледалаца. Док Александра ликује, као и Барбара и Боби, Анђелка и Воја само размишљају како да реше ситуацију. Никола ће посумњати у Нинину искреност и запитаће се – како да воли жену која уништава његову ћерку? Дамјан жели да помогне Срни. |              |                                                                                           |                                                                     |                |                      |
| 149 | 149          | Мења се Марково здравствено стање                                                         | Михаило Вукобратовић, Станко Милошевић и Александра Елчић Челановић | Даница Николић | 13. март 2023.       |
| Никола је рекао Нини све и суочио је са истином, која ће је забољети више од свега до сада. Такође, схватила је и да се нешто дефинитивно дешава са Иваном, који је нестао без трага. Дамјан није издржао, позвао је Срну, али њена реакција није оно чему се надао. Анђелка, као и увек, има план како да ублажи последице скандала који се десио, али не може у потпуности да их отклони. Таман кад помисли да може мало да одахне, стиже вест од Ђорђа - Марково здравствено стање се мења... |              |                                                                                           |                                                                     |                |                      |
| 150 | 150          | Дамјан се одлучује на драстичан потез                                                     | Михаило Вукобратовић, Станко Милошевић и Александра Елчић Челановић | Даница Николић | 14. март 2023.       |
| Једина особа која је ту за Срну ипак је Никола. Обоје су свесни да имају само једно друго и да су само колатерална штета рата између Воје и Нине. Такође су свесни да су због тог рата обоје изгубили много, пре свега љубав. Дамјан се одлучује на драстичан потез, не размишљајући о последицама. Чеда сазнаје да је Иван нестао, али важније од тога му је што је Барбара наговорила Воју да му не да отказ. Из тога произилази нова врста оданости... |              |                                                                                           |                                                                     |                |                      |
| 151 | 151          | Дамјан не губи време са Тамаром                                                           | Михаило Вукобратовић, Станко Милошевић и Александра Елчић Челановић | Даница Николић | 15. март 2023.       |
| Стефан је коначно представљен колегама на ВеТв-у. Али, то доводи само до тога да Срна закључује због чега је у јавност пуштена фотографија Дејана и ње. То сазнање код ње је доводи до нервног слома и ништа јој не значи Војина заштита и то што је он све преузео на себе, како би умањио штету. Дамјан са Тамаром не губи време. Нина не може да се помири са тим да је изгубила Николу, али, с друге стране, Никола не може да јој опрости... |              |                                                                                           |                                                                     |                |                      |
| 152 | 152          | Дамјан и Тамара су актери новог скандала                                                  | Михаило Вукобратовић, Станко Милошевић и Александра Елчић Челановић | Даница Николић | 16. март 2023.       |
| Стефан и Срна имају први контакт након што је он дошао на телевизију. Прилично му ставља до знања да са њим не жели никакав однос, јер је због тог трансфера уништен њен приватни живот. Лили сазнаје да је Немања у љубавној вези са Барбаром. Александра сумња да је нешто погрешила, чим је Стефан дошао на њено место. Директно пита Воју зашто ју је заменио, али он јој даје незадовољавајући одговор. Александра и Ђорђе се полако зближавају, одлазе на вечеру и у ресторану затичу Радета и Дацу. Лили више не може да контролише своју љубомору према новој колегиници. Дошло до новог скандала, јер се Дамјан превише опустио у односу са Тамаром и то у јавности... |              |                                                                                           |                                                                     |                |                      |
| 153 | 153          | Ствари измичу контроли                                                                    | Михаило Вукобратовић, Станко Милошевић и Александра Елчић Челановић | Даница Николић | 17. март 2023.       |
| Фотографија Марка и непознате девојке осванула је на насловницама. Реч мир у Срнином животу не постоји. А ни на ВеТв-у. Нови ударац, ново отрежњење. Нови проблем за решавање. Опет на сцену ступа Анђелка која решава новонасталу ситуацију. Али ствари измичу контроли. Мира је јако забринута због Петриног интересовања за биолошке родитеље и не зна како то да контролише. Утиче на све што би Петра могла да сазна... |              |                                                                                           |                                                                     |                |                      |
| 154 | 154          | Срна ипак прихвата Стефанов позив на кафу                                                 | Михаило Вукобратовић, Станко Милошевић и Александра Елчић Челановић | Даница Николић | 20. март 2023.       |
| Након што је фотографија Дамјана и мистериозне девојке направила општи хаос у медијима, чега Дамјан још увек није свестан, Срна прихвата Стефанов позив на кафу и дружење. Међутим, Дамјану је само једна жена на памети - Срна. Сви покушавају да заташкају ситуацију и прекину хаос, Воја Срђану јасно ставља до знања да пренесе Дамјану да се уразуми. На телевизији још увек нико не зна у каквом су односу Стефан и Војина секретарица. |              |                                                                                           |                                                                     |                |                      |
| 155 | 155          | Срна није ни свесна куда води њен однос са Стефаном                                       | Михаило Вукобратовић, Станко Милошевић и Александра Елчић Челановић | Даница Николић | 21. март 2023.       |
| Дамјан не планира да се врати на ВеТВ и то Срђан преноси Анђелки, која више не зна како да контролише ситуацију. Воја је све незадовољнији и схвата да се налази у безизлазној ситуацији. Срна и Стефан проводе лепо поподне, и ни она сама не зна куда то води. Поред свега што се дешава, Воја ипак примећује да се Анђелка чудно понаша и сигуран је да она нешто крије од њега... |              |                                                                                           |                                                                     |                |                      |
| 156 | 156          | Дамјан упознаје свог брата близанца - Марка Тодоровића                                    | Михаило Вукобратовић, Станко Милошевић и Александра Елчић Челановић | Даница Николић | 22. март 2023.       |
| Тамара не може да дође од шока због свега што се десило са Марком и медијским скандалом. Срна је тужна и мисли да Марка губи заувек. Таме за плакање јој пружа њен отац. Воја тек сада сазнаје да Лили и Дејан имају романсу. Мира је бесна на Воују и планира да му се супротстави како би заштитила свог сина. Дуле покушава да је уразуми. Петра Срђану прави сцену, јер он није испоштовао договор који су имали. Серђо је "заглавио" на послу и на све начине покушава да се оправда. Лилина агонија се наставља. Не само да видно показује љубомору, већ за то почиње да мисли да има и разлога. Дејана затиче у загрљају нове колегинице. Дамјан долази на клинику где га чекају Ђорђе и Анђелка, који му саопштава да је дошао тренутак да упозна свог брата близанца. |              |                                                                                           |                                                                     |                |                      |
| 157 | 157          | Дамјан је убеђен да је Воја крив за Маркову несрећу                                       | Михаило Вукобратовић, Станко Милошевић и Александра Елчић Челановић | Даница Николић | 23. март 2023.       |
| Лили наставља да Дејану пребацује то што га је затекла у загрљају нове колегинице. Он све негира и убеђује је да халуцинира, што њу додатно нервира. Између Стефана и Срне "севају варнице", она пристаје на нови позив на пиће, како би прославили успех прве епизоде њихове заједничке емисије. Жана упада у Маркову болничку собу и затиче Дамјана, Ђорђа и Анђелку. Дамјан није очекивао да је и Жана умешана у целу ову ситуацију са његовим братом, а Жана је шокирана призором који види. Анђелка прети Жани да о овоме никоме не сме да писне, иначе ће бити последица. Дамјан се жали Срђану због свега што је сазнао о свом брату. Срђан је убеђен да је Воја одговоран што је Марко у коми, а Дамјан планира то да испита... |              |                                                                                           |                                                                     |                |                      |
| 158 | 158          | Дамјан долази код своје баке по истину                                                    | Михаило Вукобратовић, Станко Милошевић и Александра Елчић Челановић | Даница Николић | 24. март 2023.       |
| Жана све прича Мири, да је видела Дамјана и Марка у истој просторији и да су они браћа близанци. Такође, обе долазе до закључка да је ову тајну све време знао Срђан. Данијела је убеђена да се Срни допада Стефан. Воја пита Лили да ли има времена за емоције и неку љубавну везу, алудирајући на то што је сазнао да она има романсу са Дејаном. Лили, потпуно несвесна свега, мисли да се он њој набацује и саопштава Воји да он изгледа фантастично за своје године и да није расположена за упуштање у нови љубавни однос. Међутим... Александра затиче Стефана и Срну у кафетерији како пију кафу и почиње са опаскама. Дамјан одлази по истину код своје баке... |              |                                                                                           |                                                                     |                |                      |
| 159 | 159          | Александра упозорава Стефана                                                              | Михаило Вукобратовић, Станко Милошевић и Александра Елчић Челановић | Даница Николић | 27. март 2023.       |
| Александра упозорава Стефана на Срну. Није она толико слатка и фина, каквом се представља, па му саветује да размисли мало. Лили и Данијела у шминкерници оговарају Александру, тврдећи да своју каријеру гради преко кревета. Човек који стоји иза ње је Анђелкин брат, Ђорђе, а целу ту причу умало да чује управо Александра која их прекида у разговору. Јелица се отвара Дамјану и говори му да никада није поверовала у то да је Марко умро на рођењу. Дамјан одлази да посети брата и тамо опет затиче Жану. Занима га да ли још неко осим Жане и Ђорђа брине о Марку, али на то питање не добија искрен одговор. |              |                                                                                           |                                                                     |                |                      |
| 160 | 160          | Лазар бацио око на Лили                                                                   | Михаило Вукобратовић, Станко Милошевић и Александра Елчић Челановић | Даница Николић | 28. март 2023.       |
| Нина је побеснела када је видела Војислава у ресторану. Лили упознаје Лазара. Представља му се као извршни продуцент, а он баца око на њу и зове је на кафу. Марко говори Жани да је имао утисак да нешто крије од њега када су се срели на клиници. |              |                                                                                           |                                                                     |                |                      |
| 161 | 161          | Данијела упада у двоструку игру                                                           | Михаило Вукобратовић, Станко Милошевић и Александра Елчић Челановић | Даница Николић | 29. март 2023.       |
| Анђелка је извукла последњег кеца из рукава, а на Дамјану је да донесе одлуку да ли пристаје да се врати у ВеТв. Чак и да пристане да се врати, поставља Анђелки скоро немогуће услове... А ту је и Тамара, са којом Дамјан није прекинуо контакт... Данијела полако, али сигурно упада у двоструку игру. Ватерполиста не одустаје од контакта, а ни она није равнодушна. Раде за то време не сумња ништа. Међутим, ватерполиста Луле не губи време и на прагу је да направи озбиљну пометњу на ВеТв-у... Жана и даље покушава да од Филипа сазна детаље истраге о клиници... |              |                                                                                           |                                                                     |                |                      |
| 162 | 162          | Жана ће примити позив који ће променити све                                               | Михаило Вукобратовић, Станко Милошевић и Александра Елчић Челановић | Даница Николић | 30. март 2023.       |
| Тамара је још један проблем који Анђелка мора да реши. Примениће проверене методе, али овог пута наишла је на непоткупљиву особу. Тамара не пристаје на Анђелкин предлог, не прихвата новац. И сама Анђелка је свесна да она постаје озбиљан проблем, за који нема решење... Одавно сви знају да на ВеТв-у и зидови имају уши , али изгледа да Стефан то још није схватио... Шеф обезбеђења Бата на трагу је да открије Стефанову тајну... Дамјан у Жани види јединог пријатеља тренутно, али и када успеју да се нађу да разговарају, Жана ће примити позив који ће променити све... |              |                                                                                           |                                                                     |                |                      |
| 163 | 163          | Лилина љубомора доводи до погрешних потеза                                                | Михаило Вукобратовић, Станко Милошевић и Александра Елчић Челановић | Даница Николић | 31. март 2023.       |
| Када Анђелка буде сазна да још једна особа негује Марка, њој иза леђа, потегнуће сво своје оружје, укључујући најстрашније претње. Али, оно што није могла ни да претпостави је да је наишла на некога ко се не плаши ни ње, ни њених претњи... Сада је на реду дошло решавање Дамјанових услова које је поставио да би се вратио у ВеТв... Лилина љубомора доводи до погрешних потеза, који могу озбиљно да угрозе њену везу са Дејаном... Тамара доноси одлуку везано за њен и Дамјанов однос и долази да му је саопшти... |              |                                                                                           |                                                                     |                |                      |
| 164 | 164          | Да ли ће Марко пробудити из коме                                                          | Михаило Вукобратовић, Станко Милошевић и Александра Елчић Челановић | Даница Николић | 3. април 2023.       |
| Како изгледа када се на истом месту нађу три жене са ВеТв-а, које је покушао да превари исти мушкарац? Иако на први поглед делује да ће остати само на смешној анегдоти, њих три се удружују и планирају освету... Срна сада и званично сазнаје да се Марко враћа на телевизију, у емисију, али и њену кућу. Без обзира на то, она наставља своје дружење са Стефаном... Под Дамјановим надзором, Марко је одведен на додатне анализе... Дамјан жели да зна право стање, али и одговор на најважније питање – да ли ће се Марко пробудити из коме? |              |                                                                                           |                                                                     |                |                      |
| 165 | 165          | Кога то Стефан све време тајно обавештава                                                 | Михаило Вукобратовић, Станко Милошевић и Александра Елчић Челановић | Даница Николић | 4. април 2023.       |
| Ближи се дан Дамјановог повратка на телевизију. Срна схвата да ће се он поново уселити у њихов дом, али је такође убеђена да је Дамјан у дослуху са Војом и Анђелком и да нешто крију. Анђелка упознаје Дамјана са приватним детективом који је 37 година био у контакту са Јелицом, и интензивно се бавио темом близанаца. Мира жели да потражи Петрине биолошке родитеље и тражи савет од Жане и Филипа. Сексуални манијак који је одржавао контакт са Лили, Данијелом и Александром спојио је две "зараћене" стране. Даца и Александра су се удружили да би га уништиле, и то Срни не прија. Стефан води сумњив разговор преко телефона, и све то преслушкује Бата... |              |                                                                                           |                                                                     |                |                      |
| 166 | 166          | На ВеТВ долази нови колега који Срну одмах позива на кафу                                 | Михаило Вукобратовић, Станко Милошевић и Александра Елчић Челановић | Даница Николић | 5. април 2023.       |
| Нини пада на памет једна генијална идеја! Пошто јој је Воја отео Стефана, она планира да на своју телевизију доведе Александру! Баш у том тренутку, Александра је на мети Војиних критика, али Лили на састанку стаје у њену одбрану. Романса између Срне и Стефана се наставља, само што је сада Срна много транспарентнија у својим осећањима. Петра сумња да Срђан нешто крије од ње у последње време. Да Анђелка има своју мрачну тајну сазнаје и Дамјан пуким случајем и он се, заједно са Срђаном, пита о чему је реч. Након што се задржала на састанку са Дамјаном и приватним детективом, Анђелка се касније враћа у фирму, што то Воју чини анксиозним и пита се где је то Анђелка била. Телевизијској екипи се прикључује млади колега Оливер, "лутајући репортер", који ће највише сарађивати са Срном, коју он одмах позива на кафу... |              |                                                                                           |                                                                     |                |                      |
| 167 | 167          | Између Срне и Стефана ситуација постаје све озбиљнија                                     | Михаило Вукобратовић, Станко Милошевић и Александра Елчић Челановић | Даница Николић | 6. април 2023.       |
| Срна наставља авантуру са Стефаном, али га овога пута одводи у свој дом. Александра је прилично изненађена позивом, али ипак одлази на разговор код Нине, како би чула услове на конкурентској телевизији. Барбара доживљава непријатну ситуацију у кафићу, када јој Немања прави сцену пред бармером, јер је убеђен да јој се удвара. Воја полако али сигурно схвата да губи Анђелку и није спреман да то прихвати. Плаши се да Анђелка има живот ван телевизије, а њихов сусрет у ресторану прекида Нина која не престаје да провоцира. Мира је у озбиљној дилеми - да ли да инспектору Филипу исприча целу истину? |              |                                                                                           |                                                                     |                |                      |
| 168 | 168          | Дамјан се враћа на телевизију Срна прави скандал                                          | Михаило Вукобратовић, Станко Милошевић и Александра Елчић Челановић | Даница Николић | 7. април 2023.       |
| Филип саопштава Жани да имају име особе која је тог дана, када је Марко стигао у клинику, била у смени. Жана му предлаже да га упозна са неким. Воја је очекивао да ће му се Анђелка одмах отворити и рећи све што од њега крије, али га Раде уверава да она никада Воји не би признала да има другог мушкарца. Воја ни у малом мозгу није имао мисао да би Анђелка могла да има новог дечка. Првог радног дана, Оливер доживљава пех у укључивању, због чега је Срни и Стефану у програму изузетно непријатно. Дамјан се враћа на телевизију и Анђелка већ има нови задатак за њега, али он на то не пристаје! Срна сазнаје да се Дамјан вратио и прави скандал у шминкерници. |              |                                                                                           |                                                                     |                |                      |
| 169 | 169          | Стефан не планира да се подвуче пред Дамјаном                                             | Михаило Вукобратовић, Станко Милошевић и Александра Елчић Челановић | Даница Николић | 10. април 2023.      |
| Дамјанов повратак је за све у ВеТв-у шок. А највише начин на који се вратио. Анђелка и Воја овог пута превазишли су сами себе. Стефан не планира да се повуче пред Дамјаном, напротив. Случајно ће имати и подршку на том путу... Стефан остаје у "Јутровању" и то ће чак и Срну изненадити... |              |                                                                                           |                                                                     |                |                      |
| 170 | 170          | Срна опет избацује Дамјана на улицу али овога пута због Жане                              | Михаило Вукобратовић, Станко Милошевић и Александра Елчић Челановић | Даница Николић | 11. април 2023.      |
| Стефан је дошао на договорено пиће у дом Тодоровића и Дамјан је одмах почео са провокацијама. Стефан му ни остаје дужан! Анђелка и Оливер се коначно упознају и она му одмах "утерује страх у кости". Немања је био у праву - бармен се удвара Барбари и то увиђа и Снежа, на догађају у локалу у ком је и она учествовала. Нина долази на ВеТВ да разговара са Војом, али исходом њихове комуникације се никако није надала. Страст међу њима очигледно није престала. Срна у налету љубоморе опет избацује Дамјана на улицу... |              |                                                                                           |                                                                     |                |                      |
| 171 | 171          | Тајна о Дамјану полако излази на видело                                                   | Михаило Вукобратовић, Станко Милошевић и Александра Елчић Челановић | Даница Николић | 12. април 2023.      |
| Срна је опет избацила Дамјана из куће. Позива Срђана и саопштава му да долази у "кућу мистериозног ортака" да преспава, што Серђи никако не одговара, јер је управо ту довео Петру. Дамјан са торбом завршава у ВеТВ-у, а тамо га затиче Бошко и предлаже да заједно пођу. Петра није преспавала код куће и Мира се брине. Хоће да позове Дејана, не би ли сазнала где јој је ћерка. Воја се излануо пред Нином, помињајући Дамјана уместо Марка. Анђелка му говори да су се Срна и Дамјан посвађали и да га је избацила из куће. Морају хитно да реагују и да их помире. Срђан је можда желео да припреми романтично вече за њега и Петру, али се није надао да ће Петра у кући пронаћи Дамјанове фотографије из детињства. |              |                                                                                           |                                                                     |                |                      |
| 172 | 172          | На телевизију стиже женска особа коју у први мах не препознају али...                     | Михаило Вукобратовић, Станко Милошевић и Александра Елчић Челановић | Даница Николић | 13. април 2023.      |
| Дамјан и Срна се упознају на срећу и она га критикује да смрди на брљу и да би му било боље да се уразуми. Петра се вратила кући после фијаска од романтичне вечере и мора Мири да се правда где је преспавала. Анђелка је сумњичава према Воји. Иако јој је он рекао да је случајно свратио на ВеТВ, јер му је Раде оставио неке папире, она му не верује. Вест да се Александра виђа са Ђорђем, почела је да се шири фирмом и Немања је провоцира да немају сви луксуз да се друже са братом генералне директорке компаније. Стефан Срну позива на ручак и то пред Дамјаном. Она радо пристаје, док Дамјан прави љубоморну сцену. На телевизију стиже Влајка. Слађа мисли да је жена залутала на погрешну адресу, ни не слутећи да је реч о особи коју сви добро познају... |              |                                                                                           |                                                                     |                |                      |
| 173 | 173          | Стефан флертује са Срном                                                                  | Михаило Вукобратовић, Станко Милошевић и Александра Елчић Челановић | Даница Николић | 14. април 2023.      |
| После непроспаване ноћи, Дамјан не може да функционише нормално и није у стању да снима, што Срну додатно изводи из такта. Стефан увек зна када да се појави и без стида флертује са Срном, а она без проблема прихвата... Дамјан полако, али сигурно губи стрпљење са ову представу. Александра је убеђена да све и свакога држи у шаци, али ће схватити да то баш и није тако. Анђелка толико добро познаје Воју да је сигурна да крије нешто и да лаже о разлозима зашто је био на телевизији када је претходно вече дошла, али ни не сумња да је и Нина била ту... |              |                                                                                           |                                                                     |                |                      |
| 174 | 174          | Мири прете године робије                                                                  | Михаило Вукобратовић, Станко Милошевић и Александра Елчић Челановић | Даница Николић | 17. април 2023.      |
| Тек што је стигла, а тетка Влајка се свима већ умешала у животе. Воја луди од ње и већ му се "попела на главу". Зато он има план да је поново уда, и док свој план предочава Радету, тенденциозно гледа у њега. Раде сумња да њега бира за новог зета. Ђорђе саопштава Анђелки да је добио нови извештај од др Вислона из иностранства и тичу се новим прогноза Марковог здравственог стања. Стефан Срну прати кући, после успешног дружења на новој романтичној вечери. Умало да се пољупцем поздраве, али их прекида ни мање ни више него Дамјан. Инспектор Филип "луди" када чује целу Мирину причу и предочава и њој и Жани озбиљној ситуацији и могућност да ће Мира завршити иза решетака и то на дужи временски период... |              |                                                                                           |                                                                     |                |                      |
| 175 | 175          | Срна је опет у ребусу                                                                     | Михаило Вукобратовић, Станко Милошевић и Александра Елчић Челановић | Даница Николић | 18. април 2023.      |
| Срна се жали Данијели да је Дамјан уходи. Где год да она оде са Стефаном, Дамјан се појави. Они мисле да је то чиста пакост или пак љубомора. Одкад су Нина и Воја имали интиман сусрет у његовој канцеларији у касним вечерњим сатима, Нина сумња да Воја нешто крије и "копка" је да сазна ко је Дамјан. Зато предлаже Бобану да се један дан "промува“ по ВеТВ-у, не би ли успут сазнао тајну. Између Петра и Барбаре долази до несугласице, јер сви мисле да је Немања са Барбаром у вези само зато што је она Војина ћерка. Барбара мисли да то мисли и њена најбоља другарица Петра. Оливер наставља да ниже промашаје у програму уживо, због чега Срну опет доводи у непријатну ситуацију у студију. Стефан среће Срђана који му прети да се клони Срне, јер је она удата жена која воли свог супруга. Стефан га уверава да са њом има искључиво колегијалан однос. Влајка долази Нини у посету и није пријатна. Мира страхује да ће је Филип пријавити полицији. Жани се не јавља на телефон, не одговара на поруке, и Мири то личи само на једно - да ће се ускоро наћи иза решетака... |              |                                                                                           |                                                                     |                |                      |
| 176 | 176          | Ако наставиш да ми се петљаш у живот зажалићеш                                            | Михаило Вукобратовић, Станко Милошевић и Александра Елчић Челановић | Даница Николић | 19. април 2023.      |
| Срна и Дамјан улазе у нови сукоб, један од најгорих до сада, у којем ће претње са Срнине стране бити оштрије него икад. Узалудни су Дамјанови покушаји да смири ситуацију. Александрине лажи су откривене, а последице незамисливе, а Дејан још није свестан какву ексклузиву је добио за своју емисију и шта ће му она донети. Нинин шпијун је на ВеТв-у, са задатком, а Нина нестрпљиво чека информације које ће јој бити правац за даље планирање освете. |              |                                                                                           |                                                                     |                |                      |
| 177 | 177          | Шта је одлучио Филип                                                                      | Михаило Вукобратовић, Станко Милошевић и Александра Елчић Челановић | Даница Николић | 20. април 2023.      |
| Воја не може да опрости себи што веровао Александри и жели да јој наплати за све што је урадила. Такође, све више постаје свестан колико му Анђелка значи. Александра не стаје и смишља начин како да се врати у ВеТв, док на телевизији славе њен одлазак. Жанин сусрет са Филипом доноси сазнање о његовој одлуци, шта ће бити са Миром и какве последице ће сносити за оно што је урадила. Исход је потпуно неочекиван... |              |                                                                                           |                                                                     |                |                      |
| 178 | 178          | Александра смишља начин како да се врати на ВеТв                                          | Михаило Вукобратовић, Станко Милошевић и Александра Елчић Челановић | Даница Николић | 21. април 2023.      |
| Воја не може да опрости себи што је веровао Александри и жели да јој наплати за све што је урадила... А постаје и свестан колико му Анђелка значи. Александра не стаје и смишља начин како да се врати у ВеТв, док на телевизији славе њен одлазак. Жанин сусрет са Филипом доноси сазнање о његовој одлуци, шта ће бити са Миром и какве последице ће сносити за оно што је урадила... Исход је потпуно неочекиван. |              |                                                                                           |                                                                     |                |                      |
| 179 | 179          | Боби коначно доноси Нини важну информацију са ВеТВ-а                                      | Михаило Вукобратовић, Станко Милошевић и Александра Елчић Челановић | Даница Николић | 24. април 2023.      |
| Проблеми у рају? Да. Када Данијела буде упозна Радетову бившу љубав, то се неће добро завршити. Све више постаје очигледно да ће Влајка свима помрсити конце. Боби коначно доноси Нини значајну информацију са ВеТВ-а, а Александра још увек није отишла у заборав, иако тако делује. Срна и Никола коначно разговарају као ћерка и отац, а могу и да буду једно другом раме за плакање, нарочито јер обоје пате због љубави... |              |                                                                                           |                                                                     |                |                      |
| 180 | 180          | Стефана упорно прати његова прошлост                                                      | Михаило Вукобратовић, Станко Милошевић и Александра Елчић Челановић | Даница Николић | 25. април 2023.      |
| Дамјан ће опет да обиђе Марка, надајући се чуду, а Жана је ту увек да каже праву ствар. Међутим, Марково стање није обећавајуће и Дамјан полако пада у очај. Стефан се суочава са својом прошлошћу и схвата да још увек није отплатио свој дуг, а не зна ни како да прекине овај зачарани круг у коме се налази. Дејанова ексклузивна емисија емитована је са највећим могућим успехом, али ту је Анђелка, да га обавести да сутрадан ујутру има заказан састанак са Војом, што скоро никада није добра вест... |              |                                                                                           |                                                                     |                |                      |
| 181 | 181          | Марково ново здравствено стање нико није могао да наслути...                              | Михаило Вукобратовић, Станко Милошевић и Александра Елчић Челановић | Даница Николић | 26. април 2023.      |
| Однос између Дамјана и Срне је гори него икад, толико да се Срна не обазире на Дамјанову забринутост у вези њеног стање. Штавише, она пада у емисији уживо, а програм се наставља без ње. Шта ће десити када менаџмент схвати да емисију са Дамјаном наставља да води Стефан? Свакако ништа добро. Анђелка инсистира да Срна уради све анализе и то што пре... Данијелина сумња у Радета прекинута је једним догађајем који ће бацити потпуно ново светло на њихов однос и његову верност. Воја се ипак мало преиспитује када је Александра у питању. Жана је послушала Дамјана и применила нову методу у бризи о Марку, а резултате ни сама није могла да претпостави... |              |                                                                                           |                                                                     |                |                      |
| 182 | 182          | Срна прати Ђорђа до зграде у којој чувају Марка                                           | Михаило Вукобратовић, Станко Милошевић и Александра Елчић Челановић | Даница Николић | 27. април 2023.      |
| Срна прати Ђорђа до зграде у којој чувају Марка... Овог пута неће одустати, а коцкице се полако склапају. Сазнаће више него што је могла да претпостави... али, Анђелка свуда има своје људе и одмах креће у акцију контроле нанете штете Срниним сазнањем. Боби Барбари признаје истину... Стефан и Александра имају много тога заједничког, што их може направити опасним савезницима против ВеТв-а. Фали само корак до сазнања шта крије Стефан... |              |                                                                                           |                                                                     |                |                      |
| 183 | 183          | Стефан и Споменка су Воји годинама спремали освету                                        | Михаило Вукобратовић, Станко Милошевић и Александра Елчић Челановић | Даница Николић | 28. април 2023.      |
| Испоставља се да су Стефан и Споменка годинама спремали освету Воји. Они су подробно прикупљали информације против њега, спремајући урушавањее Војине компаније, његовог бизнис царства, али коначно је јасно и зашто и за чију смрт директно окривљују Воју. То је рана која никада неће зацелити, али ако га униште, правда ће бити задовољена... Стефан открива истину баш тамо где треба. Боби је приморан да призна све Нини, након признања Барбари... Срна постаје нежнија према Дамјану, сумња да је болестан, али не усуђује се да га пита. Анђелка и Воја се суочавају са Симонидиним доласком и сазнају вести о спајању са Американцима... |              |                                                                                           |                                                                     |                |                      |
| 184 | 184          | Американци сазнају истину о ВеТв-у                                                        | Михаило Вукобратовић, Станко Милошевић и Александра Елчић Челановић | Даница Николић | 1. мај 2023.         |
| Сви на ВеТв-у схватају да се нешто лоше дешава... Американци сазнају истину о ВеТв-у. О финансијском стању, односу Срне и Марка... Све почиње да се урушава, а Симонида обавештава Анђелку и Воју о коначној одлуци, после које ништа више неће бити исто... Анђелка, Раде и Воја морају да сазнају ко је особа која је доставила информације, јер постаје све јасније да је неко са телевизије у питању... Филип, Жана и Мира налазе се како би Филип рекао Мири коју контрауслугу мора да учини... |              |                                                                                           |                                                                     |                |                      |
| 185 | 185          | Анђелка је на ивици да призна своју највећу тајну                                         | Михаило Вукобратовић, Станко Милошевић и Александра Елчић Челановић | Даница Николић | 2. мај 2023.         |
| Од раног јутра Анђелка и Воја разговарају са запосленима, не би ли сазнали ко је открио информације Американцима... Срна се двоуми око тога шта да ради са Дамјаном. Дамјан жели да посети Марка на новој локацији, али донета је одлука... Ђорђева борба за Александру не престаје, али Анђелка није спремна да попусти. Када су је емоције савладале на ивици је да призна своју највећу тајну... Бата је сигуран да Стефан "муља" и потрудиће се да то и докаже. |              |                                                                                           |                                                                     |                |                      |
| 186 | 186          | Тежак ударац за Александру                                                                | Михаило Вукобратовић, Станко Милошевић и Александра Елчић Челановић | Даница Николић | 3. мај 2023.         |
| Стефан не може да крене са мајком и Споменком, јер духови из прошлости враћају се да му покажу да ипак не може да побегне. Оно што се десило између Анђелке и Срђана, након пијанства, никако не може да изађе на добро. Споменка се није појавила на послу, а нико не слути ко је она уствари... Истина о Петри и њеној мајци само што није изашла на видело, а Филип је главни актер свега. Жана ни не слути да је изманипулисана... Александра се надала да ће прећи на Топ ТВ, али оно чему се није надала је да Нина зна истину. Тежак ударац за Александру и још један пораз... |              |                                                                                           |                                                                     |                |                      |
| 187 | 187          | Наставља се рат између Срне и Стефана                                                     | Михаило Вукобратовић, Станко Милошевић и Александра Елчић Челановић | Даница Николић | 4. мај 2023.         |
| Воја и даље не сумња у Споменку, али Раде наслућује да постоји повезаност у томе што се истог дана на послу нису појавили ни Стефан ни Споменка. Бата је тек сада сигуран у то да су Стефан и Споменка учествовали у превари... Иако жели да јој каже све што је сазнао, Слађа га саветује да ипак све прећути овог пута. За све што се дешава Воја криви Нину и убеђен је да је она крива за све, али, ни не слути да је истина много гора. Срна је одлучна да сазна у чији стан су ушли Марко и Ђорђе и сигурна је да се ту дешава нешто велико. Неће одустати од истине. Стефаново одсуство са телевизије се такође приписује њему… рат између њих наставља се. Срђан ће признати Дамјану шта се десило између Анђелке и њега... |              |                                                                                           |                                                                     |                |                      |
| 188 | 188          | Војин договор са Американцима је пропао                                                   | Михаило Вукобратовић, Станко Милошевић и Александра Елчић Челановић | Даница Николић | 5. мај 2023.         |
| Срна и Данијела одлазе у мисију шпијунирања у мистериозну зграду у коју су ушли Дамјан и Ђорђе. Петра је почела да сумња у Срђана и сигурна је да нешто крије од ње, али не слути шта је посреди. Нина се често нађе у право време, на правом месту... Па је тако сазнала да је Војин договор са Американцима пропао, ни мање ни више него од Барбаре... Александра је још увек ту и не планира да одустане и тражи нове савезнике у својим плановима... |              |                                                                                           |                                                                     |                |                      |
| 189 | 189          | Срна и Данијела не одустају од истраживања                                                | Михаило Вукобратовић, Станко Милошевић и Александра Елчић Челановић | Даница Николић | 8. мај 2023.         |
| Све је много јасније сада када је Бата показао Анђелки фотографије које доказују да је Стефан тај који је издао ВеТв. Воји није јасно како је могуће да Анђелка није одмах поверовала Бати... Али, најважније је питање је – у каквој су вези Стефан и Споменка? Срна и Данијела не одустају од истраживања. Центар њихових сумњи је – Дамјан. Ко је Дамјан? То име су пречесто чуле, али никако да сазнају – ко је он? Воја ће покушати да сазна како је Стефан дошао до свих информација... Дамјан ће још једном показати оданост и људскост према Срни, неће открити њен однос са Стефаном... |              |                                                                                           |                                                                     |                |                      |
| 190 | 190          | На ВеТв-у појављује се особа коју је Дамјан најмање очекивао                              | Михаило Вукобратовић, Станко Милошевић и Александра Елчић Челановић | Даница Николић | 9. мај 2023.         |
| На ВеТв-у појављује се особа коју је Дамјан најмање очекивао, а Срна због тог сусрета почиње полако да склапа коцкице. Срни ће ствари сада бити мало јасније, међутим, на погрешном је трагу. Повезаност између Споменке и Стефана сада је потврђена, али не и расветљена. Воја се неће смирити док не сазна истину... Најтежи Анђелкин сусрет... Како ће изгледати сусрет са истином о остављеној ћерки? Никола је сигуран да Срна и даље има јака осећања према Марку, а и Срна је тога свесна... |              |                                                                                           |                                                                     |                |                      |
| 191 | 191          | Ко је Дамјан Ко је тај човек                                                              | Михаило Вукобратовић, Станко Милошевић и Александра Елчић Челановић | Даница Николић | 10. мај 2023.        |
| Све је много јасније сада када је Бата показао Анђелки фотографије које доказују да је Стефан тај који издао ВеТВ. Воји није јасно како је могуће да Анђелка није одмах поверовала Бати... Али, најважније је питање – у каквој су вези Стефан и Споменка? Срна и Данијела не одустају од истраживања. Центар њихових сумњи је – Дамјан. Ко је Дамјан? То име су пречесто чуле, али никако да сазнају – ко је он? Воја на састанку са запосленима саопштава да је Стефан издао ВеТВ и да је он све податке о телевизији слао Американцима. То Срну оставља у шоку! Дамјан ће још једном да покаже оданост и људскост према Срни и неће пред свима открити у каквом односу је била са Стефаном... |              |                                                                                           |                                                                     |                |                      |
| 192 | 192          | Најтежи тренутак је дошао                                                                 | Михаило Вукобратовић, Станко Милошевић и Александра Елчић Челановић | Даница Николић | 11. мај 2023.        |
| На ВеТв-у се појављује особа коју је Дамјан најмање очекивао, а Срна због тог сусрета почиње полако да склапа коцкице. Ствари су јој мало јасније... Али, на погрешном је трагу. Изједа је осећај кривице и сигурна је да је она разлог пропалог договора са Американцима. Повезаност између Споменке и Стефана сада је потврђена, али не и расветљена. Воја се неће смирити док не сазна истину. Најтежи Анђелкин сусрет. Најтежи тренутак је дошао. Како ће изгледати сусрет са истином о остављеној ћерки? Никола је сигуран да Срна и даље има јака осећања према Марку, а и Срна је тога свесна... |              |                                                                                           |                                                                     |                |                      |
| 193 | 193          | Разговор две мајке                                                                        | Михаило Вукобратовић, Станко Милошевић и Александра Елчић Челановић | Даница Николић | 12. мај 2023.        |
| Дамјан не одустаје од тога да сазна где је Марко и где су га преместили, а врло добро зна ко сигурно може да му каже истину. Тежак разговор између две мајке. Мајке која је оставила своје дете и мајке која је то исто дете волела, одгајала... Договор између њих две тежи је него ишта до сада. Инспектор Филип је сигуран да постоји нешто јако сумњиво у вези са Стефаном и његовим нестанком, али није сигуран шта... |              |                                                                                           |                                                                     |                |                      |
| 194 | 194          | У њихове животе се враћа мајка Марка Тодоровића                                           | Михаило Вукобратовић, Станко Милошевић и Александра Елчић Челановић | Даница Николић | 15. мај 2023.        |
| Воја отворено разговара са својом сестром, признајући јој да је дужан милион евра, али то није најгора ствар. Најгора ствар је коме дугује тај новац. Сви на телевизији се плаше да ће остати без посла, будући да су се Американци повукли из ВеТВ-а. Раде уверава Данијелу да неће добити отказ и шта год да се деси, она ће заједно са својим сином бити заштићена. Дуле пада у несвест након што му Мира говори истину о Анђелки. У несвести, почиње да бунца откривајући се. Мира схвата да је Дуле за све знао, много година пре. Инспектор долази на састанак са Војом и Анђелком. Помиње им Вишњу Сретеновић, жену која је својевремено тврдила да је мајка Марка Тодоровића. Жана се тајно састаје са Дамјаном и моли га да о њиховим сусретима не говори никоме. Међутим, у ресторану их затиче ни мање ни више него Филип... |              |                                                                                           |                                                                     |                |                      |
| 195 | 195          | Духови из прошлости се враћају                                                            | Михаило Вукобратовић, Станко Милошевић и Александра Елчић Челановић | Даница Николић | 16. мај 2023.        |
| Воја није спреман да призна Анђелки ко је Споменкин отац. Али, све је повезао. Духови из прошлости се враћају. Таман када је била спремна да себи призна истину и можда ипак покуша да поправи односе, Срна чује разговор који ће потврдити њене сумње у везу са Марковим и Жаниним односом. Ударац је јачи него што је очекивала... |              |                                                                                           |                                                                     |                |                      |
| 196 | 196          | Војине грешке из прошлости полако долазе на наплату                                       | Михаило Вукобратовић, Станко Милошевић и Александра Елчић Челановић | Даница Николић | 17. мај 2023.        |
| Клупко завере полако се одвезује. Војине грешке из прошлости долазе на наплату, а постаје и јаснија улога Срниног оца у свему томе ... Дејан сазнаје ко је Петрина мајка. Такав ударац није очекивао. Срна и Дамјан су у све горим односима, које Дамјан стално покушава да поправи, али безуспешно... |              |                                                                                           |                                                                     |                |                      |
| 197 | 197          | Жана због лојалности губи Филипа                                                          | Михаило Вукобратовић, Станко Милошевић и Александра Елчић Челановић | Даница Николић | 18. мај 2023.        |
| У кући Милића најважнија тема је Петрина права мајка и како да јој то саопште. Како ће она то прихватити, а нарочито због чињенице да је Анђелка. У тренуцима слабости и Воја прави грешке, а као да не зна да ниједна његова грешка не може да прође неопажено. Филип ће се суочити са Жаном, и то ће се завршити сузама и болним крајем. Жана не сме и не може да каже истину... |              |                                                                                           |                                                                     |                |                      |
| 198 | 198          | Анђелка сумња да јој Раде и Воја раде иза леђа                                            | Михаило Вукобратовић, Станко Милошевић и Александра Елчић Челановић | Даница Николић | 19. мај 2023.        |
| Анђелка постаје прилично лабилна. Урла на Радета, јер сумња да јој он и Воја раде "нешто иза леђа". Дуле се видео са Дејаном и то покушава да сакрије од Петра. Она увиђа да он нешто крије и примора га да проговори! Свађе између Срне и Дамјана не јењавају и овога пута Лили ускаче да их мири. Анђелка сазнаје зашто се Воја није појавио на телевизији и да је вероватно преспавао са непознатом женском особом са којом је вечерао претходну ноћ... |              |                                                                                           |                                                                     |                |                      |
| 199 | 199          | Оливер добија отказ па Лили нуди непристојну понуду                                       | Михаило Вукобратовић, Станко Милошевић и Александра Елчић Челановић | Даница Николић | 22. мај 2023.        |
| Бобан се појављује на ВеТВ-у јер му је преко потребна Чедина помоћ. Неочекивани сусрет имају Срна и Срки. Он захтева да разговарају, а Срна не може да верује да је Дамјан послао свог најбољег друга да "пегла ствари". Филип је дефинитивно раскинуо са Жаном. Она се жали Марку, који је и даље у коми, питајући се да ли је она заиста заљубљена у Марка и да ли је Филип у праву. Лили отпушта Оливера, али њему та вест не пада тешко. Он је, шта више, позива на пиће. Полако се по фирми сазнаје да је Барбара имала секс са Бобијем... |              |                                                                                           |                                                                     |                |                      |
| 200 | 200          | Војо ти имаш још једно дете - моје                                                        | Михаило Вукобратовић, Станко Милошевић и Александра Елчић Челановић | Даница Николић | 23. мај 2023.        |
| Раде и Воја сумњају да се нешто чудно дешава са Анђелком. Осим што прети отказом, понаша се неконтролисано, а Воја не зна о чему се ради. Смета му што сада, пошто је пред банкротом, нема ни новца да је удобровољи, а Раде га саветује да покуша са комплиментима. Немања и даље сумња да Барбара нешто крије и да се нешто догодило те фамозне вечери. После безброј пропуштених позива, Немања долази на њена врата и Барбара је на прагу да му све призна. На телевизији се шири вест да је Барбара имала секс са Бобијем и нико у то не може да верује. Анђелка одлучује да призна Воји да имају дете и да је реч о Петри... |              |                                                                                           |                                                                     |                |                      |
| 201 | 201          | Ја сам Дамјан Андрејевић                                                                  | Михаило Вукобратовић, Станко Милошевић и Александра Елчић Челановић | Даница Николић | 24. мај 2023.        |
| Филип не одустаје од истраге свега и свих са ВеТв-а и Топ ТВ-а. Питање је тренутка када ће се све коцкице поклопити. Воја тешко прихвата чињеницу да му је ћерка за коју није знао, заправо цео живот пред очима. Изненадан одлазак код Барбаре, где је и Петра, показаће Воју каквог никад нису виделе. Посебно сузе. Једино што не знају је зашто? Дамјан више не може више да поднесе тензију између Срне и њега. Његово инсистирање доводи до најтежег тренутка истине и питања – ко је Дамјан Андрејевић? |              |                                                                                           |                                                                     |                |                      |
| 202 | 202          | Заувек ми се склони с пута                                                                | Михаило Вукобратовић, Станко Милошевић и Александра Елчић Челановић | Даница Николић | 25. мај 2023.        |
| Дамјан не престаје Срни да говори истину, али она не може да верује у то што чује. Иако јој понавља да је он Дамјан Андрејевић, глумац одрастао у Америци, и да нема никакве везе са овом причом, Срна је у шоку. Иако јој је опростио, Немања не може тек тако да пређе преко Барбарине преваре. Жали се пријатељу и колеги, ког занима с ким је Барбара имала секс на једну ноћ. Воја Ајкула саопштава Радету да са Анђелком има дете и да је оно старо 20 година. Раде је зачуђен зато што то уопште не личи на Анђелку. Иако је чула целу истину, Срна одлучује да избаци Дамјана из свог живота и то му сурово саопштава... |              |                                                                                           |                                                                     |                |                      |
| 203 | 203          | Мира и Дуле добијају чудан позив                                                          | Михаило Вукобратовић, Станко Милошевић и Александра Елчић Челановић | Даница Николић | 29. мај 2023.        |
| Мира пита Петру шта планира да уради када буде упознала своје биолошке родитеље. Ђорђе се распитује код Жане да ли ју је звао. Она је дошла у стан да чува Марка, сва утучена, јер се присетила своје љубавне историје са њим. Срна и даље мисли да је Дамјан подвојена личност, али он понавља да су Марко и Дамјан две особе. Анђелка позива Миру и Дулета у госте, како би се боље упознали и договорили о Петриној будућности... |              |                                                                                           |                                                                     |                |                      |
| 204 | 204          | Главни партнер је?                                                                        | Михаило Вукобратовић, Станко Милошевић и Александра Елчић Челановић | Даница Николић | 30. мај 2023.        |
| Срђан касни на посао и нажалост среће Анђелку која му одмах пребацује због тога. Он покушава да "збија" шале, али то код ње "не пали". Срђан не може да верује да је Дамјан све признао Срни. Покушава да му објасни да је једноставно морао да каже истину. Сада су обојица у страху да Срна може врло лако да свима све исприча. Анђелка обавештава о својим плановима са Милићима. Он све разуме и дели мишљење, али почиње и да се занима за то како је Анђелка и како све ово подноси. Воја има важан састанак са главним клијентом, који ће га извући из кризе. Међутим, нико са ВеТВ-а не слути ко може бити најважнији партнер тог њиховог главног клијента... |              |                                                                                           |                                                                     |                |                      |
| 205 | 205          | Милићи сазнају да је Воја Ајкула Петрин биолошки отац                                     | Михаило Вукобратовић, Станко Милошевић и Александра Елчић Челановић | Даница Николић | 31. мај 2023.        |
| Лили се преселила код Дејана и сада може да очекује Мирину инспекцију у њихов нови дом. Лили није било свеједно када је то чула. Такође, вест да су Дејан и Лили почели да живе заједно изненадила је и Срну, која је љубоморна на њихову велику љубав. Прошлост не напушта ни Нину, која у ресторану затиче своју бившу љубав Николу. Боби окупља Барбару, Петру и Чеда у кафићу како би им саопштио своју нову одлуку. Секс са Барбаром га је навео да се преиспита где се налази и шта хоће од живота. Милићи долазе Анђелки у госте како би се боље упознали и договорили како ће Петри да саопште вест о њеним биолошким родитељима. На врата долази Воја Ајкула, Петрин биолошки отац. Мира и Дуле биће ван себе када то буду сазнали... |              |                                                                                           |                                                                     |                |                      |
| 206 | 206          | Милићи не могу да се помире са истином                                                    | Михаило Вукобратовић, Станко Милошевић и Александра Елчић Челановић | Даница Николић | 1. јун 2023.         |
| Дамјан се захваљује Срни што Воји и Анђелки ништа није рекла. Она и даље мисли да је њему потребна стручна помоћ и даље му не верује да говори истину. Лили се јавља црв сумње да Дејан ипак није искрен према њој. Лили је прислушкивала његов и Мирин разговор када је чула да помињу Анђелку, али је и даље није јасно зашто. Дуле тешко прихвата чињеницу да је Воја Ајкула Петрин биолошки отац. И Мира и Дуле су убеђени да Воја није добар отац, а Барбарино детињство је доказ за то. Дејан је такође шокиран, мисли да је све ово само ружан сан... |              |                                                                                           |                                                                     |                |                      |
| 207 | 207          | Дамјан не одустаје од брата                                                               | Михаило Вукобратовић, Станко Милошевић и Александра Елчић Челановић | Даница Николић | 2. јун 2023.         |
| Срна и Дамјан и даље не могу да нађу заједнички језик. И то примећују сви у студију . Братислав се обесхрабрио када је сазнао да Слађа не планира више да се уда. Ипак, добро је размислио и смогао је снаге да је запроси. Док код неких "цветају руже", Дамјана и даље вуче прошлост. Поново постаје опседнут породицом и Марком. Планира да искористи тренутак и „притисне“ Анђелку да сазна где му се налази брат. Након што је приметила чудне погледе које јој упућује Лили, Срна се пита да ли Лили зна да је она била са Дејаном у љубавној вези. Даца је теши, подсећајући је да је Дејан ипак један џентлмен. |              |                                                                                           |                                                                     |                |                      |
| 208 | 208          | Ви знате ко су моји биолошки родитељи! Ко су они, имам право да знам                      | Михаило Вукобратовић, Станко Милошевић и Александра Елчић Челановић | Даница Николић | 5. јун 2023.         |
| Лајка је дошла код Мире и Дулета, али на врата стиже и Петра која не може да верује да је Лајка у њиховом дому. Чудно јој је, јер није знала да она познаје Миру и Дулета. Дуле је тешка срца, одлучио да Воји пружи још једну шансу. Не жели више да лаже своје дете. И Дамјан не жели више да живи у лажи зато пита Анђелку где је Марко, али не добија никакав одговор. Серђо га теши да ту информацију не морају ни да сазнају од Жане, већ има други план који предочава Дамјану. Ако су се питали ко је кључни пословни партнер људи са којима сарађује ВеТВ, на врата ресторана пристиже ни мање ни више него Нина Николић! Петра сазнаје да Мира и Дуле знају ко су њени биолошки родитељи и захтева од њих да јој сместа кажу! |              |                                                                                           |                                                                     |                |                      |
| 209 | 209          | Војин партнер у фирми је његова бивша супруга                                             | Михаило Вукобратовић, Станко Милошевић и Александра Елчић Челановић | Даница Николић | 6. јун 2023.         |
| Откад је сазнала да су Анђелка и Воја њени биолошки родитељи, Петра се закључала у своју собу и никоме не отвара. Дејан, Мира и Дуле су престрављени да ће она нашкодити себи, а не знају како да је у томе спрече. Нина је постала власник 49 одсто ВеТВ-а и главни Војин пословни партнер. Он доживљава шок када сазнаје те информације, осећа се превареним и не може да верује у то што чује на састанку. Раде га теши да то уопште не мора да слути ништа лоше, јер је Воја ипак већински власник и са 51 одсто власништва – ипак је његова реч последња. Лили то сазнаје, тако што прислушкује Војин, Анђелкин и Радетов разговор. Не може да верује да је други власник телевизијске куће у којој ради заправо Војина бивша супруга. Анђелка је сасвим случајно затиче испред врата канцеларије и схвата да је Лили чула разговор... |              |                                                                                           |                                                                     |                |                      |
| 210 | 210          | Жану неко прати али ни не слути да је то он                                               | Михаило Вукобратовић, Станко Милошевић и Александра Елчић Челановић | Даница Николић | 7. јун 2023.         |
| Након што је Петра сазнала ко су јој биолошки родитељи, занимало ју је како су они реаговали када су сазнали да им је баш она ћерка. Мира је одмах пријавила да је није она та која је "разнела" ситуацију, већ њен отац Душан! Дејан умало није закаснио на снимање емисије и због тога су полуделе и Лили и Анђелка и дочекају га "на нож". Дајман упорно покушава да се докаже Срни, али она и даље мисли да му треба помоћ психијатра. Лили одлучује да тајну ВеТВ-а подели са, ни мање ни више, него са Слађом, главном трачаром у фирми. Серђо одлучује да прати Жану, не би ли сазнао где крију Марка. Жана слути да је неко прати, али мисли да је лопов. Напада га и виче упомоћ... |              |                                                                                           |                                                                     |                |                      |
| 211 | 211          | Вечерас ћемо заједно да видимо твог буразера                                              | Михаило Вукобратовић, Станко Милошевић и Александра Елчић Челановић | Даница Николић | 8. јун 2023.         |
| Анђелка позива Дејана на разговор, како би добила информације о Петри. Занимало ју је како је она реаговала када је сазнала да јој је управо Анђелка биолошка мајка. И Мири није свеједно након што је Петри рекла истину. Занима је како јој је дете, али Петра одбија да прича о томе. Серђо је успео да уђе у траг Марку и Жана га пушта у стан. Такође, дозвољава му да доведе и Дамјана, али да о томе никоме не говори. Лили захтева од Дејана да јој каже истину, у супротном њихова љубавна веза ће бити "на климавим ногама". Дејан одбија да јој каже истину о Петриним биолошким родитељима. Серђо је на своју руку пратио Жану и Дамјан о томе није имао појма. После снимања у студију, саопштава му да ће видети брата. Дамјан не може да верује. Нина заузима Војину канцеларију. Он је ван себе... |              |                                                                                           |                                                                     |                |                      |
| 212 | 212          | Уништићу ти живот                                                                         | Михаило Вукобратовић, Станко Милошевић и Александра Елчић Челановић | Даница Николић | 9. јун 2023.         |
| Дејан тражи помоћ од Слађе да убеди Лили да почне да се бави медитацијом, јер је темпирана бомба. Слађи ништа није јасно, али вољна је да му помогне. Анђелка и Воја се договарају када ће се коначно састати са Петром и отворено разговарати. Такође, разговор морају да обаве и са Барбаром. Воја сазива састанак са свим запосленима саопштава их новог сувласника ВеТВ-а. Појављује се Нинослава и сви су у шоку! Посебно Дејан који са Нином није у добрим односима. Дамјан је на разговору са Нином, која му прети да ће му уништити живот у случају да нешто уради погрешно. Дамјан нема појма о чему Нина говори, јер он није Марко, али Нина то још увек не зна... |              |                                                                                           |                                                                     |                |                      |
| 213 | 213          | Дамјан одлучује да инспектору Филипу призна све                                           | Михаило Вукобратовић, Станко Милошевић и Александра Елчић Челановић | Даница Николић | 12. јун 2023.        |
| Откако је Нина дошла у ВеТВ, Дамјан не може више тамо да ради. Анђелка му не даје информације о његовом брату Марку, Нина притиска, а њему пада на памет само једна идеја – да посети инспектора Филипа и све му призна! Код Нине у канцеларију на разговор стиже и Срна, од које Нина захтева да буду у добрим односима. Срна не верује у ту идеју, али Нина је упорна. Данијела мало замера Радету што јој није рекао за новог партнера, а он јој се правда речима да не може баш све информације да дели са њом. Серђо сазнаје да су Анђелка и Воја Петрини родитељи и остаје у шоку... |              |                                                                                           |                                                                     |                |                      |
| 214 | 214          | У Барбарином клубу долази до најтежег сусрета                                             | Михаило Вукобратовић, Станко Милошевић и Александра Елчић Челановић | Даница Николић | 13. јун 2023.        |
| Дошао је ред на Барбари да сазна ко је нови сувласник ВеТв-а. Прихватање ове чињенице ићи ће јако тешко. Дамјан коначно долази да посети Марка, а Жана је као и увек ту да пружи пријатељску и моралну подршку, без обзира на могуће последице. Владислава је једина која Воји увек каже истину у лице и суочи га са чињеницама, свидело се то њему или не. У Барбарином клубу доћи ће до најтежег сусрета, када се за истим столом нађу Петра, Барбара и Воја... |              |                                                                                           |                                                                     |                |                      |
| 215 | 215          | Барбарина реакција никога није оставила равнодушним                                       | Михаило Вукобратовић, Станко Милошевић и Александра Елчић Челановић | Даница Николић | 14. јун 2023.        |
| Барбарина реакција на истину није онаква какву је Воја очекивао, ни најмање. А наставак разговора са њом и Петром никако му није ишао на руку... Сазнање о томе ко је Петрина мајка, тек је оставило Барбару без речи... Жана, Срђан и Дамјан направили су план како да Срни докажу да Дамјан не лаже, али је ствар је у томе да је то једна од најопаснијих ствари која је могла да им падне на памет. Нина озбиљно почиње да влада телевизијом и јасно је да има велике планове. |              |                                                                                           |                                                                     |                |                      |
| 216 | 216          | Две медицинске сестре склапају све коцкице                                                | Михаило Вукобратовић, Станко Милошевић и Александра Елчић Челановић | Даница Николић | 15. јун 2023.        |
| Жана и Мира водиће још један разговор из ког ће испливати нове истине, а нико, баш нико не сумња да су две медицинске сестре успеле да споје скоро све коцкице. Инспектор Филип на трагу је истине о Стефану. Долази на ВеТВ како би покушао да сазна више и то од Срне. Тај разговор је и више него узнемирујућ за њу, али Дамјан се појављује у правом моменту. Нина се озбиљно зближава са запосленима, показује бригу и заинтересованост, а само Воја зна да се иза тога крију друге намере, само не зна још увек које... |              |                                                                                           |                                                                     |                |                      |
| 217 | 217          | Дамјан ће Срну коначно уверити да није луд                                                | Михаило Вукобратовић, Станко Милошевић и Александра Елчић Челановић | Даница Николић | 16. јун 2023.        |
| Анђелка и Воја смишљају којим оружјем да се боре против Нине, а Воја је принуђен да пристане на оно на шта никада не би. Инспектор Филип скоро је у потпуности разоткрио истину о Стефану, коју ће изложити Воји и Радету. Али доноси и одређене сумње. Дамјан води Срну на место на којем ће се коначно уверити да он говори истину, а на Анђелкиним вратима се ненадано појављује Петра... |              |                                                                                           |                                                                     |                |                      |
| 218 | 218          | Да те нисам желела не бих те носила девет месеци испод свог срца                          | Михаило Вукобратовић, Станко Милошевић и Александра Елчић Челановић | Даница Николић | 19. јун 2023.        |
| Анђелка и Петра коначно разговарају насамо. Петра је прилично директна и не планира да губи време, стога јој поставља врло јасно питање – зашто је оставила своје дете. Барбара се поверава свом дечку Немањи да има сестру. Он никако да схвати да је Воја у прошлости направио дете и да је то заправо Петра. С друге стране, рекло би се да је Барбара заиста срећно примила те вести. Раде саветује Воји да са Нином нађе заједнички језик преко "секс комбинације". Воја се правда да са њом повремено има интимне односе, али да је то само секс из мржње и да сада не зна како то да изведе јер је та "мржња ушла у његову канцеларију". Срна доживљава шок када у болничкој постељи угледа правог Марка Тодоровића. Почиње да виче и губи свест... |              |                                                                                           |                                                                     |                |                      |
| 219 | 219          | Срна се суздржава да Воји саспе све у лице                                                | Михаило Вукобратовић, Станко Милошевић и Александра Елчић Челановић | Даница Николић | 20. јун 2023.        |
| Срна и Дамјан имају озбиљан разговор са Војом, који од њих захтева да му признају у каквим су односима били са Стефаном Тошићем. Дамјан брани Срну пред великим шефом, а Срна прихвата његову помоћ. Међутим, мало јој фали да му саспе у лице истину о Марку. Анђелка са друге стране захтева од Воје да убрзају ДНК тестирање, због Петре, и Воја се слаже са њом и обећава јој да Петри од сада ништа неће фалити. Док је Петра била код Анђелке, Мира и Дуле су се питали где је. Дуле јој сутрадан поставља питање где је била - да ли са Срђаном или Барбаром, а онда одлучује да му каже истину... |              |                                                                                           |                                                                     |                |                      |
| 220 | 220          | Воја је већ почео да се понаша као прави отац                                             | Михаило Вукобратовић, Станко Милошевић и Александра Елчић Челановић | Даница Николић | 21. јун 2023.        |
| Даца је свесна да се нешто дешава између Срне и Дамјана и занима је о чему је реч. Ни Срна ни Дамјан не желе о томе да причају. Влајка је разоткрила Воју и све му је "сасула" у лице. Она је убеђена да Воја поткупљује своје запослене, како би приврженији њему него Нини, новој сувласници. То су Барбара и Петра сестре, само их је још више зближило, али Воја је већ почео да се понаша као прави отац са Балкана. Позвао је Срђана на озбиљан разговор, не би ли му припретио да се према његовој ћерки Петри добро понаша... |              |                                                                                           |                                                                     |                |                      |
| 221 | 221          | Да ли сам и ја била део твог глумачког задатка                                            | Михаило Вукобратовић, Станко Милошевић и Александра Елчић Челановић | Даница Николић | 22. јун 2023.        |
| Срђан долази код Анђелке да разговара о ситуацији коју је имао са Војом. Њу то уопште не занима и мисли да Срђан параноише. Дамјан води Срну у стан у ком је живео са баком. Прича јој истину до краја, али њу копка да ли је био у том стану био са Тамаром и тада показује прве знаке љубоморе. Влајка посећује Радета у стану и почиње да му се набацује, у име старих успомена. Међутим, Раде јој не узвраћа. Истина је дошла до Ђорђа, Анђелка му је све признала. Он не може да верује да је његова сестра тако нешто велико прећутала од њега и то свих ових година. |              |                                                                                           |                                                                     |                |                      |
| 222 | 222          | Владислава је „закувала чорбу“                                                            | Михаило Вукобратовић, Станко Милошевић и Александра Елчић Челановић | Даница Николић | 23. јун 2023.        |
| Данијела одлучује да изненади Радета, али у погрешном тренутку. Долази у његов стан и тамо затиче Владиславу. Једина изненађена остала је она! У процесу је ДНК анализа доказивања очинства и на томе је инсистирала Анђелка јер је желела да пред Петру изађе чистог срца и образа. Раде примећује да Анђелка воли Војислава и након свих ових година и свега лошег што је прошла, и то због Воје. Срђан се опасно уплашио Војислава, али и Петре која може да сазна да је он у прошлости имао односе са Анђелком, њеном мајком. Анђелки то није ни на крај памети... |              |                                                                                           |                                                                     |                |                      |
| 223 | 223          | Срна се све више интересује за Марка, Дамјану ово почиње да смета                         | Михаило Вукобратовић, Станко Милошевић и Александра Елчић Челановић | Даница Николић | 26. јун 2023.        |
| Боса Нини поново гледа у карте и види јој неку велику превару на послу. Нина захтева да зна ко јој то ради о глави, али Боса остаје недоречена. Мира је полудела када је сазнала да се Петра видела насамо са Анђелком и страхује да ће потпуно изгубити ћерку, ако се Петра пресели код своје биолошке мајке. Иако се не јавља на позиве, Данијела је ипак морала да се суочи са Радетом, који долази у шминкерницу да разговарају. Правда се да са Влајком није имао ништа, али Даца му не верује. Анђелка позива Петра на ручак, али Срђану се то нимало не допада. Плаши се да ће Петра сазнати истину о његовом и Анђелкином односу, па јој није јасно зашто је одједном током разговора пребледео. Срна пита Дамјана да опет оду Марку у посету, јер осећа да ће се Марко можда пробудити ако она буде стално уз њега. Међутим, то вече Жаклина неће бити у стану, већ Ђорђе... |              |                                                                                           |                                                                     |                |                      |
| 224 | 224          | Петра, Анђелка и Мира завршавају на фамозном ручку                                        | Михаило Вукобратовић, Станко Милошевић и Александра Елчић Челановић | Даница Николић | 27. јун 2023.        |
| Срна и Дамјан разговарају телефоном, али Срна ни не сумња да је Данијела прислушкује и да је чула да разговара са извесним Дајманом. Срна је била принуђена да Даци призна истину, али је моли да о томе не прича са Радетом, за ког сумња да је и он умешан у целу ситуацију са Марковом комом. С друге стране, Срђан Дамјану отвара очи, говорећи да се Срна може поново заљубити у Марка. Дамјан сматра да би се свака нормална особа сажалила и забринула у таквој ситуацији, али Срђан је убеђен да ће се Срна вратити емоцијама према Марку. Соња се налази на кафи са Жаном и почиње да је испитује о раскиду са Филипом. Има информације које Жану само шокирају. Петра, Анђелка и Мира завршавају на ручку, када Анђелка сазнаје да је Петра у вези са Срђаном, са којим је она својевремено имала авантуру... |              |                                                                                           |                                                                     |                |                      |
| 225 | 225          | Дамјан и Срна ухваћени у стану код Марка                                                  | Михаило Вукобратовић, Станко Милошевић и Александра Елчић Челановић | Даница Николић | 29. јун 2023.        |
| Дамјан и Срна одлазе у посету Марку, али тамо их непланирано затичу Анђелка и Ђорђе. Анђелка прави скандал и Жани даје отказ! Даца не престаје да "чачка" по истину о Марковој коми и откад је сазнала за то, почела је да пропитује и Радета, који се прави да нема појма о чему се ради. Раде је убеђује да је превише воли да би је повредио и од ње сакрио информације... |              |                                                                                           |                                                                     |                |                      |
| 226 | 226          | Петра је сазнала истину, а Срђан ће завршити у клопци                                     | Михаило Вукобратовић, Станко Милошевић и Александра Елчић Челановић | Даница Николић | 30. јун 2023.        |
| Вест да је прави Марко Тодоровић у коми и да га на телевизији смењује брат близанац Дамјан почела је да се шири. Не само што је сазнала Срна, која је касније рекла Данијели, сада је и Петра чула из Жаниног и Мириног разговора. Нина долази у Војину канцеларију како би закопали ратне секире, и наилази на потпуно миран и сталожен став. Он јој говори да је потпуно у праву, што њу додатно избацује из такта. Влајка такође долази да разговара са Војом, јер јој је потребна помоћ. Петра се састаје са Срђаном и говори му да зна целу истину. Срђан "гута кнедлу" од нервозе, убеђен да Петра мисли на његову аферу са Анђелком, Петра заправо жели да сазна све о Марку и Дамјану... |              |                                                                                           |                                                                     |                |                      |
| 227 | 227          | Како си ти, Дамјане                                                                       | Михаило Вукобратовић, Станко Милошевић и Александра Елчић Челановић | Даница Николић | 3. јул 2023.         |
| Након што је Срђан све испричао Петри, додуше под њеним притиском, она наставља са питањима - да ли Срна и Барбара знају и како то да саопшти својој сестри. Ивана долази код инспектора Филипа да разговарају о Жани и њиховом раскиду. Филип је тотално неспреман да разговара на ту тему, а такође изненађен у кафе долази и Бошко који шири тра о Влајки и Анђелки, и причом да су њих две заправо породица. Та прича се шири по целој фирми, када Немања саопштава Чеди да је Петра усвојена и да су њени прави родитељи заправо Анђелка и Воја... |              |                                                                                           |                                                                     |                |                      |
| 228 | 228          | Шта ти је, изгледаш као да ме гуташ погледом                                              | Михаило Вукобратовић, Станко Милошевић и Александра Елчић Челановић | Даница Николић | 4. јул 2023.         |
| Влајка долази код Милића и уместо Анђелке доводи ни мање ни више него – Воју! Ово је добар знак који заправо показује колико је Воји стало да изгради однос са ћерком Петром. Соња се налази на кафи са инспектором Филипом и за његов укус, она се превише меша у његов однос са Жаном и то јој јасно ставља до знања. Међутим, Соња је из неког разлога врло упорна. Сада када је Лили сазнала истину о Петру и Воји, замера Дејану што није имао потребу све да јој призна. Дејан се правда да је хтео, али га је јако изнервирала. Дамјан и Срна причају о Срђану и она тек сада схвата зашто се Дамјан дружи са њим, јер је он заправо добар лик. Међутим, Дамјану није до приче, он Срну "гута погледом", јасно јој показујући да је заљубљен, а њој постаје непријатно... |              |                                                                                           |                                                                     |                |                      |
| 229 | 229          | Али Анђелка копиле са Војом? Па ти си пала још ниже у мојим очима                         | Михаило Вукобратовић, Станко Милошевић и Александра Елчић Челановић | Даница Николић | 5. јул 2023.         |
| Романтична вечера полако измиче контроли, када Миле не престаје да прича о Слађи и њиховој заједничкој прошлости. Воја сазнаје да се по фирми прича да су Анђелка и он Петрини родитељи. Дејан га обавештава о томе, а он не може да верује откуд је та информација процурила. Одмах одлази код Слађе да сазна ко је „пропевао“. С друге стране, Немања је убеђен да је то Чедино масло и да напада га да никоме није смео о томе да прича. Међутим, Чеда се чуди и убеђује га да он није ништа рекао. Стигли су резултати ДНК анализа. Иако Воја ниједног момента није сумњао у Анђелкину причу, жао му је што му то није раније саопштила. Сад када су већ сви сазнали истину, у студију се срећу Анђелка и Нина. Нина је, као и по обичају, провоцира, али Анђелка јој овога пута не остаје дужна... |              |                                                                                           |                                                                     |                |                      |
| 230 | 230          | Чудно ми је што се Дамјан умешао да смири Анђелку...                                      | Михаило Вукобратовић, Станко Милошевић и Александра Елчић Челановић | Даница Николић | 6. јул 2023.         |
| Јелисавета стиже на ВеТВ код Братислава, не би ли сазнала да ли се отказује венчање. С друге стране, Бата нема појма о чему она прича. Дуле је сазнао да је Мира срела Батину Слађу и сада је испитује где ју је срела. Мира жели да сакрије да је била код Анђелке на ВеТв-у. Дамјан је приметио да је Данијела према њему врло љубазна у последње време и покушава да сазна зашто. Пита Срђана, који га саветује да је најбоље да пита Срну. И Филипа мучи љубавне море. Миа га пита да ли се коначно састао са Жаном, али он одбија да прича о раскиду. Бориша долази на ВеТВ не би ли од Слађе сазнао још информација о несталом Стефану. Слађа је, као и увек, "развезала" језик... Чим је Воја чуо да је избио инцидент између Нине и Анђелке, једна ствар му је била најсумњивија. Зашто је баш Дамјан "ускочио" да обузда Анђелку, будући да сви знају да је Дамјан не подноси... |              |                                                                                           |                                                                     |                |                      |
| 231 | 231          | Жана добија признање                                                                      | Михаило Вукобратовић, Станко Милошевић и Александра Елчић Челановић | Даница Николић | 7. јул 2023.         |
| Инспектор Бориша долази на разговор код Нине која не скрива своје импресије његовом појавом. У разговору са Анђелком, Срна још једном показује зубе. Она жели да се ствари одиграју у најбољем интересу за њу, али је то сада тешко изводљиво јер је она "колатерал" ситуације. Жана добија емотивно признање и јасно види где оно води... |              |                                                                                           |                                                                     |                |                      |
| 232 | 232          | Како је Марко?                                                                            | Михаило Вукобратовић, Станко Милошевић и Александра Елчић Челановић | Даница Николић | 10. јул 2023.        |
| Воја "навлачи" Ђорђа да му каже како је „пацијент“. Услед игре речи, бива јасно да Војислав сумња да се од њега крију одређене информације, што у доктору изазива приличну нелагоду. Слична "игра" води се и на другом терену, где Анђелка „пријатељски” саветује Срну у вези са Марком и Дамјаном. Али за Марково здравље је заинтересован још неко... |              |                                                                                           |                                                                     |                |                      |
| 233 | 233          | Постоји ли неко на овој телевизији ко не зна или се сви фолирају                          | Михаило Вукобратовић, Станко Милошевић и Александра Елчић Челановић | Даница Николић | 11. јул 2023.        |
| Петра саветује Миру да разговара са Дамјаном, јер је он сазнао да је управо Мира била у смени у породилишту када су се он и Марко родили. Влајка на ВеТВ долази увек у прави час и овога пута гаси пожар баш код Нине! Саветује је да прекине са провокацијама, поготово на Анђелкин рачун, и судећи према реакцији, Нина ће добро размислити о том предлогу. И не само то, Влајка потом посећује и Анђелку у канцеларији и дели јој исти савет! Дамјан је прилично свестан да је Данијела променила приступ према њему, а јасно му је да је можда и она сазнала да он заправо није Марко. Зато, од Срне покушава да "извуче" истину. Нина опет среће главног инспектора Бору у ресторану и обоје већ постају свесни да им се путеви стално укрштају. |              |                                                                                           |                                                                     |                |                      |
| 234 | 234          | Нина ни не слути које намере има инспектора                                               | Михаило Вукобратовић, Станко Милошевић и Александра Елчић Челановић | Даница Николић | 12. јул 2023.        |
| Барбара долази до генијалне идеје да се Петра пресели код ње како би имала потпуну слободу. Неће имати више Миру и Дулета "над главом", што се, судећи према Петриној реакцији, њој та идеја и допада. Анђелка предлаже Дамјану и Срни да се понашају као да нико ништа не зна о Марку. Шта више, не би било лоше да Срна и Дајман сценирају честе расправе са Анђелком, не би ли ико посумњао да су се њихови односи променили. Петра говори Срђану да би отишла да уради наталну карту, на шта Срђан баш бурно реагује. Петра ни не слути да се иза тога крије његов страх да ће Петра ускоро сазнати да је он био у интимном односу са њеном биолошком мајком. Шанкер у Барбарином клубу је добио крила па јој је пред Немањом уделио комплимент, што је њој изузетно пријало, а Немању је само изнервирало. Нини се баш допада што инспектора среће све чешће и његово друштво јој прија, али ни не слути да инспектор то чини врло циљано, не би ли дошао до више информација... |              |                                                                                           |                                                                     |                |                      |
| 235 | 235          | Срђан у Боси види спас                                                                    | Михаило Вукобратовић, Станко Милошевић и Александра Елчић Челановић | Даница Николић | 13. јул 2023.        |
| Петра саопштава Дулету да има понуду да пређе да живи заједно са Барбаром, што он тешко прихвата. Влајка присуствује колегијуму и налази се у улози миротворца. Воји предочава ситуацију коју он мора да прихвати, иако му то тешко пада. Нина, као по обичају, ликује. После експлицитног удварања Барбари, Немања само чека прилику да остане насамо са шанкером, како би му припретио. Срђан предлаже Дамјану да посете Босу, у нади да ће им она рећи нешто више о њиховој блиској будућности. Да ли ће се Марко ускоро пробудити и оно што је Срђану још важније - да ли ће се сазнати за његов однос са Анђелком. Анђелка и Нина састају се за истим столом и покушавају да нађу "заједнички језик". Нина коначно показује емоције, тачније повређеност, што ју је Воја варао и са другим женама направио децу... |              |                                                                                           |                                                                     |                |                      |
| 236 | 236          | Мени се чини да си нервозна, имаш ли нешто да кажеш                                       | Михаило Вукобратовић, Станко Милошевић и Александра Елчић Челановић | Даница Николић | 14. јул 2023.        |
| Ивана признаје Жани да се мешала у њен однос са Филипом. Жана не може да верује у то што чује и истиче да не поднеси када јој се неко меша у приватан живот. Петра стиже на ВеТВ и прво среће Дејана и исповеда му се да ју је Барбара позвала да живе заједно. Дејан не тако весело прихвата вест, познавајући Миру и Дулета, који уопште нису пријатно реаговали на ову идеју . Није да је тражила савет, али Петра га је добила од Дамјана, који јој говори да сада није прави тренутак да се пресели код сестре. Петра то прихвата баш изненађена, јер се донекле радовала тој идеји. Нина је заправо дошла код Анђелке у канцеларију да се извини. Анђелка у шоку прихвата извињење, јер није очекивала од Нине да ће опак испасти човек. Воја долази Марку и увиђа да је Жана јако нервозна. Иако она негира, Воја је сигуран и жели да зна зашто... |              |                                                                                           |                                                                     |                |                      |
| 237 | 237          | Овај пацијент нам је веома важан, а ти настави да радиш свој посао                        | Михаило Вукобратовић, Станко Милошевић и Александра Елчић Челановић | Даница Николић | 17. јул 2023.        |
| Флерт између Нине и инспектора се наставља. Она и даље не слути да Бориша има скривене намере. Иако је Жана мислила да ће Воја све сазнати, упркос треми успела је да се обузда и не каже ништа. Воја, перфидан и лукав, свакако сумња да ту нешто није у реду и да се неће завршити само на овом сусрету. Дуле покушава на пријатан начин да Мири саопшти идеју да ће се Петра можда преселити код Барбаре... |              |                                                                                           |                                                                     |                |                      |
| 238 | 238          | Воја сумња да Анђелка крије истину о Марку, како би му се осветила                        | Михаило Вукобратовић, Станко Милошевић и Александра Елчић Челановић | Даница Николић | 18. јул 2023.        |
| Раде пита Воју зашто јеишао код Марка у стан. Свима је чудно, па тако и Радету, али Воја се одбранио речима да сумња да сви нешто крију од њега. Раде га теши да њега Анђелка воли и да никад ништа не би крила од њега, док је Воја убеђен да она можда жели да му се освети због Петре. Срна сматра да Дамјан ипак "нема стомак" за телевизијски посао, и да је Марко био прави водитељ. Сматра да редакција више не може овако да функционише. Жана саопштава Мири да је Воја био у посету Марку и све јој признаје. Сумња да Воја све зна и да ће се ускоро све разоткрити. Срђан се распитује о Боси, јер планира ускоро да је посети... |              |                                                                                           |                                                                     |                |                      |
| 239 | 239          | Раде је опет ухваћен у лажи                                                               | Михаило Вукобратовић, Станко Милошевић и Александра Елчић Челановић | Даница Николић | 19. јул 2023.        |
| Мира јако тешко прихвата чињеницу да ће се Петра преселити код Барбаре. Брине како ли ће да живи, како ће да зарађује и поставља јој остала егзистенцијална питања, али Петра добро брани своју одлуку! Петра покушава да јој дочара да се налази у незавидном позицији и да јој је непријатно што Срђан не може стално да је посећује, јер се плаши Мирине и Душанове реакције. С друге стране, Мира је у Петриним годинама већ била мама. Међутим, Мира је матира реченицом да је "са Дејаном све и почело". Влајка опет меша прсте у Дацин и Радетов однос. Данијела га поново хвата у лажи, што је Влајки био и циљ. Срђан пикира Дамјана за своју нову комбинацију, али Дамјан негодује... |              |                                                                                           |                                                                     |                |                      |
| 240 | 240          | Да ли ће истина коначно изаћи на видело?                                                  | Михаило Вукобратовић, Станко Милошевић и Александра Елчић Челановић | Даница Николић | 20. јул 2023.        |
| Средоје долази у ВеТВ и затиче Нину, која не зна ко је он. У њену канцеларију упада Воја који је изненађен Средојевим доласком. Средоје и Воја остају насамо да разговарају, не знајући да их све време прислушкује Нина, која се шокира чињеницом да Воја има неке нерашчишћене рачуне! Срђан покушава Дамјана на превару да га одведе код Босе, али он инсистира да чује истину. Чим сазнаје где су се упутили, Дамјан одустаје. Међутим, они ипак одлазе код Босе. Даца не може да пређе преко чињенице да ју је Раде слагао. Срна покушава да је утеши, али Даца мисли да га Срна само брани. Петра саопштава Мири и Дулету своју одлуку по питању селидбе... |              |                                                                                           |                                                                     |                |                      |
| 241 | 241          | Да ли то значи да ће се овај мученик ускоро пробудити                                     | Михаило Вукобратовић, Станко Милошевић и Александра Елчић Челановић | Даница Николић | 21. јул 2023.        |
| Срђан покушава да сазна од Босе да ли ће истина изаћи на видело и да ли ће Петра сазнати за његов однос са Анђелком. Она му је само пожелела срећу. Петра саопштава своју одлуку Мири и Дулету у вези са пресељењем код Барбаре. Ни Мира ни Дуле немају више стрпљења и једва чекају да чују шта је исход. Немања и Барбара се у клубу састају са Дебелим и његовом новом девојком, додуше Барбара је невољно ту и не разуме зашто мора да упознаје нове људе. "На тапет" долази и Дамјан ком Боса саопштава да ни он није баш потпуно искрен. Нови лек је уведен у медицинску праксу и постоји велика шанса да се Марко ускоро пробуди из коме. Томе се посебно радује Жана! Срђан признаје Дамјану да је направио велики проблем што се тиче уговора са ВеТВ-ом. |              |                                                                                           |                                                                     |                |                      |
| 242 | 242          | Воја је све признао Нини                                                                  | Михаило Вукобратовић, Станко Милошевић и Александра Елчић Челановић | Даница Николић | 24. јул 2023.        |
| Нина се радо придружује Мији и Филипу на ручку, када сазнаје да је његов стриц заправо приватни детектив и одатле он од малена гаји љубав према овој врсти посла, ни не слутећи да Нина већ познаје његовог стрица, Борка. Срна и Дамјан покрећу тему фотографије Марка како се љуби са непознатим мушкарцем. Срна мисли да је све то измишљотина, док је Дамјан убеђен да је та фотка аутентична. Нина захтева од Воје да је обавести о свим "мутним" радњама које је ВеТВ имао са одређеним пословним партнером. Воја је могао да очекује овакву њену реакциј. Међутим, Нина је свесна у какве проблеме се Воја увалио и жели да помогне. Петра саопштава Барбари да ипак не може да живи са њом. Као разлог наводи јој да сада ипак није тренутак, јер је Мира све ово јако тешко поднела. Данијела и даље не може да верује да се заљубила у човека који је део "криминалне" групе, јер је убеђена да су сви уговори ВеТВ-а морали да "прођу" кроз Радетове руке. Јада се Срни, која мисли да Даца све ово преувеличава.                                                                     |              |                                                                                           |                                                                     |                |                      |
| 243 | 243          | Анђелка има фантазије о Срђану                                                            | Михаило Вукобратовић, Станко Милошевић и Александра Елчић Челановић | Даница Николић | 25. јул 2023.        |
| Лили случајно сазнаје да је Дејан некада давно био са Срном. То што је од ње сакрио тако важну ствар, није у стању да лако пређе преко тога, због тога га игнорише на послу. Анђелка среће Срђана у фирми и привиђа јој се да га види у боксерицама. Није му јасно зашто га тако гледа, али се она брзо дозива памети и између њих поставља зид. Соња позива Жану у излазак, али Жана има утисак да јој Соња "набацује" новог мушкарца. Жана упорно одбија, али Соња је упорна. Дуле придикује Мири да ће она пошто-пото да добије оно што жели, без обзира којим средствима се служи. Заправо, назива је правом манипулаторком. |              |                                                                                           |                                                                     |                |                      |
| 244 | 244          | Дејан није био баш искрен према Лили и то му се сада обило о главу                        | Михаило Вукобратовић, Станко Милошевић и Александра Елчић Челановић | Даница Николић | 26. јул 2023.        |
| Воја је прилично наиван ако мисли да се тако лако решио мафије, ако је Средоју дао новац. То му и Анђелка "трља на нос". Док Жани није до изласка, Чеда с друге стране изводи девојке, Барбару и Петру, да упознају његовог новог дечка. Међутим, Жана ипак одлази са Соњом на пиће, када им врло брзо прилазе непознати момци, позивајући их на заједничко дружење. Анђелка се одлучује на психотерапију и одлази на прву сеансу. Дејан мисли да ништа није згрешио, али га Лили демантује... |              |                                                                                           |                                                                     |                |                      |
| 245 | 245          | Како ће Воја поступити у кључном тренутку за Марково лечење                               | Михаило Вукобратовић, Станко Милошевић и Александра Елчић Челановић | Даница Николић | 27. јул 2023.        |
| Усред провода са непознатим мушкарцима, Соњи и Жани се придружује и Филип. Очигледно је за његов долазак знала Соња, али се Жана прилично изненадила. Срна примећује да Лили "има пик" на њу. Проверава са Данијелом, која то није ни уочила. Мира се баш насекирала што је Дејан у свађи са Лили. Петра је разуме, али разуме и Лили, јер Дејан не може тако неке приватне ствари да говори по телевизији. Ђорђе шаље мејл Анђелки и Воји са свим потребним информацијама у вези са новим леком који је Марку преко потребан, а не кошта мало. Ђорђе потом позива Воју телефоном како би се детаљније договорили, али Војину реакцију није очекивао. Инспектор Филип разговара са Нином, испитујући је за Стефана Тошића. Њој ништа није јасно, али јој напомиње да је он под кривичном пријавом... |              |                                                                                           |                                                                     |                |                      |
| 246 | 246          | Поздравите ми Војислава и кажите му да време цури                                         | Михаило Вукобратовић, Станко Милошевић и Александра Елчић Челановић | Даница Николић | 28. јул 2023.        |
| Срна касни у студио пред укључење, а Лили је само то чекала. Одмах ју је напала што нема поштовања према колегама и да се тако понашање не сме толерисати. Иако је Срна приметила да Лили на њу "има пик", али овако нешто није очекивала. Дејан покушава да смири Лили и да јој све објасни, али она није спремна да разговара. И даље је љута што је од ње крио тако важну информацију. Дуле има понуду да иде у викендицу код кума и жели да пристане, али га Мира бомбардује оптужбама да ће она остати сама да гаси пожар. Средоје у ресторану среће Влајку и преко ње преноси Воји важну поруку. Време цури и прилично је јасно да му прети. |              |                                                                                           |                                                                     |                |                      |
| 247 | 247          | Знам да си била са Дејаном                                                                | Михаило Вукобратовић, Станко Милошевић и Александра Елчић Челановић | Даница Николић | 31. јул 2023.        |
| На ВеТВ стиже извесна Миљана, која је допутовала из Црне Горе а на вратима телевизије прво среће Немању, који одмах ступа у пријатан контакт са њом. Игром случаја, Миљана долази Нини у посету. Изненађењима нема краја! Воја позива Дамјана на разговор у своју канцеларију, запажајући да се његов однос са Срном и те како побољшао. Дамјан покушава да не открије превише информација, али Воја се намерачио да га раскринка. Дејан покушава да се орасположи, па позива Соњу на пиће. С друге стране, свађа са Лили и даље траје, која иначе улази у свађу са Срном, говорећи јој да све зна и да више нема лагања... |              |                                                                                           |                                                                     |                |                      |
| 248 | 248          | Откад смо се растали синоћ, ја не могу да не мислим на вас                                | Михаило Вукобратовић, Станко Милошевић и Александра Елчић Челановић | Даница Николић | 1. август 2023.      |
| Нина и Воја коначно налазе заједнички језик. После дужег времена, на истој су страни и овога пута покушавају да реше проблем звани Средоје. Нина предлаже да се обрате полицији, али Воја би ипак желео да избегне робију. Међутим, Нина даје други предлог. Сви се радују што ће Марко коначно добити адекватну терапију. Мира је дошла код њега у посету, како би Жани отворила очи, јер сумња да се Жана још више везала за Марка и да је са њим створила неку посебну везу, док је бринула о њему. Мира је прилично груба и не бира речи, а Жану то што чује разара. Дејан излази на пиће са Соњом, ни не слутећи да она према њему гаји емоције и има одређене планове. Психијатар позива Анђелку на пиће, иако није време за њену нову сеансу, и признаје јој да не престаје да мисли на њу. |              |                                                                                           |                                                                     |                |                      |
| 249 | 249          | Покајање                                                                                  | Михаило Вукобратовић, Станко Милошевић и Александра Елчић Челановић | Даница Николић | 2. август 2023.      |
| Воја не крије узбуђење када у ресторану сретне Барбару и Петру. Обе су више него збуњене његовим емотивним изливима. Лили и Деки коначно обављају цивилизовани разговор како би спасили своју везу, али Лили тешко да може да пређе преко чињенице да је њен драги био у вези са Срном. За то време и Срну муче муке које нерадо поверава Дамјану. Бориша подноси опсежан извештај у вези са ВеТВ-ом и ствари постају све опасније... |              |                                                                                           |                                                                     |                |                      |
| 250 | 250          | Прислушкивање                                                                             | Михаило Вукобратовић, Станко Милошевић и Александра Елчић Челановић | Даница Николић | 3. август 2023.      |
| Бориша наставља фарсу са Нином, али и флерт који наилази на њено одобравање. То му није довољно, па користи прилику да прислушкује њен разговор са асистенткињом. После Војиног емотивног наступа пред Петром и Барбаром, Петра остаје веома забринута због очевих речи и поверава Серђу да мисли да је нешто лоше већ почело да се дешава. Анђелка ће се постидети након Војиног коментара да изненада изгледа превише добро расположено и да би, да је не познаваје, мислио да је упознала неког. Када од Дамјана сазна да његова бака прима експерименталну терапију, Срна исказује жељу да би једног дана волела да је упозна... |              |                                                                                           |                                                                     |                |                      |
| 251 | 251          | Проблем звани "Средоје"                                                                   | Михаило Вукобратовић, Станко Милошевић и Александра Елчић Челановић | Даница Николић | 4. август 2023.      |
| Дамјан одлази у посету баки, а она после само пар реченица размењених са унуком, схвата да јој нешто прећуткује. У разговору са Срном, Данијела открива да Раде показује све веће интересовање за живот њеног сина. У налету беса, Мира пита Душана да ли је свестан да све што он исприча Милету, он пренесе Секи, али то ће бити само повод за још једну њихову расправу. Док седи на ручку са симпатијом, Анћелкином столу прилази Влајка. Нина иступа пред инспектора са проблемом који је мучи, а тиче се Средоја... |              |                                                                                           |                                                                     |                |                      |
| 252 | 252          | Нина је уплашена за свој живот                                                            | Михаило Вукобратовић, Станко Милошевић и Александра Елчић Челановић | Даница Николић | 7. август 2023.      |
| Након што је објаснила инспектору како проблем са браћом Радаковић може да ескалира, Нина му објашњава да је у целу причу уплетена тек након што је ушла у сувласнички однос са ВеТевеом. Том приликом она признаје да се боји за сопствени живот и да је врло свесна да се из зачараног круга не излази лако. С друге стране, полиција нема ни приближно довољно доказа против Средоја и његовог брата. Петра прича Дулету како се провела на ручку са Барбаром и Војиславом, јер се боји да ће Мирјана полудети ако чује. За то време, Влајка препричава Воји кога је поред Анђелке срела у ресторану? |              |                                                                                           |                                                                     |                |                      |
| 253 | 253          | То је једини могућ излаз                                                                  | Михаило Вукобратовић, Станко Милошевић и Александра Елчић Челановић | Даница Николић | 8. август 2023.      |
| Анђелка прва започиње разговор са Војом у вези ситуације из ресторана, када ју је Влајка видела на ручку са Аврамом. Своју љубомору, Воја показује кроз наводну забринутост за докторску етику, јер излази са пацијенткињама. Даца покушава да извуче из мамурне Срне да ли јој се Дамјан бар мало свиђа. У режији ВеТеве-а прети да избије озбиљан скандал и то све због љубоморе! Поводом ситуације са браћом Радаковић, Воја, Нина, Анђелка и Раде обављају озбиљан разговор са инспектором који им свима предочава једини могућ излаз из ситуације... |              |                                                                                           |                                                                     |                |                      |
| 254 | 254          | Пеђа откуд ти                                                                             | Михаило Вукобратовић, Станко Милошевић и Александра Елчић Челановић | Даница Николић | 9. август 2023.      |
| Ни време није помогло Барбари да обузда своју љубомору, па сада саопштава Петри да мора да оде до ВеТеве-а како би се упознала са Миљаном и објаснила јој пар ствари. Намера јој је да новозапосленој на очевој телевизији суптилно стави до знања да је њен Немања заузет. Инспектор Филип покушава да објасни да ће у случају браће Радаковић заштићени сведоци заиста бити заштићени, али нису сви сигурни у то... Након што су завршиле разговор о послу, Нина покушава да извуче од Анђелке ко је човек са којим се виђа. Недуго затим, Нина се састаје са Пеђом... |              |                                                                                           |                                                                     |                |                      |
| 255 | 255          | Неко изнутра мења податке                                                                 | Михаило Вукобратовић, Станко Милошевић и Александра Елчић Челановић | Даница Николић | 10. август 2023.     |
| У ходнику ВеТевеа, Барби се судара са Миљаном и испушта ствари из руке. Моментално започиње да се дере и вређа, али Миљана не да јој је остаје дужна, већ креће у моменталну контраофанзиву. Ситуација до те мере ескалира, да њихова свађа почиње да се чује у програму уживо, на опште запрепашћење Срне, Дамјана, али и Барбиног дечка Немање. И Анђелка и Влајка су пријатно изненађене Нининим ангажовањем у вези са криминалним раскринкавањем Средоја, али ни једна ни друга не слуте да их неко прислушкује и да ће те информације врло брзо проследити даље... Због скандала који су направиле на телевизији, главне актерке стају пред Војислава и Нине! Инспектор Филип добија нове информације и потврду да неко „изнутра“ мења податке... |              |                                                                                           |                                                                     |                |                      |
| 256 | 256          | Туча на помолу                                                                            | Михаило Вукобратовић, Станко Милошевић и Александра Елчић Челановић | Даница Николић | 11. август 2023.     |
| У ходнику ВеТевеа, Барби се судара са Миљаном и испушта ствари из руке. Моментално започиње да се дере и вређа, али Миљана не да јој је остаје дужна, већ креће у моменталну контраофанзиву. Ситуација до те мере ескалира, да њихова свађа почиње да се чује у програму уживо, на опште запрепашћење Срне, Дамјана, али и Барбиног дечка Немање. И Анђелка и Влајка су пријатно изненађене Нининим ангажовањем у вези са криминалним раскринкавањем Средоја, али ни једна ни друга не слуте да их неко прислушкује и да ће те информације врло брзо проследити даље... Због скандала који су направиле на телевизији, главне актерке стају пред Војислава и Нине! Инспектор Филип добија нове информације и потврду да неко „изнутра“ мења податке... |              |                                                                                           |                                                                     |                |                      |
| 257 | 257          | Дамјан је шокиран Барбарином посетом                                                      | Михаило Вукобратовић, Станко Милошевић и Александра Елчић Челановић | Даница Николић | 14. август 2023.     |
| Инспектор Филип добија инструкције на какве колеге би требало да се фокусира у наставку акције против браће Радаковић, али том приликом, сасвим случајно, долази до информација о несталом близанцу... Без обзира што мисли да је урадила праву ствар искрено иступивши пред Радета, Даца има одређену бојазан да епилог неће бити очекиван. Серђо се не зауставља, па након што је Дамјану испричао све што је чуо у вези са проблемом који Воја има са Средојем, то исто сада преноси већ забринутој Петри. Након што Анђелка потврди Авраму да је Ђорђе њен рођени брат, Аврам за њу има једно деликатно питање... Дамјан ће бити потпуно шокиран када на вратима шминкернице угледа Барбару! |              |                                                                                           |                                                                     |                |                      |
| 258 | 258          | Бићеш ми потребан пре него што сам мислио                                                 | Михаило Вукобратовић, Станко Милошевић и Александра Елчић Челановић | Даница Николић | 15. август 2023.     |
| Анђелка покушава да разговара са Војом и недвосмислено му стави до знања да Аврам није њен терапеут већ особа са којом се виђа. Због Војиних реакција, није сигурна да ли му је добро. Док седе у миру свог дома, Срни и Дамјану неко звони на врата, иако никог не очекују... Барбара се напија у клубу, а у тренутку када јој шанкер понуди помоћ, у локалу се појављује њен драги, видно изнервиран. Бориша позиве свог компањона и ставља му до знања да ћу му можда бити потребан и пре него што је мислио... |              |                                                                                           |                                                                     |                |                      |
| 259 | 259          | Марко се пробудио                                                                         | Михаило Вукобратовић, Станко Милошевић и Александра Елчић Челановић | Даница Николић | 16. август 2023.     |
| Марко се коначно буди из коме и прва која то увиђа је Жана. Промене се дешавају и у Срнином и Дамјановом животу, када им инспектор Филип покуца на врата и постави им неколико личних питања, а тичу се Тошића. Вест да се Марко пробудио стиже и до Дамјана, који је ван себе када му то Анђелка саопштава и моли га да остане прибран. Нина саопштава Воји да новац којим је купила 49 одсто ВеТВ-а није њен и да сада има проблем. То сазнаје и Срна, која заправо није срећна, јер сада није сигурна како ће се развијати ствари са Дамјаном... |              |                                                                                           |                                                                     |                |                      |
| 260 | 260          | Марко се не сећа ничега                                                                   | Михаило Вукобратовић, Станко Милошевић и Александра Елчић Челановић | Даница Николић | 17. август 2023.     |
| Нина је коначно Бориши сасула све у лице. Након што је он дошао до телевизије да пита где је Тошић, она га је прекинула информацијом да је управо он тај који треба да каже где је бивши телевизијски водитељ, јер су недавно усликали заједно у једном ресторану. Бориша није очекивао овакву реакцију. Нина наставља да му прети, али он је можда "држи у шаци"... Мира се осећа увређено када чује да је Петра само са Дулетом разговарала о опцији да напусти факултет. Миру то повређује, па одлучује да обави озбиљан разговар са својим мужем. Ђорђе брани Дамјану и Срни да посете Марка у стану, а Жани напомиње да Марку даје само основне информације. Постоји опција да се Марко ничега не сећа, па чак ни да је био у браку са Срном. Данијела јој то говори, тешећи је, како би можда опет могла да започне нову љубавну шансу са њим. Срни се то не чини као добра идеја... |              |                                                                                           |                                                                     |                |                      |
| 261 | 261          | Баш си симпатична                                                                         | Михаило Вукобратовић, Станко Милошевић и Александра Елчић Челановић | Даница Николић | 18. август 2023.     |
| Након што је Воја сазнао за Предрага, Нининог пријатеља, није му било свеједно и плаши се да ће нашкодити ВеТВ-у. Међутим, ту је Раде да га утеши, говорећи да можда он и даље жели да инвестира у телевизију, без икаквих уцена и последица. Нина и Миа завршавају на пићу, али Нина, после Боришиних претњи, није у стању да слуша било шта. То Миа примећује и инсистира да јој каже шта се дешава. Ђорђе долази на ВеТВ да разговара са Војом, Радетом и Анђелком о томе што се Марко пробудио из коме. Воји није свеједно када чује да се Марко не сећа ничега и жао му је што га је довео у то стање. Није ни Дамјану лако када постаје свестан да Марко има потпуно право да побесни када сазна да му је Дамјан преотео не само идентитет, посао, већ и жену, љубавницу и новац. Марко разговара са Жаном и захваљује јој се што је све ово време бринула о њему. Шта више, удељује јој комплимент... |              |                                                                                           |                                                                     |                |                      |
| 262 | 262          | Како то мислиш, Дамјан и Марко су браћа                                                   | Михаило Вукобратовић, Станко Милошевић и Александра Елчић Челановић | Даница Николић | 21. август 2023.     |
| Марко је почео да поставља многа питања, а Жана не зна како да се избори са тим. Анђелка одлучује да све призна Воји. Он је шокиран када сазнаје да су Дамјан и Марко близанци и захтева од Анђелке да му призна све што још крије. Иако јој се Предраг чинио као добар лик, Нина има чудан осећај и предосећа да ће он направити проблем ВеТВ-у. Срђан прозива Дамјана да је можда био мало узбуђен што му је у шминкерницу упала Барбара, док он то негира. Мира се помирила са чињеницом да је Петра напустила факултет и њих две су опет имају добар однос, док Дулету то смета. Инспектор Филип наставља да "њуши" по Дамјановој, односно Марковој прошлости... |              |                                                                                           |                                                                     |                |                      |
| 263 | 263          | Марко упознаје Анђелку и Воју                                                             | Михаило Вукобратовић, Станко Милошевић и Александра Елчић Челановић | Даница Николић | 22. август 2023.     |
| Воја је доживео шок када је сазнао све што је Анђелка вешто крила од њега. И то није све. Није крај изненађењима. Инспектор Филип је на трагу нових података о Дамјановој и Марковој породици, али и даље није свестан да су они браћа близанци. Соња позива Дејана на пиће, ван просторија телевизије, како би му саопштила да је добила понуду за посао. Откад се Марко пробудио, Жана је ван себе од узбуђења. Међутим, ту је Мира да је "спусти на земљу" и предочи јој како стоје ствари. Срна признаје да јој Дамјаново друштво много прија и да воли да проводи време са њим. Марко коначно упознаје Анђелку и Воју, који му долазе у посету... |              |                                                                                           |                                                                     |                |                      |
| 264 | 264          | Нажалост, ништа ми од овога није познато                                                  | Михаило Вукобратовић, Станко Милошевић и Александра Елчић Челановић | Даница Николић | 23. август 2023.     |
| Миљана полако склапа "пакт" са Дачом, како би се лакше инфилтрирала у колектив фирме. Пакт који су давно склопили Анђелка, Дамјан и Срна полако свима "долази главу", због чега Воја захтева да разговара са чувеним водитељским паром. Срни нимало не прија што је Анђелка све одала Воји, поготово што је помињала Срну. Жана саветује Миру да разговара са Дамјаном и призна му да је радила заједно са његовом баком Јелицом у болници где су браћа близанци рођени. И Воја и Нина изгледају као да су им све лађе потонуле, а разлог је само један... |              |                                                                                           |                                                                     |                |                      |
| 265 | 265          | Војиславе, дуго се нисмо видели                                                           | Михаило Вукобратовић, Станко Милошевић и Александра Елчић Челановић | Даница Николић | 24. август 2023.     |
| Нина одлучује да окупи Пеђу, Воју и Анђелку на вечери и да се коначно сви упознају, не би ли тако било лакше за будући рад ВеТВ-а. Срна признаје свом оцу истину за Марка и Дамјана, а њега само занима да ли је Срна за ових годину дана развила нека осећања према брату близанцу њеног супруга. Соња се састаје са Жаном на пићу и жали јој се да јој је жао што напушта ВеТВ. Помиње Дејана, али и даље нејасно да ли према њему гаји нека осећања или не. Коначно долази до дугоочекиваног сусрета Воје и Предрага. Нина је једина у шоку, јер није ни слутила да се они већ добро познају... |              |                                                                                           |                                                                     |                |                      |
| 266 | 266          | Предраг није Предраг већ Хранислав, Војин бивши пријатељ                                  | Михаило Вукобратовић, Станко Милошевић и Александра Елчић Челановић | Даница Николић | 25. август 2023.     |
| Још једна истина "испливала" је на површину. Након Марковог буђења из коме, уследио је још један шок - Предраг, тајни инвеститор није заправо Предраг, већ Хранислав, Војин бивши партнер и пријатељ који га је својевремено оставио на цедилу. Воја га је раскринкао чим је дошао у ресторан, након чега је Предраг одмах напустио вечеру. Срна одбија да иде Марку у посету, јер сматра да је сувише рано да га обасипа бројним, не тако, пријатним информацијама о њиховом браку. Истина о Храниславу досеже и до 25 година уназад и то свима на колегијуму на ВеТВ-у саопштава инспектор Филип, који је одлучио да га раскринка, а да ли ће успети? |              |                                                                                           |                                                                     |                |                      |
| 267 | 267          | Марку се враћа памћење                                                                    | Михаило Вукобратовић, Станко Милошевић и Александра Елчић Челановић | Даница Николић | 26. август 2023.     |
| Након састанка на ВеТВ-у, инспектора Филипа испраћа Анђелка и он користи прилику да пред њом коментарише Срну и Марка као водитељски, али и брачни пар, не би ли успео да сазна још нешто о чувеном Марку Тодоровићу, односно Дамјану. Марку се полако враћа памћење и присећа се одређених детаља из прошлости и то дели са Жаном, која не престаје да брине о њему. Воја се жали Влајки на Предрага, односно Хранислава, док она не може да верује шта чује. Није јој нормално да у овом граду не постоји човек који Воји не би наудио. Анђелка долази по Нину и води је на једно место, где их нико неће пронаћи... |              |                                                                                           |                                                                     |                |                      |
| 268 | 268          | Јеси ти упознала Срну? Како је лепа...                                                    | Михаило Вукобратовић, Станко Милошевић и Александра Елчић Челановић | Даница Николић | 27. август 2023.     |
| Марко пита Жану да ли је упознала Срну, јер му се допада и сматра да је врло лепа. Жани се не допада то што чује. Дамјан и Срђан долазе код Мире и Дулета и Мира се опет упознаје са Дамјаном. Инспектор Филип опет свраћа на ВеТВ да обавести Воју да Предраг, односно Хранислав има ћерку и да је већ годину дана у иностранству на лечењу. Анђелка као по договору води Нину на једно место а то место је код Марка у стан. Жели да буде потпуно искрена и да јој призна да човек ког сви гледају на телевизији, а Нина у канцеларији, није Марко већ Дамјан... |              |                                                                                           |                                                                     |                |                      |
| 269/270 | 269/270      | Марко се присећао детаља из прошлости                                                     | Михаило Вукобратовић, Станко Милошевић и Александра Елчић Челановић | Даница Николић | 28. август 2023.     |
| Миљана је убеђена да је Воја убица и да је ликвидирао Нину. Марко се присећа детаља из прошлости, поготово успомена са Срном и о томе обавештава Жану, а она Анђелку. Анђелка долази код Дамјана, како би проверила да ли он нешто крије од ње. Инспектор Филип ју је недавно испитивао о Марковом детињству, па је то хтела да подели са Дамјаном, проверавајући да ли он има некакве везе са том истрагом. Дамјан се, као и увек, прави да ништа не зна. Предраг долази код Војислава у канцеларију и прави хаос... |              |                                                                                           |                                                                     |                |                      |
| 271/272 | 271/272      | Дамјан је ухваћен у клопци                                                                | Михаило Вукобратовић, Станко Милошевић и Александра Елчић Челановић | Даница Николић | 29. август 2023.     |
| Анђелка води Нину на тајну локацију, како би је склонила од Хранислава, али и од Средоја. Тајна локација је заправо стан у коме Жана брине о Марку и Нина га тада први пут види. Ништа јој није јасно, али Анђелка јој коначно говори истину о Марку и Дамјану. Хранислав долази код Нине Николић и затиче Миу у њеној канцеларији, која му говори да је Нина на путу. Он наравно, не верује у то. И Миљани није јасно где је Нина одједном отпутовала, када је сигурна да је претходно вече вечерала са Војом и Анђелком. Воја не зна како да сакрије истину и од ње. Хранислав се прво јавља Борку за помоћ, који му обећава да ће лоцирати Нину. Марко сазнаје да је у браку са Срном и жели одмах да је види. Истина о Марку и Дамјану ће полако да се открива, када инспектор Филип ушета у детективску канцеларију где седи Дамјан, који је код детектива дошао по договору да сазна где му је брат Марко. |              |                                                                                           |                                                                     |                |                      |
| 273/274 | 273/274      | Марко се присећа прошлости, много више него што пријављује Ђорђу                          | Михаило Вукобратовић, Станко Милошевић и Александра Елчић Челановић | Даница Николић | 30. август 2023.     |
| Дамјан се налази са Срђаном и све му прича. Да је код приватног детектива срео инспектора Филипа и све му признао. Срђан не може да верује шта се десило, али Дамјан сматра да је требало ово да претпостави. Марко се буди усред ноћи у сузама, јер више не може да поднесе да живи а да се не сећа ни себе и свог живота. Жана је са њим у соби и теши га. Срна препричава Дамјану како је протекао њен први сусрет са Марком, након што се пробудио из коме. Када јој је уделио комплимент да је лепа, остала је у шоку, јер ју је увек условљавао погрдним именима. Дамјан јој предочава чињеницу да сада постоји шанса да се њихов однос поправи. Дамјан говори истину и Анђелки, која и њега и Срну позива на информативни разговор. Марко се присећа успомена, више него што пријављује Ђорђу и Жани, због чега је имао "епизоду" која га је исцрпела. Воја се због Нинине безбедности, састаје са Николом у ресторану... |              |                                                                                           |                                                                     |                |                      |
| 275/276 | 275/276      | Никола је у прошлости због Хранислава завршио у затвору                                   | Михаило Вукобратовић, Станко Милошевић и Александра Елчић Челановић | Даница Николић | 31. август 2023.     |
| Инспектор Филип долази код Анђелке у канцеларију и зачуђено је пита како је могуће да тек сада сазнаје причу о близанцима Дамјану и Марку, и како је могуће да му она то никад није рекла. Воја признаје Николи да је срео њиховог заједничког пријатеља из прошлости - Хранислава, због ког је Никола већ био у затвору. Када је сазнао целу истину, као и то да се Нина крије на тајној локацији, нервира се и жели да се освети Храниславу за све. Потрага за Нином се и даље наставља. Бориша сазнаје да Нина ипак није напустила земљу, што аутоматски сужава потрагу. Све то дели са Храниславом. Петра долази код мајке и разговарају о Воји и Нини. Петра јој говори да Воји није поверовала ни реч и истину очекује од Анђелке. Воја среће Анђелкиног психотерапеута и партнера у ресторану и тај сусрет нимало није пријатан... |              |                                                                                           |                                                                     |                |                      |
| 277/278 | 277/278      | Стефан има задатак да пронађе Нину                                                        | Михаило Вукобратовић, Станко Милошевић и Александра Елчић Челановић | Даница Николић | 1. септембар 2023.   |
| Срна пита оца да ли је икада чуо за Предрага, ни не слутећи да Никола са њим има дубоку прошлост. Никола одлучује да све призна Срни. Жана је почела да ради вежбе са Марком, не би ли убрзала његов рехабилитациони процес, а у том моменту стиже Нина која Марку одаје детаље из његове прошлости, којих се он наравно не сећа. Бориша позива Стефана у помоћ да пронађе Нину, јер нико не верује да је она отпутовала у иностранство. Анђелка позива Воју и критикује га што је уопште ступио у контакт са Аврамом. Воја се нервира јер не може да верује да ју је Аврам одмах позвао и тужакао га „као нека стрина”. На промоцији Слађине књиге Дамјан упознаје Срну са Миром, Петрином и Дејановом мамом, али Срна остаје у чуду. Пошто му се Воја није јављао нити се појавио у канцеларији, Средоје одлучује да га посети на кућном прагу. И тај сусрет се завршава батинама... |              |                                                                                           |                                                                     |                |                      |
| 279 | 279          | Петру киднапују                                                                           | Михаило Вукобратовић, Станко Милошевић и Александра Елчић Челановић | Даница Николић | 2. септембар 2023.   |
| Марко се поверава Жани, јер је убеђен да му нико не говори целу истину и да Воја и Анђелка сигурно крију нешто. Барбара и Петра долазе на ВеТВ и затичу Воју са масницом на лицу. Забринуте, постављају му хиљаду питања, али Анђелка вешто скреће са теме. Петра се растаје са Барбаром на улици и наилази на пролазника сумњивог изгледа испред сивог комбија, који има задатак да је киднапује... |              |                                                                                           |                                                                     |                |                      |
| 280 | 280          | Или фирма или ћерке                                                                       | Михаило Вукобратовић, Станко Милошевић и Александра Елчић Челановић | Даница Николић | 3. септембар 2023.   |
| Петра и Барбара су киднаповане. Убеђене су да ће их брзо пустити, али оне ни не слуте да киднапери добро знају ко им је њихов тата и да то управо чине због њега! Након што је добио батине, Воји су поставили услов - мора испоштовати договор од два дана. У супротном, последице ће бити кардиналне. Влајка покушава то да му стави до знања, алудирајући на Барбарин и Петрин нестанак... |              |                                                                                           |                                                                     |                |                      |
| 281/282 | 281/282      | Сви се питају где су Петра и Барбара                                                      | Михаило Вукобратовић, Станко Милошевић и Александра Елчић Челановић | Даница Николић | 4. септембар 2023.   |
| Откако су Барбара и Петра киднаповане, сви су почели да се питају где су. Прво што је било чудно је то што је Барбара недоступна, а она је иначе велики зависник од свог телефона и никада га не гаси. Немања, Чеда, Срђан, Дамјан и Миљана се питају где је Барбара и зашто се не јавља на телефон, а иста питања се по главу мотају и Мири и Дулету који не знају где је Петра. Инспектор Филип обавештава Воју и Анђелку да је за сваки случај контактирао своје особе у хитним случајевима... |              |                                                                                           |                                                                     |                |                      |
| 283/284 | 283/284      | Петра и Барбара и даље отете, Марку се враћају сећања                                     | Михаило Вукобратовић, Станко Милошевић и Александра Елчић Челановић | Даница Николић | 5. септембар 2023.   |
| Појављује се главни отмичар Петра и Барбаре, а њих две га препознају. Инспектор Филип истражује случај отмице Петра и Барбаре, зато је одлучио да приведе Радаковића, али му ипак верује да он није укључен у овај случај. Мира и Дуле више нису могли да седе код куће, па долазе на телевизију и тамо сви заједно нестрпљиво чекају нове вести о отмици. Марку се у међувремену враћају сећања, а из тог разлога Анђелка одлучује да оде са Ђорђем код њега и то јавља Срни. |              |                                                                                           |                                                                     |                |                      |
| 285/286 | 285/286      | Марко се сетио свега и коначно упознаје свог брата                                        | Михаило Вукобратовић, Станко Милошевић и Александра Елчић Челановић | Даница Николић | 6. септембар 2023.   |
| Марко и Дамјан се коначно упознају. Пошто ће ускоро сви да сазнају истину, Воја је одлучио да каже Дејану ко је пацијент којег је његов отац видео у Ђорђевом стану, а он њему открива да за то зна и Мира. Петра и Барбара су и даље отете и почињу да страхују да ли ће бити пуштене, али Нина јавља инспектору Филипу ко је отмичар. Марко прича брату да жели да види са Срном и Барбаром како би разговарали о свему, али му Дамјан признаје да је са Барбаром завршио у његово име. У међувремену је Лили урадила тест на трудноћу, а сада резултате саопштава и Дејану. |              |                                                                                           |                                                                     |                |                      |
| 287/288 | 287/288      | Срна је дошла да посети Марка                                                             | Михаило Вукобратовић, Станко Милошевић и Александра Елчић Челановић | Даница Николић | 7. септембар 2023.   |
| Након сусрета са братом, Марко се коначно срео и са Срном. Инспектор Филип је од Тошића добио информацију где се налазе Петра и Барбара и јавља Воји да креће тамо да их пронађе. Срна се после разговора са Марком враћа кући и Дамјану говори да је њихов сусрет прошао "зачуђујуће добро", због чега њему баш и није драго. А да ли ће се између Жане и Марка развити нешто више? |              |                                                                                           |                                                                     |                |                      |
| 289/290 | 289/290      | Барбара сазнаје истину о Марку                                                            | Михаило Вукобратовић, Станко Милошевић и Александра Елчић Челановић | Даница Николић | 8. септембар 2023.   |
| Марко је изразио жељу да се види са Барбаром, због чега је најпре Воја морао да поразговара са њом како би јој рекао истину. Пре него што је отишла да се види са Марком сазнаје да је и Петра знала све време и да јој није рекла. У међувремену, пошто Нина више нема разлога да се крије, Анђелка је дошла да је одведе кући и успут јој саопштава вести о Храниславу. |              |                                                                                           |                                                                     |                |                      |
| 291 | 291          | Воја долази да посети Марка                                                               | Михаило Вукобратовић, Станко Милошевић и Александра Елчић Челановић | Даница Николић | 9. септембар 2023.   |
| Воја и Марко се срећу први пут откако се њему вратило памћење. Раније, док су му у посети били Дамјан и Срна, Марко је наслутио да између њих двоје постоји "нешто више" и о томе је разговарао са својим братом. Срна је начула тај разговор и сада покреће ту тему са Дајманом. Да ће они једно другом признати љубав? Такође, Жана и Марко један другом имају нешто да признају о својим емоцијама. У међувремену, Лили и Дејан су рекли његовој породици да чекају бебу, а она је сада одлучила ту вест да саопшти свима. |              |                                                                                           |                                                                     |                |                      |
| 292/293 | 292/293      | Финале серије                                                                             | Михаило Вукобратовић, Станко Милошевић и Александра Елчић Челановић | Даница Николић | 10. септембар 2023.  |
| У последњим епизодама сви односи се решавају. Марко и Жана су признали осећања једно другом, а исто су урадили и Дамјан и Срна. Дамјан коначно одводи и Марка да упозна њихову баку. А да ли ће Марко бити у стању да опрости Воји и шта Воја припрема за Анђелку, сазнаћете вечерас! |              |                                                                                           |                                                                     |                |                      |